# 日本軍の階級
日本軍の階級（にほんぐんのかいきゅう、にっぽんぐんのかいきゅう）は、旧日本軍において、その構成員の上下関係を明確にするために定められた序列である。
本項に於いては明治時代のヨーロッパ式軍隊設立による旧日本軍の階級について記述する。なお、自衛隊においても同様な階級（自衛隊の階級）が定められている。

## 大日本帝国陸軍

### 明治元年の陸軍
1868年6月11日（慶応4年（明治元年）閏4月21日）の政体書により官制を改定し、官等制を導入して一等から九等までの9階とした 。軍務官を置き陸軍局を管した 。陸軍将は一等から三等までの官等に相当した  。1868年7月4日（慶応4年（明治元年）5月15日）から勅任・奏任・判任の区分を始め三等官以上を勅任官とした。
三等陸軍将には公卿やその子弟が任ぜられ、戊辰戦争において鎮撫使 、江戸府知事、参謀 、関八州監察使、総督などを命ぜられた。
明治2年7月調べの職員録では、軍務官陸軍局の一等陸軍将や二等陸軍将の官職にある者は一人もいない。
| 官等     | 官職       | 勅奏判の区別 |
| -------- | ---------- | ------------ |
| 第一等官 | 一等陸軍将 | 勅任         |
| 第二等官 | 二等陸軍将 | 勅任         |
| 第三等官 | 三等陸軍将 | 勅任         |
| 第四等官 |            | 奏任         |
| 第五等官 |            | 奏任         |
| 第六等官 |            | 判任         |
| 第七等官 |            | 判任         |
| 第八等官 |            | 判任         |
| 第九等官 |            | 判任         |

### 明治2年の陸軍
1869年8月15日（明治2年7月8日）に官位を改正し、職員令により一等官から九等官までを廃止して、更に官位相当制を定めて従一位から従九位までの官位とし、従四位以上を勅任官、従六位以上を奏任官、正七位以下を判任官とした 。
軍務官を廃止して兵部省や陸軍を置き、陸軍に大将・中将・少将を置いて、大将は従二位、中将は従三位、少将は従四位の位階に相当した 。
明治2年9月調べの職員録で陸軍の少将として掲載されている者は、明治2年7月調べの職員録で軍務官陸軍局の三等陸軍将として掲載されていた者とほぼ同じで堂上華族やその子弟が任ぜられた。なお、大将や中将として掲載されている者はいない。
1870年10月12日（明治3年9月18日）に太政官の沙汰により、陸軍に佐尉官・曹長を置き佐尉については大中少を分かち曹長には権官があり、正五位から正九位までに相当した    。
明治3年11月調べの職員録では陸軍の大将、中将及び大佐以下権曹長以上として掲載されている者は一人もいない。
明治4年4月調べの職員録では陸軍の少将に1人と少佐に1人が掲載されている。
| 位階   | 陸軍   | 勅奏判任の区別 |
| ------ | ------ | -------------- |
| 従一位 |        | 勅任           |
| 正二位 |        | 勅任           |
| 従二位 | 大将   | 勅任           |
| 正三位 |        | 勅任           |
| 従三位 | 中将   | 勅任           |
| 正四位 |        | 勅任           |
| 従四位 | 少将   | 勅任           |
| 正五位 | 大佐   | 奏任           |
| 従五位 | 中佐   | 奏任           |
| 正六位 | 少佐   | 奏任           |
| 従六位 |        | 奏任           |
| 正七位 | 大尉   | 判任           |
| 従七位 | 中尉   | 判任           |
| 正八位 | 少尉   | 判任           |
| 従八位 | 曹長   | 判任           |
| 正九位 | 権曹長 | 判任           |
| 従九位 |        | 判任           |

#### 陸軍の常備兵編制（明治3年）
1870年10月26日（明治3年10月2日）に陸軍はフランス式を斟酌して常備兵を編制する方針が示され、各藩の兵も陸軍はフランス式に基づき漸次改正編制させていった 。
1871年1月3日（明治3年11月13日）に徴兵規則を定め府藩県から、士族・卒族・庶人にこだわらず身体強壮で兵卒の任に堪えることができる者を選んで1万石に5人ずつ徴兵することを決めた。
明治3年12月初め列藩は各隊伍を編制するがその制は各藩で異なり一定しなかったことから、1871年2月11日（明治3年12月22日）に各藩の常備兵編制法を定め、大隊長を改めて少佐と称し奏聞を経て任ずるものとした  。ただし、歩兵3中隊以上を編制する藩は引き続き大隊長と副官を置くことができた 。また中隊長は大尉、副官及び小隊長は中尉、半隊長は少尉と改称し、以上を総称して上等士官と言い藩庁において選抜して兵部省へ届出させた 。
正権曹長と軍曹を総称して下等士官と言い、下等士官と伍長の四職は少佐が選抜して藩庁へ届出させ、下等士官の採用・離職・降級・昇級は毎年2回まとめて兵部省へ届出させた 。
砲兵隊長は大尉、副官及び分隊長は中少尉と改称し、曹長以下の四職は歩兵と同じ 。

#### 陸軍の上等士官・下等士官の教育養成（明治3年）
1870年12月11日（明治3年閏10月19日）に兵学令を定め、陸軍ではフランス式を斟酌して編制することを踏まえて諸藩から石高に応じて陸軍生徒を大阪兵学寮に差し出させた。
兵学寮は海陸軍の士官を教育養成するところであり、幼年学舎と青年学舎の2つに分けて生徒の募集年齢の多少に従って教育方針に違いがあった。青年学舎生徒が習学5か月を経ても1学科も及第しない場合は退寮を命じるか、あるいはその人柄により下等士官を命じた。
1871年7月1日（明治4年5月14日）に教導隊生徒を金沢以下十藩より募集した。生徒は入舎修行数か月の後諸隊の下士官に宛てる筈であり、もっとも心得よろしき学術練達の者は上等士官に用いることもできるとされた。その後、教導団を設けた。

#### 陸軍の階級章（明治3年）
1871年2月11日（明治3年12月22日）に陸軍徽章を定め大将から二等兵卒までの軍服や階級章を規定した。
紐釦並びに帽前面章は上等士官、下等士官、兵卒の3級に分け、上等士官の釦は金色桜花、前面章は金色日章、下等士官の釦は真鍮桜花、前面章は真鍮日章、兵卒の釦は真鍮隊号を附け、前面章は塗色日章とした。
衣服の織質は2級に分けて、少尉以上はすべて本織を用い曹長以下はすべて大織を用いた。
正衣の形状は士官兵卒とも同じとし略衣は区別した。
上等士官は軍帽の周囲金線と頂上金星、上衣の袖金線と領（襟章）、袴の両側章で、大将、中将、少将、大佐、中佐、少佐、大尉、中尉、少尉を区別し、下等士官と兵卒は軍帽の周囲黄線と頂上黄星、上衣の袖黄線で、曹長、権曹長、軍曹、伍長、一等兵卒、二等兵卒を区別した。
その後、親兵の徽章を定めている。

#### 陸軍の給俸（明治3年）
1870年12月11日（明治3年閏10月19日）に兵部省陸軍下等士官給俸及賑恤扶助定則を制定し曹長、権曹長、軍曹、伍長、一等兵卒、二等兵卒の給俸や退職金に当たる賑恤金が定められた。
曹長以下軍曹以上については衣服は官給、食料は自弁とすることができた。伍長以下二等兵卒以上は衣服食料とも官給とした。
1871年7月15日（明治4年5月28日）に上等士官の者は衣服・食料とも自弁、下等士官の者は衣服は官給、食料は自弁、伍長兵卒の者は衣服・食料とも官給に定めた。
翌日には陸軍大佐以下少尉まで月給を定め各階級に一等給と二等給を設ける。

### 明治4年の陸軍
1871年8月29日（明治4年7月14日）に廃藩置県を実施し、制度をまた変更する 。
兵部職員令を定めて兵部省の中を陸海軍両部に分け、武官を以って充てる官職についてはその階級を指定しはじめる  。
また、これまでは少将以上の官禄 、陸軍大佐以下の士官の月給と陸軍下等士官以下の給俸を個別に規定していたが、大将から二等兵卒まで陸軍の士官兵卒の給俸に関する規定を一つにまとめた。
1871年9月24日（明治4年8月10日）に官位相当制を廃止して官階を15等に定める  。文官は三等以上、武官は四等以上を勅任官とし、七等以上を奏任官とし、八等以下を判任官とする 。その下に等外4等を設ける  。
従前の官位相当表にはなかった大元帥、元帥及び軍曹を官等表に掲載するがその他の武官は前と同じである  。
陸軍部に秘史・軍務・砲兵・築造・会計の5局があり兵部卿がこれを総括する 。
秘史局に少佐を置き、軍務局・砲兵局に少将・大中少佐・大中尉を、築造局に少将・大中少佐・大中尉工長を置き、文武官を雑任する録がこれにに属す 。
会計局には兵部大丞（本官少将）の下に会計監長と監督を置き、監督は監督一等から監督三等までとし  、文武官を雑任する病院総司と養生院総司を置き、録がこれに属した  。寮に頭・権頭・正権助・正権大中少録を置き、海陸軍医寮には軍医頭（少将相当）の下に、医正一等・二等、一等・二等軍医、一等・二等軍医副（大佐相当から少尉相当まで）及び軍医試補を置く   。
明治4年12月調べの職員録によれば陸軍の少将以下少尉以上に多くの者が掲載されているが、中将以上として掲載されている者は一人もいない。兵部省の職員にも陸軍にも大尉工長と中尉工長は掲載されていない。兵部省の職員に会計監長、監督、病院総司と養生院総司は掲載されていない。軍医寮の職員として一等軍医正と一等軍医以下軍医試補までが掲載されている。
| [ 注釈 23 ] | 陸軍   | 陸軍部 | 陸軍部 | 陸軍部 | 陸軍部   | 陸軍部     | 陸軍部     | 海陸軍医寮 | 勅奏判任の区別 |
| [ 注釈 23 ] | 陸軍   | 秘史局 | 軍務局 | 砲兵局 | 築造局   | 会計局     | 会計局     | 海陸軍医寮 | 勅奏判任の区別 |
| ----------- | ------ | ------ | ------ | ------ | -------- | ---------- | ---------- | ---------- | -------------- |
| [ 注釈 24 ] | 大元帥 |        |        |        |          |            |            |            | 勅任           |
| 一等        | 元帥   |        |        |        |          |            |            |            | 勅任           |
| 二等        | 大将   |        |        |        |          |            |            |            | 勅任           |
| 三等        | 中将   |        |        |        |          |            |            |            | 勅任           |
| 四等        | 少将   |        | 少将   | 少将   | 少将     |            |            |            | 勅任           |
| 五等        | 大佐   |        | 大佐   | 大佐   | 大佐     | 会計監長   | 会計監長   | 医正一等   | 奏任           |
| 六等        | 中佐   |        | 中佐   | 中佐   | 中佐     | 監督一等   | 監督一等   | 医正二等   | 奏任           |
| 七等        | 少佐   | 少佐   | 少佐   | 少佐   | 少佐     | 監督二等   | 監督二等   | 一等軍医   | 奏任           |
| 八等        | 大尉   |        | 大尉   | 大尉   | 大尉工長 | 監督三等   | 病院総司   | 二等軍医   | 判任           |
| 九等        | 中尉   |        | 中尉   | 中尉   | 中尉工長 |            |            | 一等軍医副 | 判任           |
| 十等        | 少尉   |        |        |        |          | 養生院総司 | 養生院総司 | 二等軍医副 | 判任           |
| 十一等      | 曹長   |        |        |        |          |            |            | 軍医試補   | 判任           |
| 十二等      | 権曹長 |        |        |        |          |            |            |            | 判任           |
| 十三等      | 軍曹   |        |        |        |          |            |            |            | 判任           |
| 十四等      |        |        |        |        |          |            |            |            | 判任           |
| 十五等      |        |        |        |        |          |            |            |            | 判任           |

1872年2月28日（明治5年1月20日）の官等改正で大元帥と元帥を廃止し、医正一等・二等を一等・二等医正と改める   。
これまでの順席では海軍を上、陸軍を下にしていたが、陸軍を上、海軍を下に変更した。
また、このとき陸軍徽章を増補改定し略衣や夏服を規定する。
1872年3月26日（明治5年2月18日）の海陸軍刑律では将校、下士、卒夫の分類を設けて、およそこの律内で将校と称するは少尉以上、海陸軍武学生も同じ、下士と称するは伍長・水夫長以上、卒夫と称するは兵卒・水夫とした。ただし、1872年6月25日（明治5年5月20日）の改定により下士の定義を修正し、およそこの律内で下士と称するは軍曹以上、伍長・水夫長これに準すと改めた。
1872年4月5日（明治5年2月28日）に兵部省を廃止して陸軍省と海軍省を置いた 。1872年10月1日（明治5年8月29日）に武官は同じ官等の文官の上席とした 。
1872年4月12日（明治5年3月9日）に、陸軍大輔の山縣有朋を陸軍中将兼陸軍大輔に任じた。
明治5年4月調べの職員録によれば陸軍大将として掲載された者はいない 。
1872年8月22日（明治5年7月19日）に、参議西郷隆盛に陸軍元帥を兼任させて参議兼陸軍元帥の西郷隆盛に近衛都督を命じ、同年9月1日（7月29日）に参議兼陸軍元帥西郷隆盛を改めて陸軍元帥兼参議に任じた。
1872年10月9日（明治5年9月7日）に陸軍元帥服制を制定し、大元帥と元帥の帽、上衣、袴を規定する。なお、天皇が大元帥であるときは釦は金色菊章とし帽と袖の金線に一小条を増加した。
1873年（明治6年）1月調べの職員録によれば大元帥や陸軍大将として掲載された者はいない。
1873年（明治6年）1月に徴兵令を施行し以後は毎年兵を補充する。
1873年（明治6年）3月19日に陸軍武官俸給表を定め、元帥から兵卒までの俸給を規定する。官名として元帥から兵卒まで、分課として参謀・砲兵・騎兵・歩兵、等級として一等・二等、所属として近衛と鎮台があり、これらの組み合わせで俸給額に違いがあった。列外増給として連隊副官、大隊副官、給養・会計尉官、下副官、書簡掛・給養・会計・倉庫掛・火工下長軍曹、会計・書記伍長には増給の規定がある。

#### 明治元年から明治6年5月以前までの軍人の各種名義
明治の初めに様々な事を創始するのに際して官職任補の制度はまだ完全ではなく、当時の陸軍に在って軍隊の編制もしくは軍務処弁の上で各種の名義を以てその部隊に附属させた武官が多い。これらの職官は当時の官制に於いて規定した明文がないものの、例えば心得、准官のような名義の者であっても当時は戦時に際して上司の命令を以て実際に軍隊・官衙等に奉職しその任務を奉じたことから、1892年（明治25年）5月に陸軍大臣の請議による閣議に於いてこれらを軍人と認定した  。
閣議提出資料によると、陸軍武官の制度については兵部省設置以来数回の変更があって1872年4月5日（明治5年2月28日）に陸軍省が置かれた後に1873年（明治6年）5月に至ってようやく完備したものであるので、その以前に在っては種々の名称を以て軍人の職を奉じさせた者については官制に明文がないことだけを理由に軍人と認定しないことは甚だ不適切なので、これらの名称を1892年（明治25年）の制度に照らして見るときは官制以外のものになるためあるいは軍人と認めることができないかもしれないけれども、その実軍人の職務に服した者は一般軍人と認定することになった    。
これらの名義についての官制ではないものの規定したものとしては、1871年1月11日（明治3年12月22日）の陸軍徽章では大佐・中佐・少佐の領は2分の1金、大尉・中尉・少尉の領は3分の1金としているところ、少尉以上准官は総て領を赤にし、1871年（明治4年7月）の兵部省陸軍・士官兵卒・給俸諸定則では、准・心得・試補の官を置くときは総てその本官の一等給に照らして准は4分の3、心得は3分の2、試補は2分の1を賜ることとしている。
1873年（明治6年）5月以前の種々の名称で1892年（明治25年）に軍人として認定されたものには次のようなものがある  。
大中少佐心得、大中少尉心得、曹長・権曹長・軍曹心得  
明治3・4・5年の頃にあって各その本官の職を取る。本官とは、大中佐は連隊長、少佐は大隊長、大尉は中隊長、中少尉は小隊長の職を取る。
准大中少佐、准大中少尉並び職務 
明治2・3・4年の頃にあって前項の心得に等しいもの。なお、この時の准大佐以下は官制に於いて規定する明文がなかったが、1875年（明治8年）から1885年（明治18年）まで屯田兵に置いた准陸軍大佐以下については太政官布告に於いて規定する官名になる。イギリス軍の准大尉とは異なるもの。
大中少佐准席、大中少尉准席
明治2・3・4年の頃にあって准席はすべてその官相当の職を取っていたもの。即ち大佐は連隊長、以下同じ。
軍監心得
明治元年以来、明治4年頃にあって軍監は監察の職を取っていたもの。大尉相当
一・二・三・四等士官
明治元年以降、明治4年頃までのものであって一等士官は少佐、二等は大尉、三等は中尉、四等は少尉相当であって各その職を取っていたもの。
准一・二・三・四等士官
前項の官に等しいものであって各その職を取っていたもの。
五・六・七等下士並び試補

常備上士官、同下士官
明治3年頃のものであって上士官は尉官の職務を取っていたもの。下士官は下士の職を取っていたもの。
總嚮導試補

隊附医官心得 
明治4・5年頃、鎮台に医官を置いたときに命じたものであって即ち軍医に等しい職を取らせていたもの 。
兵学寮教導生、同伝令使、同専業生

裨官並び補裨官

御使番 
明治元年頃にあって伝令使の職を取っていたもの。
龍ノ口屯所教授方
明治元年の頃、旧幕兵より兵部省へ引継ぎ江戸守衛軍隊の教授を任じ士官の待遇を受けていたもの。

### 明治6年の陸軍
1873年（明治6年）5月8日太政官第154号の布告により陸軍武官官等表を改正し、将校下士、会計、軍医、馬医に分ける 。
将校下士は将佐尉官、曹長、軍曹、伍長である。その官等については、大中少将は一等から三等までこれを将官と言い、大中少佐は四等から六等までこれを上長官あるいは佐官と言い、大中少尉は七等から九等までこれを士官あるいは尉官と言い、曹長・軍曹・伍長は十一等から十三等までこれを下士と言う  。このとき、従前は四等の少将を三等として武官も文官と同様に三等以上を勅任とした。
陸軍の科を分けて参謀、要塞参謀、憲兵、歩兵、騎兵、輜重兵、砲兵、工兵の8科とし、佐官以下はこれを分任した。
会計部に監督長、監督、一等・二等副監督、監督補、一等・二等司契、司契副、軍吏正、軍吏、軍吏副、軍吏補、一等・二等・三等書記、一等・二等・三等看病人、監獄を置く。その官等については、監督長は三等官であり勅任とする。監督は四等、一等副監督・一等司契は五等、二等副監督・二等司契・軍吏正は六等官として以上を上長官と言い、監督補・司契副・軍吏は七等、軍吏副は八等、軍吏補は九等官とし以上を士官と言い、一等書記・一等看病人を十一等、二等書記・二等看病人を十二等、三等書記・監獄を十三等官とし以上を下士と言う。その課を分けて監督、司契、糧食、被服、病院、裁判所囚獄の6課としこれを分任した 。
軍医部は軍医総監、軍医監、一等・二等軍医正、軍医、軍医副、軍医補、薬剤官、一等・二等薬剤正、薬剤官、薬剤副、薬剤補とする。その官等については、軍医総監は三等官であり勅任とする。軍医監・薬剤官は四等、一等軍医正・一等薬剤正は五等、二等軍医正・二等薬剤正は六等官として以上を上長官と言い、軍医・薬剤官は七等、軍医副・薬剤官副は八等、軍医補・薬剤補は九等官として以上を士官と言う。
馬医部は馬医正、馬医、馬医副、馬医補を置き、その官等は馬医正は六等官でありこれを上長官と言い、馬医は七等、馬医副は八等、馬医補は九等官として以上を士官と言う。
1873年（明治6年）5月10日に参議の西郷隆盛を陸軍大将兼参議に任じた。
1873年（明治6年）5月12日太政官第157号の布告により中尉・少尉を奏任官とした、ただし官等は変えていない  。
1873年（明治6年）6月14日太政官第209号の布告により中尉・少尉を官等表にこだわらず諸判任官の上席とした  。
このとき陸軍大将の席次を官等表の順序に従い陸軍卿の次、海軍卿の上に定めた 。
1873年（明治6年）11月27日太政官第394号の布告により会計・軍医・馬医部の中尉・少尉相当官も奏任とした   。
1873年（明治6年）5月14日太政官第160号の布告により四等相当の薬剤官を薬剤監とし、七等相当の薬剤官を剤官とし、薬剤官副を剤官副とし薬剤補を剤官補とした  。
権曹長を廃止しため、従前の曹長は陸軍武官表の表面の曹長一等、権曹長は曹長二等を命じることになる  。
1873年（明治6年）5月24日に尉官の准・心得・試補を廃止して、少尉に限り試補を置き判任官を以って処遇する 。少尉試補は十等の相当とし文官十等の次席とした。
1873年（明治6年）11月14日にまた軍医試補を置き、1874年（明治7年）2月9日に馬医試補を置き、同年10月10日に会計部内に軍吏試補を置き、それらの官等は文官十等の相当として少尉試補の次席とする   。
|        |                 | 参謀科         | 要塞参謀科     | 憲兵科 | 歩兵科         | 騎兵科         | 輜重科         | 砲兵科         | 工兵科         | 会計部     | 会計部           | 会計部           | 会計部   | 会計部           | 会計部           | 会計部           | 会計部           | 軍医部           | 軍医部           | 馬医部           | 勅奏判任の区別   |
| 監督課 | 司契課          | 参謀科         | 要塞参謀科     | 憲兵科 | 歩兵科         | 騎兵科         | 輜重科         | 砲兵科         | 工兵科         | 糧食課     | 被服課           | 病院課           | 病院課   | 裁判所囚獄課     | 裁判所囚獄課     |                  |                  | 軍医部           | 軍医部           | 馬医部           | 勅奏判任の区別   |
| ------ | --------------- | -------------- | -------------- | ------ | -------------- | -------------- | -------------- | -------------- | -------------- | ---------- | ---------------- | ---------------- | -------- | ---------------- | ---------------- | ---------------- | ---------------- | ---------------- | ---------------- | ---------------- | ---------------- |
| 一等   | 将官            | 大将           | 大将           | 大将   | 大将           | 大将           | 大将           | 大将           | 大将           |            |                  |                  |          |                  |                  |                  |                  |                  |                  |                  | 勅任             |
| 二等   | 将官            | 中将           | 中将           | 中将   | 中将           | 中将           | 中将           | 中将           | 中将           |            |                  |                  |          |                  |                  |                  |                  |                  |                  |                  | 勅任             |
| 三等   | 将官            | 少将           | 少将           | 少将   | 少将           | 少将           | 少将           | 少将           | 少将           | 監督長     |                  |                  |          |                  |                  |                  |                  | 軍医総監         |                  |                  | 勅任             |
| 四等   | 上長官 又は佐官 | 大佐           | 大佐           | 大佐   | 大佐           | 大佐           | 大佐           | 大佐           | 大佐           | 監督       | 軍医監           | 薬剤監           | 奏任     |                  |                  |                  |                  |                  |                  |                  |                  |
| 五等   | 上長官 又は佐官 | 中佐           | 中佐           | 中佐   | 中佐           | 中佐           | 中佐           | 中佐           | 中佐           | 一等副監督 | 一等司契         |                  |          |                  |                  |                  |                  | 一等軍医正       | 一等薬剤正       |                  |                  |
| 六等   | 上長官 又は佐官 | 少佐           | 少佐           | 少佐   | 少佐           | 少佐           | 少佐           | 少佐           | 少佐           | 二等副監督 | 二等司契         | 軍吏正           | 奏任     | 軍吏正           | 軍吏正           | 軍吏正           |                  |                  | 二等軍医正       | 二等薬剤正       | 馬医正           |
| 七等   | 士官 又は尉官   | 大尉 一等 二等 | 大尉 一等 二等 | 大尉   | 大尉 一等 二等 | 大尉 一等 二等 | 大尉 一等 二等 | 大尉 一等 二等 | 大尉 一等 二等 | 監督補     | 司契副 一等 二等 | 軍吏 一等 二等   | 奏任     | 軍吏 一等 二等   | 軍吏 一等 二等   | 軍吏 一等 二等   | 軍吏 一等 二等   | 軍吏 一等 二等   | 軍医 一等 二等   | 剤官 一等 二等   | 馬医 一等 二等   |
| 八等   | 士官 又は尉官   | 中尉           | 中尉 一等 二等 | 中尉   | 中尉 一等 二等 | 中尉 一等 二等 | 中尉 一等 二等 | 中尉 一等 二等 | 中尉 一等 二等 |            |                  | 軍吏副 一等 二等 | 奏任     | 軍吏副 一等 二等 | 軍吏副 一等 二等 | 軍吏副 一等 二等 | 軍吏副 一等 二等 | 軍吏副 一等 二等 | 軍医副 一等 二等 | 剤官副 一等 二等 | 馬医副 一等 二等 |
| 九等   | 士官 又は尉官   | 学生少尉       | 少尉           | 少尉   | 少尉           | 少尉           | 少尉           | 少尉           | 少尉           |            |                  | 軍吏補           | 奏任     | 軍吏補           | 軍吏補           | 軍吏補           | 軍吏補           | 軍吏補           | 軍医補           | 剤官補           | 馬医補           |
| 十等   |                 |                |                |        |                |                |                |                |                |            |                  |                  |          |                  |                  |                  |                  |                  |                  |                  | 判任             |
| 十一等 | 下士            | 曹長           | 曹長           | 曹長   | 曹長           | 曹長           | 曹長           | 曹長           | 曹長           | 一等書記   | 一等書記         | 一等書記         | 一等書記 | 一等書記         | 一等看病人       | 一等書記         | 一等書記         |                  |                  |                  | 判任             |
| 十二等 | 下士            | 軍曹           | 軍曹           | 軍曹   | 軍曹           | 軍曹           | 軍曹           | 軍曹           | 軍曹           |            | 二等書記         | 二等書記         | 二等書記 | 二等書記         | 二等看病人       | 二等書記         | 二等書記         |                  |                  |                  | 判任             |
| 十三等 | 下士            | 伍長           | 伍長           | 伍長   | 伍長           | 伍長           | 伍長           | 伍長           | 伍長           |            | 三等書記         | 三等書記         | 三等書記 | 三等書記         | 三等看病人       | 三等書記         | 監獄             |                  |                  |                  | 判任             |
| 十四等 |                 |                |                |        |                |                |                |                |                |            |                  |                  |          |                  |                  |                  |                  |                  |                  |                  | 判任             |
| 十五等 |                 |                |                |        |                |                |                |                |                |            |                  |                  |          |                  |                  |                  |                  |                  |                  |                  | 判任             |

|        | 参謀科 | 要塞参謀科 | 憲兵科 | 歩兵科   | 騎兵科   | 輜重兵科 | 砲兵科   | 工兵科   | 会計部 | 会計部 | 会計部 | 会計部 | 会計部 | 会計部 | 会計部    | 会計部       | 会計部 | 軍医部 | 軍医部 | 馬医部 |
| 監督課 | 参謀科 | 要塞参謀科 | 憲兵科 | 歩兵科   | 騎兵科   | 輜重兵科 | 砲兵科   | 工兵科   | 司契課 | 糧食課 | 糧食課 | 被服課 | 被服課 | 病院課 | 病院課    | 裁判所囚獄課 |        | 軍医部 | 軍医部 | 馬医部 |
| ------ | ------ | ---------- | ------ | -------- | -------- | -------- | -------- | -------- | ------ | ------ | ------ | ------ | ------ | ------ | --------- | ------------ | ------ | ------ | ------ | ------ |
| 卒     |        | 一等砲卒   | 憲卒   | 一等歩卒 | 一等騎卒 | 一等騎卒 | 一等砲卒 | 一等工卒 |        |        | 量手   | 秣手   | 夫長   | 庫守   | 夫長 助手 | 厨夫 看病卒  | 看囚   |        |        |        |
| 卒     |        | 二等砲卒   |        | 二等歩卒 | 二等騎卒 | 二等騎卒 | 二等砲卒 | 二等工卒 |        |        | 量手   | 秣手   | 夫長   | 庫守   | 夫長 助手 | 厨夫 看病卒  | 看囚   |        |        |        |

1874年（明治7年）1月から近衛で連隊制を導入し 、つづいて鎮台でも連隊制を導入する。
この時期に佐賀の乱があり、1874年（明治7年）2月に東伏見宮嘉彰親王を征討総督とし、陸軍中将山縣有朋と海軍少将伊東祐麿を参軍とする。また、この年に台湾出兵があり、1874年（明治7年）4月に陸軍中将西郷従道を台湾蕃地事務都督とし、陸軍少将谷干城と海軍少将赤松則良を参軍とした。

### 明治7年の陸軍
1874年（明治7年）11月8日に陸軍武官官等表及び陸軍武官表を改正する       。
参謀科武官は中尉以上だけになり、会計・軍医・馬医の3部の上長官・士官・下士の名称は各部名を冠して、会計部上長官、馬医部士官等と称する 。
馬医正を馬医監と改め、馬医部下士に一等・二等・三等馬医生を置き十一等から十三等までとする 。
輜重科の並び順を騎兵の次、砲兵の前から、工兵の次に移した。
|        |                 | 参謀科         | 要塞参謀科     | 憲兵科         | 歩兵科         | 騎兵科         | 砲兵科         | 工兵科         | 輜重科         | 会計部       | 会計部     | 会計部           | 会計部           | 会計部           | 会計部           | 会計部           | 会計部           | 会計部           | 軍医部     | 軍医部           | 軍医部           | 馬医部       | 馬医部           |
|        | 監督課          | 参謀科         | 要塞参謀科     | 憲兵科         | 歩兵科         | 騎兵科         | 砲兵科         | 工兵科         | 輜重科         | 司契課       | 糧食課     | 被服課           | 病院課           | 病院課           | 裁判所囚獄課     | 裁判所囚獄課     |                  |                  | 軍医部     | 軍医部           | 軍医部           | 馬医部       | 馬医部           |
| ------ | --------------- | -------------- | -------------- | -------------- | -------------- | -------------- | -------------- | -------------- | -------------- | ------------ | ---------- | ---------------- | ---------------- | ---------------- | ---------------- | ---------------- | ---------------- | ---------------- | ---------- | ---------------- | ---------------- | ------------ | ---------------- |
| 一等   | 将官            | 大将           | 大将           | 大将           | 大将           | 大将           | 大将           | 大将           | 大将           |              |            |                  |                  |                  |                  |                  |                  |                  |            |                  |                  |              |                  |
| 二等   | 将官            | 中将           | 中将           | 中将           | 中将           | 中将           | 中将           | 中将           | 中将           |              |            |                  |                  |                  |                  |                  |                  |                  |            |                  |                  |              |                  |
| 三等   | 将官            | 少将           | 少将           | 少将           | 少将           | 少将           | 少将           | 少将           | 少将           |              | 監督長     |                  |                  |                  |                  |                  |                  |                  |            | 軍医総監         |                  |              |                  |
| 四等   | 上長官 又は佐官 | 大佐           | 大佐           | 大佐           | 大佐           | 大佐           | 大佐           | 大佐           | 大佐           | 会計部上長官 | 監督       | 軍医部上長官     | 軍医監           | 薬剤監           |                  |                  |                  |                  |            |                  |                  |              |                  |
| 五等   | 上長官 又は佐官 | 中佐           | 中佐           | 中佐           | 中佐           | 中佐           | 中佐           | 中佐           | 中佐           | 会計部上長官 | 一等副監督 | 軍医部上長官     | 一等司契         |                  |                  |                  |                  |                  |            | 一等軍医正       | 一等薬剤正       |              |                  |
| 六等   | 上長官 又は佐官 | 少佐           | 少佐           | 少佐           | 少佐           | 少佐           | 少佐           | 少佐           | 少佐           | 会計部上長官 | 二等副監督 | 軍医部上長官     | 二等司契         | 軍吏正           | 軍吏正           | 軍吏正           | 軍吏正           |                  |            | 二等軍医正       | 二等薬剤正       | 馬医部上長官 | 馬医監           |
| 七等   | 士官 又は尉官   | 大尉 一等 二等 | 大尉 一等 二等 | 大尉           | 大尉 一等 二等 | 大尉 一等 二等 | 大尉 一等 二等 | 大尉 一等 二等 | 大尉 一等 二等 | 会計部士官   | 監督補     | 司契副 一等 二等 | 軍吏 一等 二等   | 軍吏 一等 二等   | 軍吏 一等 二等   | 軍吏 一等 二等   | 軍吏 一等 二等   | 軍吏 一等 二等   | 軍医部士官 | 軍医 一等 二等   | 剤官 一等 二等   | 馬医部士官   | 馬医 一等 二等   |
| 八等   | 士官 又は尉官   | 中尉           | 中尉 一等 二等 | 中尉           | 中尉 一等 二等 | 中尉 一等 二等 | 中尉 一等 二等 | 中尉 一等 二等 | 中尉 一等 二等 | 会計部士官   |            |                  | 軍吏副 一等 二等 | 軍吏副 一等 二等 | 軍吏副 一等 二等 | 軍吏副 一等 二等 | 軍吏副 一等 二等 | 軍吏副 一等 二等 | 軍医部士官 | 軍医副 一等 二等 | 剤官副 一等 二等 | 馬医部士官   | 馬医副 一等 二等 |
| 九等   | 士官 又は尉官   |                | 少尉           | 少尉           | 少尉           | 少尉           | 少尉           | 少尉           | 少尉           | 会計部士官   |            |                  | 軍吏補           | 軍吏補           | 軍吏補           | 軍吏補           | 軍吏補           | 軍吏補           | 軍医部士官 | 軍医補           | 剤官補           | 馬医部士官   | 馬医補           |
| 十等   |                 |                |                |                |                |                |                |                |                |              |            |                  |                  |                  |                  |                  |                  |                  |            |                  |                  |              |                  |
| 十一等 | 下士            |                | 曹長 一等 二等 | 曹長 一等 二等 | 曹長 一等 二等 | 曹長 一等 二等 | 曹長 一等 二等 | 曹長 一等 二等 | 曹長 一等 二等 | 会計部下士   | 一等書記   | 一等書記         | 一等書記         | 一等書記         | 一等書記         | 一等看病人       | 一等書記         | 一等書記         |            |                  |                  | 馬医部下士   | 一等馬医生       |
| 十二等 | 下士            |                | 軍曹 一等 二等 | 軍曹 一等 二等 | 軍曹 一等 二等 | 軍曹 一等 二等 | 軍曹 一等 二等 | 軍曹 一等 二等 | 軍曹 一等 二等 | 会計部下士   |            | 二等書記         | 二等書記         | 二等書記         | 二等書記         | 二等看病人       | 二等書記         | 二等書記         |            |                  |                  | 馬医部下士   | 二等馬医生       |
| 十三等 | 下士            |                | 伍長 一等 二等 | 伍長 一等 二等 | 伍長 一等 二等 | 伍長 一等 二等 | 伍長 一等 二等 | 伍長 一等 二等 | 伍長 一等 二等 | 会計部下士   |            | 三等書記         | 三等書記         | 三等書記         | 三等書記         | 三等看病人       | 三等書記         | 監獄             |            |                  |                  | 馬医部下士   | 三等馬医生       |
| 十四等 |                 |                |                |                |                |                |                |                |                |              |            |                  |                  |                  |                  |                  |                  |                  |            |                  |                  |              |                  |
| 十五等 |                 |                |                |                |                |                |                |                |                |              |            |                  |                  |                  |                  |                  |                  |                  |            |                  |                  |              |                  |

|    | 参謀科 | 要塞参謀科 | 憲兵科 | 歩兵科 | 騎兵科 | 砲兵科 | 工兵科 | 輜重科 | 会計部   | 会計部 | 会計部 | 会計部 | 会計部 | 会計部 | 会計部 | 会計部 | 会計部 | 会計部       | 会計部 | 軍医部 | 軍医部 | 馬医部 | 馬医部 |
|    | 参謀科 | 要塞参謀科 | 憲兵科 | 歩兵科 | 騎兵科 | 砲兵科 | 工兵科 | 輜重科 | 監督課   | 司契課 | 糧食課 | 糧食課 | 被服課 | 被服課 | 病院課 | 病院課 | 病院課 | 裁判所囚獄課 |        | 軍医部 | 軍医部 | 馬医部 | 馬医部 |
| -- | ------ | ---------- | ------ | ------ | ------ | ------ | ------ | ------ | -------- | ------ | ------ | ------ | ------ | ------ | ------ | ------ | ------ | ------------ | ------ | ------ | ------ | ------ | ------ |
| 卒 |        | 一等卒     | 卒     | 一等卒 | 同     | 同     | 同     | 同     | 会計部卒 |        |        | 量手   | 秣手   | 夫長   | 庫守   | 夫長   | 厨夫   | 看病卒       | 看囚   |        |        |        |        |
| 卒 |        | 二等卒     |        | 二等卒 | 同     | 同     | 同     | 同     | 会計部卒 |        |        | 量手   | 秣手   | 夫長   | 庫守   | 夫長   | 厨夫   | 看病卒       | 看囚   |        |        |        |        |

陸軍省文武官及び隊附武官の昇進は一定の規則を定めるまで当分は各所管長官からその本人の履歴書を本省に提出させてきたが 、1874年（明治7年）11月17日に陸軍武官進級条例並附録を定める 。
ただし、兵制創立からまだ日が浅く学校の設置もまだ不十分であるため人材の欠乏についても避けられないのですべてを条例の通りに施行することが難しいことから、暫定的に附録の4則を設けて将来の人材輩出の日を待つことにとした  。
条例の規定によれば、凡そ軍級の最も高い者を将官と言う、これに次ぐ者を上長官または佐官と言う、またこれに次ぐ者を士官または尉官と言う。これら3官を各3級に分けると大将、中将、少将、大佐、中佐、少佐、大尉、中尉、少尉である。これらを総称するときは概して将校と言う。その将校に次ぐ者を下士とする即ち曹長、軍曹及び伍長を併せて称する。またこれに次ぐ者を卒とする即ち一等兵卒、二等兵卒とする。
附録の規定によれば、少尉に限り試補を置き少尉の欠員がある毎に曹長の最下限を越えるものから選抜して少尉試補に任じ実役に服させてその才否を試み以って本官に任ずるとした。
しかし、検閲の方法を確定し抜擢名簿を作製できるまでは進級条例を施行しなかった 。
このころの部隊編成では、大佐・中佐は歩兵連隊長、少佐は歩兵・山/野砲兵大隊長、大尉は歩兵連隊副官・中隊附、騎兵大隊長、山/野砲兵小隊長・予備隊長、工兵・輜重兵小隊長、中尉は歩兵大隊副官・中隊附、騎兵大隊附、山/野砲兵大隊副官・小隊（本隊）の左右分隊長、工兵・輜重兵小隊附、少尉は歩兵連隊旗手・中隊附、騎兵大隊附、山/野砲兵小隊（本隊）の中央分隊長、工兵・輜重兵小隊附、曹長は歩兵連隊給養掛・大隊下副官・中隊附、騎兵大隊下副官・大隊附、山/野砲兵大隊下副官・小隊附（本隊）、工兵・輜重兵小隊附、軍曹は歩兵連隊書記・会計附属・喇叭長、歩兵大隊書翰掛・会計附属・給養掛、歩兵中隊給養掛・中隊附、騎兵大隊給養掛・厩掛・大隊附、山/野砲兵大隊会計附属、山/野砲兵小隊（本隊）砲車長、山野砲兵小隊（予備隊）火工下長・器械掛・給養掛、工兵小隊器械掛・給養掛・小隊附、輜重兵小隊給養掛・厩掛・小隊附、伍長は歩兵大隊書記・病室掛・喇叭長、歩兵中隊炊事掛・中隊附、騎兵大隊炊事掛・病室掛・喇叭長・大隊附、山/野砲兵大隊書記・病室掛・喇叭長、山砲兵小隊（本隊）照準手、山砲兵小隊（予備隊）炊事掛・予備隊附、野砲兵小隊（本隊）弾薬車長・照準手、野砲兵小隊（予備隊）炊事掛・予備隊附、工兵・輜重兵小隊炊事掛・病室掛・喇叭長・小隊附、兵卒は歩兵中隊に一等歩卒・二等歩卒・一・二等喇叭卒を、騎兵大隊に一等騎卒・二等騎卒・一・二等喇叭卒を、山/野砲兵小隊に火工卒・一等砲卒・二等砲卒・一等馭卒・二等馭卒・一・二等喇叭卒を、工兵小隊に一等工卒・二等工卒・一・二等喇叭卒を、輜重兵小隊に一等騎卒・二等騎卒・一・二等喇叭卒を配置、軍医正は歩兵連隊附、軍医は歩兵大隊附、軍医副は騎兵・山/野砲兵大隊附、工兵・輜重兵小隊附、馬医副は騎兵・山/野砲兵大隊附、輜重兵小隊附、馬医補は工兵小隊附、軍吏副は歩兵連隊附、軍吏補は歩兵・騎兵・山/野砲兵大隊附、工兵・輜重兵小隊附である     。

### 明治8年の陸軍
1875年（明治7年）11月に工兵方面を定めて各経営部を廃止する 。
1875年（明治8年）2月に造兵司・武庫司の両司を廃止して、代わって砲兵本支廠を設置する 。
1875年（明治8年）5月に兵学寮を廃止して、戸山学校・幼年学校の両校を陸軍省の直轄とする。
1875年（明治8年）9月24日に陸軍武官表を改正し 、砲兵科に上等監護、監護・監守・監査一等・二等、一等・二等火工教頭、火工長、火工下長、銃・木・鉄・鋳工長、同下長を置き、工兵科に上等監護、監護を置き、軍楽部を設けて楽長、楽次長、楽師、楽手を置き、その官等は上等監護、楽長を十等としこれを准士官とする  。
監護、監守、監査、一等火工教頭、火工長、楽次長を十一等とし、二等火工教頭、火工下長、銃・木・鉄・鋳工長、楽師を十二等とし、銃・木・鉄・鋳工下長、楽手を十三等とする  。
この他に兵卒相当として砲兵方面同本廠では二等火工教頭の下に火工生徒を、火工下長の下に火工卒を、銃工下長の下に銃工を、木・鉄・鋳工下長の下に木・鉄・鋳工を置き 、軍楽隊では楽手の下に楽生を置く。
|        |        | 砲兵科         | 砲兵科         | 砲兵科         | 砲兵科       | 砲兵科   | 砲兵科   | 砲兵科   | 砲兵科   | 砲兵科   | 工兵科         | 軍楽部       | 軍楽部         |
| ------ | ------ | -------------- | -------------- | -------------- | ------------ | -------- | -------- | -------- | -------- | -------- | -------------- | ------------ | -------------- |
| 十等   | 准士官 | 上等監護       |                |                |              |          |          |          |          |          | 上等監護       | 軍楽部准士官 | 楽長           |
| 十一等 | 下士   | 監護 一等 二等 | 監守 一等 二等 | 監査 一等 二等 | 一等火工教頭 | 火工長   |          |          |          |          | 監護 一等 二等 | 軍楽部下士   | 楽次長         |
| 十二等 | 下士   |                |                |                | 二等火工教頭 | 火工下長 | 銃工長   | 木工長   | 鉄工長   | 鋳工長   |                | 軍楽部下士   | 楽師 一等 二等 |
| 十三等 | 下士   |                |                |                |              |          | 銃工下長 | 木工下長 | 鉄工下長 | 鋳工下長 |                | 軍楽部下士   | 楽手 一等 二等 |

1874年（明治7年）10月30日に北海道に屯田憲兵を設置することを定める。1875年（明治8年）3月4日に開拓使の中で准陸軍大佐以下准陸軍伍長までの官等を定め、その官等は正官と同じとした 。
なお、この時の准陸軍大佐以下については太政官布告に於いて規定する官名であったが、1873年（明治6年）5月以前の准大佐以下は官制に於いて規定する明文がないものになる。また、イギリス軍の准大尉とは異なるもの。
1875年（明治8年）6月13日に検閲使職務条例を定め、9月から検閲使を巡行させて抜擢名簿と停年名簿の作成を始める。
近衛兵卒は常備兵から優秀な者を選抜しているためすべて一等兵卒相当であることから、1875年（明治8年）10月18日陸軍省達第78号達により近衛の一等兵卒・二等兵卒の階級を廃止して、その兵卒の中において一等給・二等給の区別をすることにした。
武官に対する職務の命課に関する従前の達を整理し、1875年（明治8年）10月18日に陸軍武官命課規則を定めた 。
規則では、職務・課する・就職・免職・転職・兼職や心得・代理などの用語の意味を定義して、例えば、歩兵科大尉を以って歩兵科大隊長とするときは大隊長心得と称し、何らかの局長が不在のときに副長がその役割を代理するのを局長代理と称するようにする  。
将官及びこれと同等の者に職務を命ずるときは陸軍卿より上奏し正院においてこれを命じ、上長官・士官・准士官は陸軍省においてこれを命じ、下士はその所管長官よりこれを命ずることとした 。
1875年（明治8年）11月24日に陸軍武官服制を改正し、公使館附としてに外国へ派出する将校に相応の服制、会計・軍医・馬医・軍楽部の服制と薬剤官臂章 、陸軍銃工・鋳工・鞍工臂章などを規定した。下副官は曹長の職務の一分課であるけれども、下副官曹長の袖章は金線1条内記打3条で他の曹長よりも内記打を1条多くして区別した。准士官の楽長や砲・工兵科上等監護の服制は少尉に準じたもので、正帽の縦横章の横線は少尉より1条少ない金線1条で縦線は尉官と同じ、頂上章の星章は尉官より一つ少ない1個、顎紐は士官と同じ、正衣には襟章があり縁辺に金線1条、縫製釦敷物入れ等尉官と全く同じ。
1875年（明治8年）11月25日に陸軍省職制及び事務章程を改正する。
これによると将官は近衛都督、六鎮台の司令長官などを務め、参謀科佐尉官は近衛・鎮台の参謀官に任じまた参謀局で図誌兵史の編纂することを掌り、要塞参謀科佐尉官は要塞諸城堡並びに海岸砲台の分轄守備を掌り、憲兵科佐尉官は各府県を分轄し風紀を維持し非違を糾察することを掌り、歩兵科佐尉官では歩兵連隊は大佐・中佐に統べ、大隊は少佐に統べ、中小隊は大尉・中尉に統べ、半小隊は少尉に統べ、皆近衛・鎮台の将官に分属する。騎兵・砲兵・輜重科の佐尉官はその統属の対応関係について歩兵と同じ。工兵科佐尉官もまた同じで別に要塞部に属するものがある。
1875年（明治8年）12月17日に陸軍給与概則を定める。その俸給表では官名として大将から兵卒まで、科目として参謀、砲・工、騎・輜、歩、火工卒、馭者、等級として一等・二等があり、これらの組み合わせで俸給額が決まる。職務増俸については、大尉・中尉は副官、曹長は下副官・給養掛、軍曹は書記・会計附属・器械掛・給養掛・書翰掛・厩掛、伍長は書記・炊事掛・病室掛の職務を務める場合に増俸がある。これとは別に会計・軍医・馬医・軍楽部及び砲・工兵科上等監護以下の俸給表があり、明治7年11月や明治8年9月の陸軍武官表にない官名として鞍工長が銃・木・鍛・鋳工長と同じ欄に、鞍工下長が銃・木・鍛・鋳工下長と同じ欄に、楽手の次に量手・秣手・夫長・庫守・厨夫・看病卒・看囚を置いて一等と二等に分け、その次に楽生がある。その他に、生徒・諸職工の俸給表、諸傭俸給表、近衛俸給表がある。

### 明治9年の陸軍
1876年（明治9年）12月6日陸軍省達第209号達により陸軍武官表を改訂した   。要塞参謀・砲・工・輜重兵科は伍長の下に一等卒と二等卒を置き、憲兵科は伍長の下に卒を置き一等卒と同列として二等卒を置かない、歩・騎兵科は伍長の下に上等卒、一等卒、二等卒を置き上等卒は一等卒と同じ欄に併記した。
会計部の糧食課は三等書記の下に量手・秣手を置き、被服課は三等書記の下に夫長・庫守を置き、病院課は三等書記・三等看病人の下に夫長・厨夫・看病卒を置き、囚獄課は三等書記・監獄の下に看囚を置き、みな一等卒と二等卒の列に跨る。
軍楽部は楽長を軍楽部准士官と言い、楽次長・楽師・楽手を軍楽部下士と言い、その下に楽生を置き一等卒と同列とした。
|    | 参謀科 | 要塞参謀科 | 憲兵科 | 歩兵科 | 歩兵科 | 騎兵科 | 騎兵科 | 砲兵科 | 砲兵科 | 砲兵科 | 砲兵科 | 砲兵科 | 砲兵科 | 砲兵科 | 砲兵科 | 砲兵科 | 砲兵科 | 工兵科 | 工兵科 | 輜重兵科 | 会計部 | 会計部 | 会計部 | 会計部 | 会計部 | 会計部 | 会計部 | 会計部 | 会計部 | 会計部 | 会計部 | 軍医部 | 軍医部 | 軍医部 | 馬医部 | 軍楽部 | 軍楽部 |
|    | 参謀科 | 要塞参謀科 | 憲兵科 | 歩兵科 | 歩兵科 | 騎兵科 | 騎兵科 | 砲兵科 | 砲兵科 | 砲兵科 | 砲兵科 | 砲兵科 | 砲兵科 | 砲兵科 | 砲兵科 | 砲兵科 | 砲兵科 | 工兵科 | 工兵科 | 輜重兵科 | 監督課 | 司契課 | 糧食課 | 糧食課 | 被服課 | 被服課 | 病院課 | 病院課 | 病院課 | 囚獄課 |        | 軍医部 | 軍医部 | 軍医部 | 馬医部 | 軍楽部 | 軍楽部 |
| -- | ------ | ---------- | ------ | ------ | ------ | ------ | ------ | ------ | ------ | ------ | ------ | ------ | ------ | ------ | ------ | ------ | ------ | ------ | ------ | -------- | ------ | ------ | ------ | ------ | ------ | ------ | ------ | ------ | ------ | ------ | ------ | ------ | ------ | ------ | ------ | ------ | ------ |
| 卒 |        | 一等卒     | 卒     | 上等卒 | 一等卒 | 上等卒 | 一等卒 | 一等卒 |        |        |        |        |        |        |        |        |        | 一等卒 |        | 一等卒   |        |        |        | 量手   | 秣手   | 夫長   | 庫守   | 夫長   | 厨夫   | 看病卒 | 看囚   |        |        |        |        |        | 楽生   |
| 卒 |        | 二等卒     |        | 二等卒 | 二等卒 | 二等卒 | 二等卒 | 二等卒 |        |        |        |        | 二等卒 |        | 二等卒 |        |        |        |        |          |        |        |        | 量手   | 秣手   | 夫長   | 庫守   | 夫長   | 厨夫   | 看病卒 | 看囚   |        |        |        |        |        |        |

明治8年に各部へ検閲使を派出して規則の通りに検閲を済ませたものの検閲は全く新規の手続であることから進級名簿を慎重に作製するため、1876年（明治9年）6月22日に奏上を先送りすることにした。1876年（明治9年）8月29日に陸軍武官進級条例を改定して、9月から検閲使を巡行させた。
このときの進級条例では、進級は決して飛び級を許すことなくまた欠員がないときは候補を新たに任じることはないとした。そして実役定年を経て初めてその技能や才能により進級する。もっとも一等兵卒から伍長、曹長から少尉へ抜擢するには学術才能は士官学校あるいは教導団の卒業検査に合格した科目に通じ、さらにその才能が衆にすぐれた者でなければならないとした。また中将が大将に進級するには必ず戦地に臨んで一軍以上を率いて実地にその号令を試みた者でなければならないとした。二等兵卒から一等兵卒、一等兵卒から伍長、伍長から軍曹、軍曹から曹長、曹長から少尉への進級は専ら抜擢才能により、少尉から中尉への進級は補充する人数の3分の2を停年順次、3分の1を抜擢才能で、中尉から大尉は停年と抜擢を半々で、大尉から少佐、少佐から中佐、中佐から大佐、大佐から少将、少将から中将、中将から大将への進級もまた専ら抜擢によるとした。この進級条例ではまだ准士官や上等卒に関する規定はない。
1877年（明治10年）1月に歩兵・騎兵の両兵へ上等卒を置く 。
1877年（明治10年）1月11日に各省に置いていた諸寮及び大少丞以下を廃止して書記官・属官を置くにあたり、陸軍省文官は四等から十七等までの出仕官を以って書記官・属官に充てた 。従前15等に定めていた官階はこのときに十六等と十七等の2等を増加した  。
このころ陸軍尉官に内務省警部を兼任させた 。
1877年（明治10年）1月20日に体操卒の任命について定め、戸山学校に入校した者が全6か月の課程を経て一通りの技術を習得したら校長が検査して二等卒に命じ、その後更に全1か年の課程を経て技芸熟達の者があれば校長が熟否を検査して一等卒を申し付けるとした。
1877年（明治10年）2月2日から陸軍各隊の下副官に在職中の曹長は准士官を以って処遇することになる 。1877年（明治10年）2月26日に陸軍武官服制を追加並びに改正し、諸兵下副官の服制は上等監護と同様の准士官のものに改められた。また、上等卒の服制を追加して袖章を3条として一等卒よりも1条多くして、伍長並びに同相当官の袖章3条を改めて4条とした。
このころ西南戦争があり、1877年（明治10年）2月に有栖川宮熾仁親王を征討総督とし、陸軍中将山縣有朋と海軍中将川村純義を参軍とした。その後、陸軍中将黒田清隆もまた参軍となり、4月に敵の包囲を破って熊本城に入ったのち原職に復帰したいと請い辞任した。この際、新たに7個の旅団を編成し陸軍将官を各旅団の司令長官にした。
1877年（明治10年）8月7日に開拓使に准陸軍少尉試補を置き十等とした 。
この年の検閲使巡回は差し止めとなったため、検閲使に差し出す書類は本年に限り陸軍省へ差し出すことになった。
1878年（明治11年）3月13日に陸軍少尉試補並びに会計軍吏試補・軍医試補・馬医試補の席次については、試補官が准士官の次席となっては職任上その当を得ないことから、試補官を准士官の上席と定めた 。

### 明治12年の陸軍
1879年（明治12年）10月10日太政官第39号達により陸軍職制を制定し、陸軍省職制事務章程 及び陸軍武官官等表を改正  して、同月13日陸軍省達乙第81号達により陸軍武官表を改訂する   。
陸軍武官将校・下士の科名を廃止して佐官以下はその科名であった参謀・憲兵・歩兵・騎兵・砲兵・工兵・輜重兵の字を冠することにする  。騎兵の中に蹄鉄工長及び同下長、砲兵の中に鞍工長及び同下長を置き、工長は他の工長と並んで十二等、下長は他の下長と並んで十三等とする  。会計部ではその課名を廃止してその官名に会計の字を冠することにする  。ただし、監獄は元のまま会計の字を冠さない  。そして、従前会計部に属した看病人はこれを軍医部に属す 。
| 一等   | 将官            | 大将               | 大将               | 大将               | 大将               | 大将               | 大将               | 大将               | 大将               | 大将               | 大将               | 大将               | 大将               | 大将               | 大将               | 大将               | 大将               | 大将               | 大将               | 大将                 |              |                        |                      |              |                      |                      |              |                      |              |                |
| 二等   | 将官            | 中将               | 中将               | 中将               | 中将               | 中将               | 中将               | 中将               | 中将               | 中将               | 中将               | 中将               | 中将               | 中将               | 中将               | 中将               | 中将               | 中将               | 中将               | 中将                 |              |                        |                      |              |                      |                      |              |                      |              |                |
| 三等   | 将官            | 少将               | 少将               | 少将               | 少将               | 少将               | 少将               | 少将               | 少将               | 少将               | 少将               | 少将               | 少将               | 少将               | 少将               | 少将               | 少将               | 少将               | 少将               | 少将                 |              | 会計監督長             | 会計監督長           |              | 軍医総監             | 軍医総監             |              |                      |              |                |
| 四等   | 上長官 又は佐官 | 参謀大佐           | 憲兵大佐           | 歩兵大佐           | 騎兵大佐           | 騎兵大佐           | 砲兵大佐           | 砲兵大佐           | 砲兵大佐           | 砲兵大佐           | 砲兵大佐           | 砲兵大佐           | 砲兵大佐           | 砲兵大佐           | 砲兵大佐           | 砲兵大佐           | 砲兵大佐           | 工兵大佐           | 工兵大佐           | 輜重兵大佐           | 会計部上長官 | 会計監督               | 会計監督             | 軍医部上長官 | 軍医監               | 薬剤監               |              |                      |              |                |
| 五等   | 上長官 又は佐官 | 参謀中佐           | 憲兵中佐           | 歩兵中佐           | 騎兵中佐           | 騎兵中佐           | 砲兵中佐           | 砲兵中佐           | 砲兵中佐           | 砲兵中佐           | 砲兵中佐           | 砲兵中佐           | 砲兵中佐           | 砲兵中佐           | 砲兵中佐           | 砲兵中佐           | 砲兵中佐           | 工兵中佐           | 工兵中佐           | 輜重兵中佐           | 会計部上長官 | 会計一等副監督         | 会計一等副監督       | 軍医部上長官 | 一等軍医正           | 一等薬剤正           |              |                      |              |                |
| 六等   | 上長官 又は佐官 | 参謀少佐           | 憲兵少佐           | 歩兵少佐           | 騎兵少佐           | 騎兵少佐           | 砲兵少佐           | 砲兵少佐           | 砲兵少佐           | 砲兵少佐           | 砲兵少佐           | 砲兵少佐           | 砲兵少佐           | 砲兵少佐           | 砲兵少佐           | 砲兵少佐           | 砲兵少佐           | 工兵少佐           | 工兵少佐           | 輜重兵少佐           | 会計部上長官 | 会計二等副監督         | 会計二等副監督       | 軍医部上長官 | 二等軍医正           | 二等薬剤正           | 馬医部上長官 | 馬医監               |              |                |
| 七等   | 士官 又は尉官   | 参謀大尉 一等 二等 | 憲兵大尉           | 歩兵大尉 一等 二等 | 騎兵大尉 一等 二等 | 騎兵大尉 一等 二等 | 砲兵大尉 一等 二等 | 砲兵大尉 一等 二等 | 砲兵大尉 一等 二等 | 砲兵大尉 一等 二等 | 砲兵大尉 一等 二等 | 砲兵大尉 一等 二等 | 砲兵大尉 一等 二等 | 砲兵大尉 一等 二等 | 砲兵大尉 一等 二等 | 砲兵大尉 一等 二等 | 砲兵大尉 一等 二等 | 工兵大尉 一等 二等 | 工兵大尉 一等 二等 | 輜重兵大尉 一等 二等 | 会計部士官   | 会計監督補 一等 二等   | 会計軍吏 一等 二等   | 軍医部士官   | 軍医 一等 二等       | 剤官 一等 二等       | 馬医部士官   | 馬医 一等 二等       |              |                |
| 八等   | 士官 又は尉官   | 参謀中尉           | 憲兵中尉           | 歩兵中尉 一等 二等 | 騎兵中尉 一等 二等 | 騎兵中尉 一等 二等 | 砲兵中尉 一等 二等 | 砲兵中尉 一等 二等 | 砲兵中尉 一等 二等 | 砲兵中尉 一等 二等 | 砲兵中尉 一等 二等 | 砲兵中尉 一等 二等 | 砲兵中尉 一等 二等 | 砲兵中尉 一等 二等 | 砲兵中尉 一等 二等 | 砲兵中尉 一等 二等 | 砲兵中尉 一等 二等 | 工兵中尉 一等 二等 | 工兵中尉 一等 二等 | 輜重兵中尉 一等 二等 | 会計部士官   |                        | 会計軍吏副 一等 二等 | 軍医部士官   | 軍医副 一等 二等     | 剤官副 一等 二等     | 馬医部士官   | 馬医副 一等 二等     |              |                |
| 九等   | 士官 又は尉官   |                    | 憲兵少尉           | 歩兵少尉           | 騎兵少尉           | 騎兵少尉           | 砲兵少尉           | 砲兵少尉           | 砲兵少尉           | 砲兵少尉           | 砲兵少尉           | 砲兵少尉           | 砲兵少尉           | 砲兵少尉           | 砲兵少尉           | 砲兵少尉           | 砲兵少尉           | 工兵少尉           | 工兵少尉           | 輜重兵少尉           | 会計部士官   |                        | 会計軍吏補           | 軍医部士官   | 軍医補               | 剤官補               | 馬医部士官   | 馬医補               |              |                |
| 十等   | 准士官          |                    |                    |                    |                    |                    |                    | 砲兵上等監護       |                    |                    |                    |                    |                    |                    |                    |                    |                    |                    | 工兵上等監護       |                      |              |                        |                      |              |                      |                      |              |                      | 軍楽部准士官 | 楽長           |
| 十一等 | 下士            |                    | 憲兵曹長 一等 二等 | 歩兵曹長 一等 二等 | 騎兵曹長 一等 二等 |                    | 砲兵曹長 一等 二等 | 砲兵監護 一等 二等 | 砲兵監守 一等 二等 | 砲兵監査 一等 二等 | 一等火工教頭       | 火工長             |                    |                    |                    |                    |                    | 工兵曹長 一等 二等 | 工兵監護 一等 二等 | 輜重兵曹長 一等 二等 | 会計部下士   | 会計一等書記 一等 二等 |                      | 軍医部下士   | 一等看病人 一等 二等 | 一等看病人 一等 二等 | 馬医部下士   | 一等馬医生 一等 二等 | 軍楽部下士   | 楽次長         |
| 十二等 | 下士            |                    | 憲兵軍曹 一等 二等 | 歩兵軍曹 一等 二等 | 騎兵軍曹 一等 二等 | 蹄鉄工長           | 砲兵軍曹 一等 二等 |                    |                    |                    | 二等火工教頭       | 火工下長           | 鞍工長             | 銃工長             | 木工長             | 鍜工長             | 鋳工長             | 工兵軍曹 一等 二等 |                    | 輜重兵軍曹 一等 二等 | 会計部下士   | 会計二等書記 一等 二等 |                      | 軍医部下士   | 二等看病人 一等 二等 | 二等看病人 一等 二等 | 馬医部下士   | 二等馬医生 一等 二等 | 軍楽部下士   | 楽師 一等 二等 |
| 十三等 | 下士            |                    | 憲兵伍長 一等 二等 | 歩兵伍長 一等 二等 | 騎兵伍長 一等 二等 | 蹄鉄工下長         | 砲兵伍長 一等 二等 |                    |                    |                    |                    |                    | 鞍工下長           | 銃工下長           | 木工下長           | 鍜工下長           | 鋳工下長           | 工兵伍長 一等 二等 |                    | 輜重兵伍長 一等 二等 | 会計部下士   | 会計三等書記 一等 二等 | 監獄 一等 二等       | 軍医部下士   | 三等看病人 一等 二等 | 三等看病人 一等 二等 | 馬医部下士   | 三等馬医生 一等 二等 | 軍楽部下士   | 楽手 一等 二等 |
| 十四等 |                 |                    |                    |                    |                    |                    |                    |                    |                    |                    |                    |                    |                    |                    |                    |                    |                    |                    |                    |                      |              |                        |                      |              |                      |                      |              |                      |              |                |
| 十五等 |                 |                    |                    |                    |                    |                    |                    |                    |                    |                    |                    |                    |                    |                    |                    |                    |                    |                    |                    |                      |              |                        |                      |              |                      |                      |              |                      |              |                |
| 十六等 |                 |                    |                    |                    |                    |                    |                    |                    |                    |                    |                    |                    |                    |                    |                    |                    |                    |                    |                    |                      |              |                        |                      |              |                      |                      |              |                      |              |                |
| 十七等 |                 |                    |                    |                    |                    |                    |                    |                    |                    |                    |                    |                    |                    |                    |                    |                    |                    |                    |                    |                      |              |                        |                      |              |                      |                      |              |                      |              |                |

| 卒 |  |        | 歩兵上等卒 | 騎兵上等卒 |            |            |              | 会計部卒 |                  | 軍医部卒 |                  |  |      | 軍楽部卒 |  |
| 卒 |  | 憲兵卒 | 歩兵一等卒 | 騎兵一等卒 | 砲兵一等卒 | 工兵一等卒 | 輜重兵一等卒 | 会計部卒 | 会計卒 一等 二等 | 軍医部卒 | 看病卒 一等 二等 |  | 楽生 | 軍楽部卒 |  |
| 卒 |  |        | 歩兵二等卒 | 騎兵二等卒 | 砲兵二等卒 | 工兵二等卒 | 輜重兵二等卒 | 会計部卒 | 会計卒 一等 二等 | 軍医部卒 | 看病卒 一等 二等 |  | 楽生 | 軍楽部卒 |  |

1881年（明治14年）1月14に陸軍部内に憲兵を実際に設置することにした。
1881年（明治14年）4月28日に改正した陸軍武官進級条例では、参謀本部・監軍本部の役割や砲・工兵並び軍楽部の准士官と歩・騎兵の上等卒の進級に関する定めを設けた。
1882年（明治15年）2月8日に開拓使を廃止したことから、屯田兵の準陸軍武官を陸軍省に管轄させた 。
1883年（明治16年）1月12日陸軍省達甲第4号達により、この年から看病卒の徴集を始める。
1883年（明治16年）2月20日陸軍省達乙第21号達により陸軍武官表の中で砲兵一等卒の上の区画へ砲兵上等卒を追加し、従前からある歩兵・騎兵上等卒と合わせて歩兵・騎兵・砲兵の三兵に上等卒を置くことになる。

### 明治16年の陸軍
1883年（明治16年）5月4日太政官第21号達で陸軍武官官等表を改正した 。
将官並びに相当官の他はすべて官名から陸軍の二字を除き、参謀佐尉官の官名を廃止し、蹄鉄工長及び同下長に騎兵の二字を冠し、火工教頭を廃止し、火・鞍・銃・木・鍛・鋳工長及び同下長に砲兵の二字を冠した 。
会計部は監獄を廃止し、会計軍吏・会計軍吏副・会計軍吏補を会計一・二・三等軍吏に改めた 。
軍医部は軍医・軍医副・軍医補、剤官・剤官副・剤官補、一・二・三等看病人を一・二・三等軍医、一・二・三等剤官、一・二・三等看護長に改めた 。
馬医部は馬医・馬医副・馬医補を一・二・三等馬医に改めた 。
軍楽部は楽長・楽次長・楽師・楽手を軍楽長、軍楽次長、一・二等軍楽手に改めた 。
| 一等   | 将官            | 陸軍大将           | 陸軍大将           | 陸軍大将           | 陸軍大将           | 陸軍大将           | 陸軍大将           | 陸軍大将           | 陸軍大将           | 陸軍大将           | 陸軍大将           | 陸軍大将           | 陸軍大将           | 陸軍大将           | 陸軍大将           | 陸軍大将           | 陸軍大将           | 陸軍大将             |              |                        |                        |              |                      |                      |              |                      |              |                      |
| 二等   | 将官            | 陸軍中将           | 陸軍中将           | 陸軍中将           | 陸軍中将           | 陸軍中将           | 陸軍中将           | 陸軍中将           | 陸軍中将           | 陸軍中将           | 陸軍中将           | 陸軍中将           | 陸軍中将           | 陸軍中将           | 陸軍中将           | 陸軍中将           | 陸軍中将           | 陸軍中将             |              |                        |                        |              |                      |                      |              |                      |              |                      |
| 三等   | 将官            | 陸軍少将           | 陸軍少将           | 陸軍少将           | 陸軍少将           | 陸軍少将           | 陸軍少将           | 陸軍少将           | 陸軍少将           | 陸軍少将           | 陸軍少将           | 陸軍少将           | 陸軍少将           | 陸軍少将           | 陸軍少将           | 陸軍少将           | 陸軍少将           | 陸軍少将             |              | 陸軍会計監督長         | 陸軍会計監督長         |              | 陸軍軍医総監         | 陸軍軍医総監         |              |                      |              |                      |
| 四等   | 上長官 又は佐官 | 憲兵大佐           | 歩兵大佐           | 騎兵大佐           | 騎兵大佐           | 砲兵大佐           | 砲兵大佐           | 砲兵大佐           | 砲兵大佐           | 砲兵大佐           | 砲兵大佐           | 砲兵大佐           | 砲兵大佐           | 砲兵大佐           | 砲兵大佐           | 工兵大佐           | 工兵大佐           | 輜重兵大佐           | 会計部上長官 | 会計監督               | 会計監督               | 軍医部上長官 | 軍医監               | 薬剤監               |              |                      |              |                      |
| 五等   | 上長官 又は佐官 | 憲兵中佐           | 歩兵中佐           | 騎兵中佐           | 騎兵中佐           | 砲兵中佐           | 砲兵中佐           | 砲兵中佐           | 砲兵中佐           | 砲兵中佐           | 砲兵中佐           | 砲兵中佐           | 砲兵中佐           | 砲兵中佐           | 砲兵中佐           | 工兵中佐           | 工兵中佐           | 輜重兵中佐           | 会計部上長官 | 会計一等副監督         | 会計一等副監督         | 軍医部上長官 | 一等軍医正           | 一等薬剤正           |              |                      |              |                      |
| 六等   | 上長官 又は佐官 | 憲兵少佐           | 歩兵少佐           | 騎兵少佐           | 騎兵少佐           | 砲兵少佐           | 砲兵少佐           | 砲兵少佐           | 砲兵少佐           | 砲兵少佐           | 砲兵少佐           | 砲兵少佐           | 砲兵少佐           | 砲兵少佐           | 砲兵少佐           | 工兵少佐           | 工兵少佐           | 輜重兵少佐           | 会計部上長官 | 会計二等副監督         | 会計二等副監督         | 軍医部上長官 | 二等軍医正           | 二等薬剤正           | 馬医部上長官 | 馬医監               |              |                      |
| 七等   | 士官 又は尉官   | 憲兵大尉           | 歩兵大尉 一等 二等 | 騎兵大尉 一等 二等 | 騎兵大尉 一等 二等 | 砲兵大尉 一等 二等 | 砲兵大尉 一等 二等 | 砲兵大尉 一等 二等 | 砲兵大尉 一等 二等 | 砲兵大尉 一等 二等 | 砲兵大尉 一等 二等 | 砲兵大尉 一等 二等 | 砲兵大尉 一等 二等 | 砲兵大尉 一等 二等 | 砲兵大尉 一等 二等 | 工兵大尉 一等 二等 | 工兵大尉 一等 二等 | 輜重兵大尉 一等 二等 | 会計部士官   | 会計監督補 一等 二等   | 会計一等軍吏 一等 二等 | 軍医部士官   | 一等軍医 一等 二等   | 一等剤官 一等 二等   | 馬医部士官   | 一等馬医 一等 二等   |              |                      |
| 八等   | 士官 又は尉官   | 憲兵中尉           | 歩兵中尉 一等 二等 | 騎兵中尉 一等 二等 | 騎兵中尉 一等 二等 | 砲兵中尉 一等 二等 | 砲兵中尉 一等 二等 | 砲兵中尉 一等 二等 | 砲兵中尉 一等 二等 | 砲兵中尉 一等 二等 | 砲兵中尉 一等 二等 | 砲兵中尉 一等 二等 | 砲兵中尉 一等 二等 | 砲兵中尉 一等 二等 | 砲兵中尉 一等 二等 | 工兵中尉 一等 二等 | 工兵中尉 一等 二等 | 輜重兵中尉 一等 二等 | 会計部士官   |                        | 会計二等軍吏 一等 二等 | 軍医部士官   | 二等軍医 一等 二等   | 二等剤官 一等 二等   | 馬医部士官   | 二等馬医 一等 二等   |              |                      |
| 九等   | 士官 又は尉官   | 憲兵少尉           | 歩兵少尉           | 騎兵少尉           | 騎兵少尉           | 砲兵少尉           | 砲兵少尉           | 砲兵少尉           | 砲兵少尉           | 砲兵少尉           | 砲兵少尉           | 砲兵少尉           | 砲兵少尉           | 砲兵少尉           | 砲兵少尉           | 工兵少尉           | 工兵少尉           | 輜重兵少尉           | 会計部士官   |                        | 会計三等軍吏           | 軍医部士官   | 三等軍医             | 三等剤官             | 馬医部士官   | 三等馬医             |              |                      |
| 十等   | 准士官          |                    |                    |                    |                    |                    | 砲兵上等監護       |                    |                    |                    |                    |                    |                    |                    |                    |                    | 工兵上等監護       |                      |              |                        |                        |              |                      |                      |              |                      | 軍楽部准士官 | 軍楽長               |
| 十一等 | 下士            | 憲兵曹長 一等 二等 | 歩兵曹長 一等 二等 | 騎兵曹長 一等 二等 |                    | 砲兵曹長 一等 二等 | 砲兵監護 一等 二等 | 砲兵監守 一等 二等 | 砲兵監査 一等 二等 | 砲兵火工長         |                    |                    |                    |                    |                    | 工兵曹長 一等 二等 | 工兵監護 一等 二等 | 輜重兵曹長 一等 二等 | 会計部下士   | 会計一等書記 一等 二等 | 会計一等書記 一等 二等 | 軍医部下士   | 一等看護長 一等 二等 | 一等看護長 一等 二等 | 馬医部下士   | 一等馬医生 一等 二等 | 軍楽部下士   | 軍楽次長             |
| 十二等 | 下士            | 憲兵軍曹 一等 二等 | 歩兵軍曹 一等 二等 | 騎兵軍曹 一等 二等 | 騎兵蹄鉄工長       | 砲兵軍曹 一等 二等 |                    |                    |                    | 砲兵火工下長       | 砲兵鞍工長         | 砲兵銃工長         | 砲兵木工長         | 砲兵鍛工長         | 砲兵鋳工長         | 工兵軍曹 一等 二等 |                    | 輜重兵軍曹 一等 二等 | 会計部下士   | 会計二等書記 一等 二等 | 会計二等書記 一等 二等 | 軍医部下士   | 二等看護長 一等 二等 | 二等看護長 一等 二等 | 馬医部下士   | 二等馬医生 一等 二等 | 軍楽部下士   | 一等軍楽手 一等 二等 |
| 十三等 | 下士            | 憲兵伍長 一等 二等 | 歩兵伍長 一等 二等 | 騎兵伍長 一等 二等 | 騎兵蹄鉄工下長     | 砲兵伍長 一等 二等 |                    |                    |                    |                    | 砲兵鞍工下長       | 砲兵銃工下長       | 砲兵木工下長       | 砲兵鍛工下長       | 砲兵鋳工下長       | 工兵伍長 一等 二等 |                    | 輜重兵伍長 一等 二等 | 会計部下士   | 会計三等書記 一等 二等 | 会計三等書記 一等 二等 | 軍医部下士   | 三等看護長 一等 二等 | 三等看護長 一等 二等 | 馬医部下士   | 三等馬医生 一等 二等 | 軍楽部下士   | 二等軍楽手 一等 二等 |
| 十四等 |                 |                    |                    |                    |                    |                    |                    |                    |                    |                    |                    |                    |                    |                    |                    |                    |                    |                      |              |                        |                        |              |                      |                      |              |                      |              |                      |
| 十五等 |                 |                    |                    |                    |                    |                    |                    |                    |                    |                    |                    |                    |                    |                    |                    |                    |                    |                      |              |                        |                        |              |                      |                      |              |                      |              |                      |
| 十六等 |                 |                    |                    |                    |                    |                    |                    |                    |                    |                    |                    |                    |                    |                    |                    |                    |                    |                      |              |                        |                        |              |                      |                      |              |                      |              |                      |
| 十七等 |                 |                    |                    |                    |                    |                    |                    |                    |                    |                    |                    |                    |                    |                    |                    |                    |                    |                      |              |                        |                        |              |                      |                      |              |                      |              |                      |

1884年（明治17年）5月14日太政官第44号達により陸軍武官官等表の中の下士の部を改正し、軍曹・伍長を一等・二等軍曹に改め、砲兵監守・砲兵監査を廃止した。
| 十一等 | 下士 | 憲兵曹長 一等 二等     | 歩兵曹長 一等 二等     | 騎兵曹長 一等 二等     |                | 砲兵曹長 一等 二等     | 砲兵監護 一等 二等 | 砲兵火工長   |              |              |              |              |              | 工兵曹長 一等 二等     | 工兵監護 一等 二等 | 輜重兵曹長 一等 二等     |
| 十二等 | 下士 | 憲兵一等軍曹 一等 二等 | 歩兵一等軍曹 一等 二等 | 騎兵一等軍曹 一等 二等 | 騎兵蹄鉄工長   | 砲兵一等軍曹 一等 二等 |                    | 砲兵火工下長 | 砲兵鞍工長   | 砲兵銃工長   | 砲兵木工長   | 砲兵鍛工長   | 砲兵鋳工長   | 工兵一等軍曹 一等 二等 |                    | 輜重兵一等軍曹 一等 二等 |
| 十三等 | 下士 | 憲兵二等軍曹 一等 二等 | 歩兵二等軍曹 一等 二等 | 騎兵二等軍曹 一等 二等 | 騎兵蹄鉄工下長 | 砲兵二等軍曹 一等 二等 |                    |              | 砲兵鞍工下長 | 砲兵銃工下長 | 砲兵木工下長 | 砲兵鍛工下長 | 砲兵鋳工下長 | 工兵二等軍曹 一等 二等 |                    | 輜重兵二等軍曹 一等 二等 |

1884年（明治17年）5月24日陸軍省達乙第40号達により看病卒を看護卒と改称した。
1885年（明治18年）2月4日太政官第6号達により陸軍武官官等表を改正して、軍医部上長官のうち薬剤監を少佐相当の六等として一等・二等薬剤正を廃止し、軍医部士官のうち一等・二等・三等剤官を一等・二等・三等薬剤官に換え、馬医部は獣医部に馬医官は獣医官に改めて獣医監を六等としてこれを獣医部上長官とし、一等・二等・三等獣医を七等から九等までに充てこれを獣医部士官とし、一等・二等・三等看馬長を十一等から十三等までに充ててこれを獣医部下士とした。
| 四等   | 軍医部上長官 | 軍医監               | 軍医監               |              |                    |
| 五等   | 軍医部上長官 | 一等軍医正           | 一等軍医正           |              |                    |
| 六等   | 軍医部上長官 | 二等軍医正           | 薬剤監               | 獣医部上長官 | 獣医監             |
| 七等   | 軍医部士官   | 一等軍医 一等 二等   | 一等薬剤官 一等 二等 | 獣医部士官   | 一等獣医 一等 二等 |
| 八等   | 軍医部士官   | 二等軍医 一等 二等   | 二等薬剤官 一等 二等 | 獣医部士官   | 二等獣医 一等 二等 |
| 九等   | 軍医部士官   | 三等軍医             | 三等薬剤官           | 獣医部士官   | 三等獣医           |
| 十等   |              |                      |                      |              |                    |
| 十一等 | 獣医部下士   | 一等看馬長 一等 二等 |                      |              |                    |
| 十二等 | 獣医部下士   | 二等看馬長 一等 二等 |                      |              |                    |
| 十三等 | 獣医部下士   | 三等看馬長 一等 二等 |                      |              |                    |

1885年（明治18年）5月5日太政官第17号達により陸軍武官官等表を改正して輜重兵の次に屯田兵大佐以下を置き、軍楽長の官等を改めて九等に一等軍楽長を置き軍楽部士官とし、十等に二等軍楽長を置き軍楽部准士官とした。
| 四等   | 上長官 又は佐官 | 屯田兵大佐           |              |                      |
| 五等   | 上長官 又は佐官 | 屯田兵中佐           |              |                      |
| 六等   | 上長官 又は佐官 | 屯田兵少佐           |              |                      |
| 七等   | 士官 又は尉官   | 屯田兵大尉 一等 二等 |              |                      |
| 八等   | 士官 又は尉官   | 屯田兵中尉 一等 二等 |              |                      |
| 九等   | 士官 又は尉官   | 屯田兵少尉           | 軍楽部士官   | 一等軍楽長 一等 二等 |
| 十等   | 准士官          |                      | 軍楽部准士官 | 二等軍楽長 一等 二等 |
| 十一等 | 下士            | 屯田兵曹長 一等 二等 |              |                      |
| 十二等 | 下士            | 屯田兵軍曹 一等 二等 |              |                      |
| 十三等 | 下士            | 屯田兵伍長 一等 二等 |              |                      |

1885年（明治18年）5月20日陸軍省達乙第65号達により同年7月より上等卒の名称を上等兵に換える。
1885年（明治18年）5月29日陸軍省達乙第69号達により工兵・輜重兵に上等兵を置く。
1885年（明治18年）9月18日陸軍省達乙第128号達により陸軍軍楽隊に楽手補を置き上等兵相当とした。
1885年（明治18年）9月8日陸軍省達乙第123号達により陸軍武官官等表の改正及び旅団の編制に応じて陸軍武官進級条例を改正しており、このときに「上長官又佐官」を「佐官又上長官」に「士官又尉官」を「尉官又士官」に改め、また兵卒については陸軍武官官等表にも掲載していないことから条例でも同様に将校・下士を以って武官と定めて兵卒を条例から削除しその進級については別に定めることにした。
1885年（明治18年）9月22日陸軍省達乙第130号により陸軍諸兵卒並び雑卒・諸工の進級取り扱いを定めた。

### 明治19年の陸軍
1886年（明治19年）3月9日勅令第4号で陸軍武官官等表を改正して再び官名に陸軍の2字を冠することとし、会計部の中の監督及び軍吏をそれぞれ監督部及び軍吏部とし、副監督の名称を廃止して一等・二等・三等監督に改めた  。
1886年（明治19年）3月12日陸軍省令乙第1号により陸軍各兵科武官へは文官より転任することが出来なくなる 。
1886年（明治19年）3月12日に陸軍省令乙第9号により陸軍監獄署の看守長及び書記について、いま任用している軍吏部下士より勤務させて以後は欠員がある毎に各兵科下士を以って補欠し、陸軍監獄署の一二三等書記については従前の書記の定員を分けてこれに充て、看守卒については会計卒の名称を換えることにした。
1886年（明治19年）3月12日に高等官官等俸給令（明治19年勅令第6号）を定め、同年4月29日に判任官官等俸給令（明治19年勅令第36号）を定めて高等官と判任官は別の官等の枠組みをそれぞれ用いることになったことから、明治19年勅令第37号により陸軍大将は親任式を以って叙任する官（親任官）とし、中将は勅任一等、少将及び相当官は勅任二等とし、陸軍大佐は奏任一等、中佐は奏任二等、少佐は奏任三等、大尉は奏任四等、中尉は奏任五等、少尉は奏任六等とし、佐官・尉官の相当官もまた同じとし、陸軍准士官・下士の官等は10等に分けた判任官のうち判任一等より四等までとした 。
| 将官            | 陸軍大将         | 陸軍大将         | 陸軍大将         | 陸軍大将           | 陸軍大将         | 陸軍大将         | 陸軍大将         | 陸軍大将         | 陸軍大将         | 陸軍大将         | 陸軍大将         | 陸軍大将         | 陸軍大将         | 陸軍大将         | 陸軍大将           | 陸軍大将           |              |              |                |                |                |                |                |            |                |              |                |
| 将官            | 陸軍中将         |                  |                  |                    |                  |                  |                  |                  |                  |                  |                  |                  |                  |                  |                    |                    |              |              |                |                |                |                |                |            |                |              |                |
| 将官            | 陸軍少将         | 陸軍少将         | 陸軍少将         | 陸軍少将           | 陸軍少将         | 陸軍少将         | 陸軍少将         | 陸軍少将         | 陸軍少将         | 陸軍少将         | 陸軍少将         | 陸軍少将         | 陸軍少将         | 陸軍少将         | 陸軍少将           | 陸軍少将           | 陸軍監督長   | 陸軍監督長   |                |                | 陸軍軍医総監   | 陸軍軍医総監   | 陸軍軍医総監   |            |                |              |                |
| 上長官 又は佐官 | 陸軍憲兵大佐     | 陸軍歩兵大佐     | 陸軍騎兵大佐     | 陸軍騎兵大佐       | 陸軍砲兵大佐     | 陸軍砲兵大佐     | 陸軍砲兵大佐     | 陸軍砲兵大佐     | 陸軍砲兵大佐     | 陸軍砲兵大佐     | 陸軍砲兵大佐     | 陸軍砲兵大佐     | 陸軍工兵大佐     | 陸軍工兵大佐     | 陸軍輜重兵大佐     | 陸軍屯田兵大佐     | 監督部上長官 | 陸軍一等監督 |                |                | 軍医部上長官   | 陸軍軍医監     | 陸軍軍医監     |            |                |              |                |
| 上長官 又は佐官 | 陸軍憲兵中佐     | 陸軍歩兵中佐     | 陸軍騎兵中佐     | 陸軍騎兵中佐       | 陸軍砲兵中佐     | 陸軍砲兵中佐     | 陸軍砲兵中佐     | 陸軍砲兵中佐     | 陸軍砲兵中佐     | 陸軍砲兵中佐     | 陸軍砲兵中佐     | 陸軍砲兵中佐     | 陸軍工兵中佐     | 陸軍工兵中佐     | 陸軍輜重兵中佐     | 陸軍屯田兵中佐     | 監督部上長官 | 陸軍二等監督 | 陸軍一等軍医正 | 陸軍一等軍医正 | 軍医部上長官   |                |                |            |                |              |                |
| 上長官 又は佐官 | 陸軍憲兵少佐     | 陸軍歩兵少佐     | 陸軍騎兵少佐     | 陸軍騎兵少佐       | 陸軍砲兵少佐     | 陸軍砲兵少佐     | 陸軍砲兵少佐     | 陸軍砲兵少佐     | 陸軍砲兵少佐     | 陸軍砲兵少佐     | 陸軍砲兵少佐     | 陸軍砲兵少佐     | 陸軍工兵少佐     | 陸軍工兵少佐     | 陸軍輜重兵少佐     | 陸軍屯田兵少佐     | 監督部上長官 | 陸軍三等監督 | 陸軍二等軍医正 | 陸軍薬剤監     | 軍医部上長官   | 獣医部上長官   | 陸軍獣医監     |            |                |              |                |
| 士官 又は尉官   | 陸軍憲兵大尉     | 陸軍歩兵大尉     | 陸軍騎兵大尉     | 陸軍騎兵大尉       | 陸軍砲兵大尉     | 陸軍砲兵大尉     | 陸軍砲兵大尉     | 陸軍砲兵大尉     | 陸軍砲兵大尉     | 陸軍砲兵大尉     | 陸軍砲兵大尉     | 陸軍砲兵大尉     | 陸軍工兵大尉     | 陸軍工兵大尉     | 陸軍輜重兵大尉     | 陸軍屯田兵大尉     | 監督部士官   | 陸軍監督補   | 軍吏部士官     | 陸軍一等軍吏   | 軍医部士官     | 陸軍一等軍医   | 陸軍一等薬剤官 | 獣医部士官 | 陸軍一等獣医   |              |                |
| 士官 又は尉官   | 陸軍憲兵中尉     | 陸軍歩兵中尉     | 陸軍騎兵中尉     | 陸軍騎兵中尉       | 陸軍砲兵中尉     | 陸軍砲兵中尉     | 陸軍砲兵中尉     | 陸軍砲兵中尉     | 陸軍砲兵中尉     | 陸軍砲兵中尉     | 陸軍砲兵中尉     | 陸軍砲兵中尉     | 陸軍工兵中尉     | 陸軍工兵中尉     | 陸軍輜重兵中尉     | 陸軍屯田兵中尉     | 監督部士官   |              | 軍吏部士官     | 陸軍二等軍吏   | 軍医部士官     | 陸軍二等軍医   | 陸軍二等薬剤官 | 獣医部士官 | 陸軍二等獣医   |              |                |
| 士官 又は尉官   | 陸軍憲兵少尉     | 陸軍歩兵少尉     | 陸軍騎兵少尉     | 陸軍騎兵少尉       | 陸軍砲兵少尉     | 陸軍砲兵少尉     | 陸軍砲兵少尉     | 陸軍砲兵少尉     | 陸軍砲兵少尉     | 陸軍砲兵少尉     | 陸軍砲兵少尉     | 陸軍砲兵少尉     | 陸軍工兵少尉     | 陸軍工兵少尉     | 陸軍輜重兵少尉     | 陸軍屯田兵少尉     | 監督部士官   |              | 軍吏部士官     | 陸軍三等軍吏   | 軍医部士官     | 陸軍三等軍医   | 陸軍三等薬剤官 | 獣医部士官 | 陸軍三等獣医   | 軍楽部士官   | 陸軍一等軍楽長 |
| 准士官          |                  |                  |                  |                    | 陸軍砲兵上等監護 | 陸軍砲兵上等監護 | 陸軍砲兵上等監護 | 陸軍砲兵上等監護 | 陸軍砲兵上等監護 | 陸軍砲兵上等監護 | 陸軍砲兵上等監護 | 陸軍砲兵上等監護 | 陸軍工兵上等監護 | 陸軍工兵上等監護 |                    |                    |              |              |                |                |                |                |                |            |                | 軍楽部准士官 | 陸軍二等軍楽長 |
| 下士            | 陸軍憲兵曹長     | 陸軍歩兵曹長     | 陸軍騎兵曹長     | 陸軍騎兵曹長       | 陸軍砲兵曹長     | 陸軍砲兵監護     | 陸軍砲兵火工長   |                  |                  |                  |                  |                  | 陸軍工兵曹長     | 陸軍工兵監護     | 陸軍輜重兵曹長     | 陸軍屯田兵曹長     |              |              | 軍吏部下士     | 陸軍一等書記   | 軍医部下士     | 陸軍一等看護長 | 陸軍一等看護長 | 獣医部下士 | 陸軍一等看馬長 | 軍楽部下士   | 陸軍軍楽次長   |
| 下士            | 陸軍憲兵一等軍曹 | 陸軍歩兵一等軍曹 | 陸軍騎兵一等軍曹 | 陸軍騎兵蹄鉄工長   | 陸軍砲兵一等軍曹 |                  | 陸軍砲兵火工下長 | 陸軍砲兵鞍工長   | 陸軍砲兵銃工長   | 陸軍砲兵木工長   | 陸軍砲兵鍛工長   | 陸軍砲兵鋳工長   | 陸軍工兵一等軍曹 | 陸軍工兵一等軍曹 | 陸軍輜重兵一等軍曹 | 陸軍屯田兵一等軍曹 |              | 陸軍二等書記 | 軍吏部下士     | 陸軍二等看護長 | 陸軍二等看護長 | 陸軍二等看馬長 | 陸軍一等軍楽手 | 獣医部下士 |                | 軍楽部下士   |                |
| 下士            | 陸軍憲兵二等軍曹 | 陸軍歩兵二等軍曹 | 陸軍騎兵二等軍曹 | 陸軍騎兵蹄鉄工下長 | 陸軍砲兵二等軍曹 |                  |                  | 陸軍砲兵鞍工下長 | 陸軍砲兵銃工下長 | 陸軍砲兵木工下長 | 陸軍砲兵鍛工下長 | 陸軍砲兵鋳工下長 | 陸軍工兵二等軍曹 | 陸軍工兵二等軍曹 | 陸軍輜重兵二等軍曹 | 陸軍屯田兵二等軍曹 |              | 陸軍三等書記 | 軍吏部下士     | 陸軍三等看護長 | 陸軍三等看護長 | 陸軍三等看馬長 | 陸軍二等軍楽手 | 獣医部下士 |                | 軍楽部下士   |                |

1886年（明治19年）6月17日陸軍省令乙第90号により陸軍看馬長及び看馬卒を解職し、甲第28号により陸軍看馬卒は現役中の者及び補充員第一予備隊徴員ともすべて輜重輸卒に組み替えた。
そして、陸軍省令乙第91号により陸軍看馬長及び看馬卒の職務については乗馬隊の下士・卒及び蹄鉄工長・蹄鉄工に兼ねさせることにした。
1886年（明治19年）7月24日勅令第58号により陸軍武官進級条例を改定し兵卒より下士に進級する場合についての定めを新たに加え、上等兵は修業兵となり教育を受けた者なので教導団に於いて養成せずとも直ちに下士に採用することとし、従前は曹長から少尉試補を経て少尉に進むことがあったが今後は少尉は専ら士官学校卒業生を出身とするととして曹長から少尉に進むことは特例とし、また少尉並び同等官の試補官は廃止した。
1887年（明治20年）4月2日陸軍省陸達第38号により、各鎮台病院等にある会計卒の欠員は雇を以って使用することにした。
1887年（明治20年）10月18日勅令第54号により陸軍戸山学校条例を定めて教官補を置き曹長（准士官）とした。
1887年（明治20年）12月28日陸軍省陸達第162号により徴兵看護卒を単に看護卒に改めた。
1888年（明治21年）5月12日に陸軍の編制を鎮台制から師団制に転換した。
1888年（明治21年）6月27日勅令第47号により軍医部を衛生部に改め、衛生部下士の区画に陸軍一等調剤手、陸軍二等調剤手 、陸軍三等調剤手を加え、獣医部下士の部を削除した。
1888年（明治21年）12月1日陸軍省令第22号により看護卒を看護手に改めた。
1890年（明治23年）2月12日勅令第12号により陸軍武官官等表を改正し、陸軍砲兵鋳工長の次に陸軍砲兵蹄鉄工長、陸軍砲兵鋳工下長の次に陸軍砲兵蹄鉄工下長、陸軍輜重兵一等軍曹の次に陸軍輜重兵蹄鉄工長、陸軍輜重兵二等軍曹の次に陸軍輜重兵蹄鉄工下長を加えた。
1890年（明治23年）3月22日に判任官官等俸給令を改正・追加して判任官を6等に分けるが、陸軍准士官・下士の官等は判任一等より四等までとしたことに変更はない。
1890年（明治23年）3月28日陸軍省陸達第54号により、会計卒を廃止した。
1890年（明治23年）6月27日勅令第110号により陸軍武官官等表を改正し、歩・騎・砲・工・輜重兵の各兵科下士の部に陸軍各兵縫工長・同下長、陸軍各兵靴工長・同下長を加え、陸軍砲兵火工長・同下長の名称を止めて陸軍火工曹長・同一等軍曹に改めてその下に陸軍火工二等軍曹を加え、工兵科の中に陸軍砲台監守を設けた。
| 下士 | 陸軍憲兵曹長     | 陸軍歩兵曹長     |                  |                  | 陸軍騎兵曹長     |                    |                  |                  | 陸軍砲兵曹長     | 陸軍火工曹長     | 陸軍砲兵監護 |                  |                  |                  |                  |                  |                    |                  |                  | 陸軍工兵曹長     | 陸軍工兵監護 | 陸軍砲台監守 |                  |                  | 陸軍輜重兵曹長     |                      |                    |                    | 陸軍屯田兵曹長     |
| 下士 | 陸軍憲兵一等軍曹 | 陸軍歩兵一等軍曹 | 陸軍歩兵縫工長   | 陸軍歩兵靴工長   | 陸軍騎兵一等軍曹 | 陸軍騎兵蹄鉄工長   | 陸軍騎兵縫工長   | 陸軍騎兵靴工長   | 陸軍砲兵一等軍曹 | 陸軍火工一等軍曹 |              | 陸軍砲兵鞍工長   | 陸軍砲兵銃工長   | 陸軍砲兵木工長   | 陸軍砲兵鍛工長   | 陸軍砲兵鋳工長   | 陸軍砲兵蹄鉄工長   | 陸軍砲兵縫工長   | 陸軍砲兵靴工長   | 陸軍工兵一等軍曹 |              |              | 陸軍工兵縫工長   | 陸軍工兵靴工長   | 陸軍輜重兵一等軍曹 | 陸軍輜重兵蹄鉄工長   | 陸軍輜重兵縫工長   | 陸軍輜重兵靴工長   | 陸軍屯田兵一等軍曹 |
| 下士 | 陸軍憲兵二等軍曹 | 陸軍歩兵二等軍曹 | 陸軍歩兵縫工下長 | 陸軍歩兵靴工下長 | 陸軍騎兵二等軍曹 | 陸軍騎兵蹄鉄工下長 | 陸軍騎兵縫工下長 | 陸軍騎兵靴工下長 | 陸軍砲兵二等軍曹 | 陸軍火工二等軍曹 |              | 陸軍砲兵鞍工下長 | 陸軍砲兵銃工下長 | 陸軍砲兵木工下長 | 陸軍砲兵鍛工下長 | 陸軍砲兵鋳工下長 | 陸軍砲兵蹄鉄工下長 | 陸軍砲兵縫工下長 | 陸軍砲兵靴工下長 | 陸軍工兵二等軍曹 |              |              | 陸軍工兵縫工下長 | 陸軍工兵靴工下長 | 陸軍輜重兵二等軍曹 | 陸軍輜重兵蹄鉄工下長 | 陸軍輜重兵縫工下長 | 陸軍輜重兵靴工下長 | 陸軍屯田兵二等軍曹 |

### 明治24年の陸軍
1891年（明治24年）3月20日勅令第28号により陸軍武官官等表を改正し、上長官又は佐官を佐官（上長官）に、士官又は尉官を尉官（士官）に改め、佐官・尉官・下士に各兵科を冠し、屯田兵の兵科を廃止して屯田歩兵・騎兵・砲兵・工兵はその兵科を区別できる官名を加え、軍吏部の位置を獣医部の次に置いた 。
| 将官                  | 陸軍大将         | 陸軍大将         | 陸軍大将             | 陸軍大将         | 陸軍大将         | 陸軍大将         | 陸軍大将             | 陸軍大将           | 陸軍大将               | 陸軍大将         | 陸軍大将         | 陸軍大将         | 陸軍大将             | 陸軍大将         | 陸軍大将             | 陸軍大将         | 陸軍大将             | 陸軍大将         | 陸軍大将             | 陸軍大将         | 陸軍大将             | 陸軍大将         | 陸軍大将             | 陸軍大将         | 陸軍大将           | 陸軍大将               | 陸軍大将         | 陸軍大将         | 陸軍大将         | 陸軍大将             | 陸軍大将         | 陸軍大将         | 陸軍大将           | 陸軍大将             | 陸軍大将           | 陸軍大将           |                |                |              |                |                |              |              |            |              |              |                |
| 将官                  | 陸軍中将         |                  |                      |                  |                  |                  |                      |                    |                        |                  |                  |                  |                      |                  |                      |                  |                      |                  |                      |                  |                      |                  |                      |                  |                    |                        |                  |                  |                  |                      |                  |                  |                    |                      |                    |                    |                |                |              |                |                |              |              |            |              |              |                |
| 将官                  | 陸軍少将         | 陸軍少将         | 陸軍少将             | 陸軍少将         | 陸軍少将         | 陸軍少将         | 陸軍少将             | 陸軍少将           | 陸軍少将               | 陸軍少将         | 陸軍少将         | 陸軍少将         | 陸軍少将             | 陸軍少将         | 陸軍少将             | 陸軍少将         | 陸軍少将             | 陸軍少将         | 陸軍少将             | 陸軍少将         | 陸軍少将             | 陸軍少将         | 陸軍少将             | 陸軍少将         | 陸軍少将           | 陸軍少将               | 陸軍少将         | 陸軍少将         | 陸軍少将         | 陸軍少将             | 陸軍少将         | 陸軍少将         | 陸軍少将           | 陸軍少将             | 陸軍少将           | 陸軍少将           | 陸軍監督長     | 陸軍監督長     | 陸軍軍医総監 | 陸軍軍医総監   | 陸軍軍医総監   |              |              |            |              |              |                |
| 各兵科佐官 （上長官） | 陸軍憲兵大佐     | 陸軍歩兵大佐     | 陸軍歩兵大佐         | 陸軍屯田歩兵大佐 | 陸軍屯田歩兵大佐 | 陸軍騎兵大佐     | 陸軍騎兵大佐         | 陸軍騎兵大佐       | 陸軍屯田騎兵大佐       | 陸軍屯田騎兵大佐 | 陸軍屯田騎兵大佐 | 陸軍砲兵大佐     | 陸軍砲兵大佐         | 陸軍砲兵大佐     | 陸軍砲兵大佐         | 陸軍砲兵大佐     | 陸軍砲兵大佐         | 陸軍砲兵大佐     | 陸軍砲兵大佐         | 陸軍砲兵大佐     | 陸軍屯田砲兵大佐     | 陸軍屯田砲兵大佐 | 陸軍屯田砲兵大佐     | 陸軍屯田砲兵大佐 | 陸軍屯田砲兵大佐   | 陸軍屯田砲兵大佐       | 陸軍屯田砲兵大佐 | 陸軍屯田砲兵大佐 | 陸軍工兵大佐     | 陸軍工兵大佐         | 陸軍屯田工兵大佐 | 陸軍屯田工兵大佐 | 陸軍輜重兵大佐     | 陸軍輜重兵大佐       | 陸軍輜重兵大佐     | 陸軍輜重兵大佐     | 監督部上長官   | 陸軍一等監督   | 衛生部上長官 | 陸軍軍医監     | 陸軍軍医監     |              |              |            |              |              |                |
| 各兵科佐官 （上長官） | 陸軍憲兵中佐     | 陸軍歩兵中佐     | 陸軍歩兵中佐         | 陸軍屯田歩兵中佐 | 陸軍屯田歩兵中佐 | 陸軍騎兵中佐     | 陸軍騎兵中佐         | 陸軍騎兵中佐       | 陸軍屯田騎兵中佐       | 陸軍屯田騎兵中佐 | 陸軍屯田騎兵中佐 | 陸軍砲兵中佐     | 陸軍砲兵中佐         | 陸軍砲兵中佐     | 陸軍砲兵中佐         | 陸軍砲兵中佐     | 陸軍砲兵中佐         | 陸軍砲兵中佐     | 陸軍砲兵中佐         | 陸軍砲兵中佐     | 陸軍屯田砲兵中佐     | 陸軍屯田砲兵中佐 | 陸軍屯田砲兵中佐     | 陸軍屯田砲兵中佐 | 陸軍屯田砲兵中佐   | 陸軍屯田砲兵中佐       | 陸軍屯田砲兵中佐 | 陸軍屯田砲兵中佐 | 陸軍工兵中佐     | 陸軍工兵中佐         | 陸軍屯田工兵中佐 | 陸軍屯田工兵中佐 | 陸軍輜重兵中佐     | 陸軍輜重兵中佐       | 陸軍輜重兵中佐     | 陸軍輜重兵中佐     | 監督部上長官   | 陸軍二等監督   | 衛生部上長官 | 陸軍一等軍医正 | 陸軍一等軍医正 |              |              |            |              |              |                |
| 各兵科佐官 （上長官） | 陸軍憲兵少佐     | 陸軍歩兵少佐     | 陸軍歩兵少佐         | 陸軍屯田歩兵少佐 | 陸軍屯田歩兵少佐 | 陸軍騎兵少佐     | 陸軍騎兵少佐         | 陸軍騎兵少佐       | 陸軍屯田騎兵少佐       | 陸軍屯田騎兵少佐 | 陸軍屯田騎兵少佐 | 陸軍砲兵少佐     | 陸軍砲兵少佐         | 陸軍砲兵少佐     | 陸軍砲兵少佐         | 陸軍砲兵少佐     | 陸軍砲兵少佐         | 陸軍砲兵少佐     | 陸軍砲兵少佐         | 陸軍砲兵少佐     | 陸軍屯田砲兵少佐     | 陸軍屯田砲兵少佐 | 陸軍屯田砲兵少佐     | 陸軍屯田砲兵少佐 | 陸軍屯田砲兵少佐   | 陸軍屯田砲兵少佐       | 陸軍屯田砲兵少佐 | 陸軍屯田砲兵少佐 | 陸軍工兵少佐     | 陸軍工兵少佐         | 陸軍屯田工兵少佐 | 陸軍屯田工兵少佐 | 陸軍輜重兵少佐     | 陸軍輜重兵少佐       | 陸軍輜重兵少佐     | 陸軍輜重兵少佐     | 監督部上長官   | 陸軍三等監督   | 衛生部上長官 | 陸軍二等軍医正 | 陸軍薬剤監     | 獣医部上長官 | 陸軍獣医監   |            |              |              |                |
| 各兵科尉官 （士官）   | 陸軍憲兵大尉     | 陸軍歩兵大尉     | 陸軍歩兵大尉         | 陸軍屯田歩兵大尉 | 陸軍屯田歩兵大尉 | 陸軍騎兵大尉     | 陸軍騎兵大尉         | 陸軍騎兵大尉       | 陸軍屯田騎兵大尉       | 陸軍屯田騎兵大尉 | 陸軍屯田騎兵大尉 | 陸軍砲兵大尉     | 陸軍砲兵大尉         | 陸軍砲兵大尉     | 陸軍砲兵大尉         | 陸軍砲兵大尉     | 陸軍砲兵大尉         | 陸軍砲兵大尉     | 陸軍砲兵大尉         | 陸軍砲兵大尉     | 陸軍屯田砲兵大尉     | 陸軍屯田砲兵大尉 | 陸軍屯田砲兵大尉     | 陸軍屯田砲兵大尉 | 陸軍屯田砲兵大尉   | 陸軍屯田砲兵大尉       | 陸軍屯田砲兵大尉 | 陸軍屯田砲兵大尉 | 陸軍工兵大尉     | 陸軍工兵大尉         | 陸軍屯田工兵大尉 | 陸軍屯田工兵大尉 | 陸軍輜重兵大尉     | 陸軍輜重兵大尉       | 陸軍輜重兵大尉     | 陸軍輜重兵大尉     | 監督部士官     | 陸軍監督補     | 衛生部士官   | 陸軍一等軍医   | 陸軍一等薬剤官 | 獣医部士官   | 陸軍一等獣医 | 軍吏部士官 | 陸軍一等軍吏 |              |                |
| 各兵科尉官 （士官）   | 陸軍憲兵中尉     | 陸軍歩兵中尉     | 陸軍歩兵中尉         | 陸軍屯田歩兵中尉 | 陸軍屯田歩兵中尉 | 陸軍騎兵中尉     | 陸軍騎兵中尉         | 陸軍騎兵中尉       | 陸軍屯田騎兵中尉       | 陸軍屯田騎兵中尉 | 陸軍屯田騎兵中尉 | 陸軍砲兵中尉     | 陸軍砲兵中尉         | 陸軍砲兵中尉     | 陸軍砲兵中尉         | 陸軍砲兵中尉     | 陸軍砲兵中尉         | 陸軍砲兵中尉     | 陸軍砲兵中尉         | 陸軍砲兵中尉     | 陸軍屯田砲兵中尉     | 陸軍屯田砲兵中尉 | 陸軍屯田砲兵中尉     | 陸軍屯田砲兵中尉 | 陸軍屯田砲兵中尉   | 陸軍屯田砲兵中尉       | 陸軍屯田砲兵中尉 | 陸軍屯田砲兵中尉 | 陸軍工兵中尉     | 陸軍工兵中尉         | 陸軍屯田工兵中尉 | 陸軍屯田工兵中尉 | 陸軍輜重兵中尉     | 陸軍輜重兵中尉       | 陸軍輜重兵中尉     | 陸軍輜重兵中尉     | 監督部士官     |                | 衛生部士官   | 陸軍二等軍医   | 陸軍二等薬剤官 | 獣医部士官   | 陸軍二等獣医 | 軍吏部士官 | 陸軍二等軍吏 |              |                |
| 各兵科尉官 （士官）   | 陸軍憲兵少尉     | 陸軍歩兵少尉     | 陸軍歩兵少尉         | 陸軍屯田歩兵少尉 | 陸軍屯田歩兵少尉 | 陸軍騎兵少尉     | 陸軍騎兵少尉         | 陸軍騎兵少尉       | 陸軍屯田騎兵少尉       | 陸軍屯田騎兵少尉 | 陸軍屯田騎兵少尉 | 陸軍砲兵少尉     | 陸軍砲兵少尉         | 陸軍砲兵少尉     | 陸軍砲兵少尉         | 陸軍砲兵少尉     | 陸軍砲兵少尉         | 陸軍砲兵少尉     | 陸軍砲兵少尉         | 陸軍砲兵少尉     | 陸軍屯田砲兵少尉     | 陸軍屯田砲兵少尉 | 陸軍屯田砲兵少尉     | 陸軍屯田砲兵少尉 | 陸軍屯田砲兵少尉   | 陸軍屯田砲兵少尉       | 陸軍屯田砲兵少尉 | 陸軍屯田砲兵少尉 | 陸軍工兵少尉     | 陸軍工兵少尉         | 陸軍屯田工兵少尉 | 陸軍屯田工兵少尉 | 陸軍輜重兵少尉     | 陸軍輜重兵少尉       | 陸軍輜重兵少尉     | 陸軍輜重兵少尉     | 監督部士官     |                | 衛生部士官   | 陸軍三等軍医   | 陸軍三等薬剤官 | 獣医部士官   | 陸軍三等獣医 | 軍吏部士官 | 陸軍三等軍吏 | 軍楽部士官   | 陸軍一等軍楽長 |
| 准士官                |                  |                  |                      |                  |                  |                  |                      |                    |                        |                  |                  | 陸軍砲兵上等監護 | 陸軍砲兵上等監護     | 陸軍砲兵上等監護 | 陸軍砲兵上等監護     | 陸軍砲兵上等監護 | 陸軍砲兵上等監護     | 陸軍砲兵上等監護 | 陸軍砲兵上等監護     | 陸軍砲兵上等監護 | 陸軍砲兵上等監護     | 陸軍砲兵上等監護 | 陸軍砲兵上等監護     | 陸軍砲兵上等監護 | 陸軍砲兵上等監護   | 陸軍砲兵上等監護       | 陸軍砲兵上等監護 | 陸軍砲兵上等監護 | 陸軍工兵上等監護 | 陸軍工兵上等監護     | 陸軍工兵上等監護 | 陸軍工兵上等監護 |                    |                      |                    |                    |                |                |              |                |                |              |              |            |              | 軍楽部准士官 | 陸軍二等軍楽長 |
| 各兵科下士            | 陸軍憲兵曹長     | 陸軍歩兵曹長     | 陸軍屯田歩兵曹長     |                  |                  | 陸軍騎兵曹長     | 陸軍屯田騎兵曹長     |                    |                        |                  |                  | 陸軍砲兵曹長     | 陸軍屯田砲兵曹長     | 陸軍火工曹長     | 陸軍屯田火工曹長     | 陸軍砲兵監護     |                      |                  |                      |                  |                      |                  |                      |                  |                    |                        |                  |                  | 陸軍工兵曹長     | 陸軍屯田工兵曹長     | 陸軍工兵監護     | 陸軍砲台監守     | 陸軍輜重兵曹長     |                      |                    |                    |                |                | 衛生部下士   | 陸軍一等看護長 | 陸軍一等調剤手 |              |              | 軍吏部下士 | 陸軍一等書記 | 軍楽部下士   | 陸軍軍楽次長   |
| 各兵科下士            | 陸軍憲兵一等軍曹 | 陸軍歩兵一等軍曹 | 陸軍屯田歩兵一等軍曹 | 陸軍歩兵縫工長   | 陸軍歩兵靴工長   | 陸軍騎兵一等軍曹 | 陸軍屯田騎兵一等軍曹 | 陸軍騎兵蹄鉄工長   | 陸軍屯田騎兵蹄鉄工長   | 陸軍騎兵縫工長   | 陸軍騎兵靴工長   | 陸軍砲兵一等軍曹 | 陸軍屯田砲兵一等軍曹 | 陸軍火工一等軍曹 | 陸軍屯田火工一等軍曹 | 陸軍砲兵鞍工長   | 陸軍屯田砲兵鞍工長   | 陸軍砲兵銃工長   | 陸軍屯田砲兵銃工長   | 陸軍砲兵木工長   | 陸軍屯田砲兵木工長   | 陸軍砲兵鍛工長   | 陸軍屯田砲兵鍛工長   | 陸軍砲兵鋳工長   | 陸軍砲兵蹄鉄工長   | 陸軍屯田砲兵蹄鉄工長   | 陸軍砲兵縫工長   | 陸軍砲兵靴工長   | 陸軍工兵一等軍曹 | 陸軍屯田工兵一等軍曹 | 陸軍工兵縫工長   | 陸軍工兵靴工長   | 陸軍輜重兵一等軍曹 | 陸軍輜重兵蹄鉄工長   | 陸軍輜重兵縫工長   | 陸軍輜重兵靴工長   | 陸軍二等看護長 | 陸軍二等調剤手 | 衛生部下士   | 陸軍二等書記   | 陸軍一等軍楽手 |              |              | 軍吏部下士 |              | 軍楽部下士   |                |
| 各兵科下士            | 陸軍憲兵二等軍曹 | 陸軍歩兵二等軍曹 | 陸軍屯田歩兵二等軍曹 | 陸軍歩兵縫工下長 | 陸軍歩兵靴工下長 | 陸軍騎兵二等軍曹 | 陸軍屯田騎兵二等軍曹 | 陸軍騎兵蹄鉄工下長 | 陸軍屯田騎兵蹄鉄工下長 | 陸軍騎兵縫工下長 | 陸軍騎兵靴工下長 | 陸軍砲兵二等軍曹 | 陸軍屯田砲兵二等軍曹 | 陸軍火工二等軍曹 | 陸軍屯田火工二等軍曹 | 陸軍砲兵鞍工下長 | 陸軍屯田砲兵鞍工下長 | 陸軍砲兵銃工下長 | 陸軍屯田砲兵銃工下長 | 陸軍砲兵木工下長 | 陸軍屯田砲兵木工下長 | 陸軍砲兵鍛工下長 | 陸軍屯田砲兵鍛工下長 | 陸軍砲兵鋳工下長 | 陸軍砲兵蹄鉄工下長 | 陸軍屯田砲兵蹄鉄工下長 | 陸軍砲兵縫工下長 | 陸軍砲兵靴工下長 | 陸軍工兵二等軍曹 | 陸軍屯田工兵二等軍曹 | 陸軍工兵縫工下長 | 陸軍工兵靴工下長 | 陸軍輜重兵二等軍曹 | 陸軍輜重兵蹄鉄工下長 | 陸軍輜重兵縫工下長 | 陸軍輜重兵靴工下長 | 陸軍三等看護長 | 陸軍三等調剤手 | 衛生部下士   | 陸軍三等書記   | 陸軍二等軍楽手 |              |              | 軍吏部下士 |              | 軍楽部下士   |                |

1891年（明治24年）7月24日に高等官任命及俸給令（明治24年勅令第82号）を定めて従前の高等官官等俸給令（明治19年勅令第6号）を廃止し、また判任官俸給令（明治24年勅令第83号）を定め判任官官等俸給令（明治19年勅令第36号）を廃止して、文武官の官等を廃止した。
1891年（明治24年）11月14日に文武高等官官職等級表（明治24年勅令第215号）を定めて高等官の官職を10等の等級に分け、勅任は一等から三等までとし、奏任は四等から十等までとした。
1891年（明治24年）12月28日に文武判任官等級表（明治24年勅令第249号）を定めて判任官を5等の等級に分け一等から五等までとした。
|      |      | 陸軍省                 |
| ---- | ---- | ---------------------- |
| 勅任 | 一等 | 陸軍大将               |
| 勅任 | 二等 | 陸軍中将               |
| 勅任 | 三等 | 陸軍少将並び相当官     |
| 奏任 | 四等 | 陸軍各兵大佐並び相当官 |
| 奏任 | 五等 | 陸軍各兵中佐並び相当官 |
| 奏任 | 六等 | 陸軍各兵少佐並び相当官 |
| 奏任 | 七等 | 陸軍各兵大尉並び相当官 |
| 奏任 | 八等 | 陸軍各兵中尉並び相当官 |
| 奏任 | 九等 | 陸軍各兵少尉並び相当官 |
| 奏任 | 十等 |                        |

| 一等 | 陸軍砲工兵上等監護・陸軍二等軍楽長・下副官・教官補                 |
| 二等 | 陸軍各兵曹長・陸軍火工曹長・陸軍砲工兵監護・陸軍砲台監守並び相当官 |
| 三等 | 陸軍各兵一等軍曹・陸軍火工一等軍曹・陸軍諸工長並び相当官           |
| 四等 | 陸軍各兵二等軍曹・陸軍火工二等軍曹・陸軍諸工下長並び相当官         |
| 五等 |                                                                    |

1892年（明治25年）11月12日に高等官官等俸給令（明治25年勅令第96号）で再び高等官の官等を定めて、従前の高等官任命及俸給令（明治24年勅令第82号）及び文武高等官官職等級表（明治24年勅令第215号）を廃止した。
親任式を以って任ずる官を除き他の高等官を9等に分け、親任式を以って任ずる官及び一等官・二等官を勅任官とし、三等官から九等官までを奏任官とした。
| 官等＼官庁 | 官等＼官庁 | 陸軍省             |
| ---------- | ---------- | ------------------ |
| 勅任       | 親任       | 陸軍大将           |
| 勅任       | 一等       | 陸軍中将           |
| 勅任       | 二等       | 陸軍少将並び相当官 |
| 奏任       | 三等       | 陸軍大佐並び相当官 |
| 奏任       | 四等       | 陸軍中佐並び相当官 |
| 奏任       | 五等       | 陸軍少佐並び相当官 |
| 奏任       | 六等       | 陸軍大尉並び相当官 |
| 奏任       | 七等       | 陸軍中尉並び相当官 |
| 奏任       | 八等       | 陸軍少尉並び相当官 |
| 奏任       | 九等       |                    |

1894年（明治27年）4月12日勅令第43号により文武判任官等級表を改正した。
| 一等 | 陸軍砲工兵上等監護         | 陸軍二等軍楽長   | 陸軍各兵曹長（下副官・教官補） |                  |              |
| 二等 | 陸軍各兵曹長並び相当官     | 陸軍火工曹長     | 陸軍屯田火工曹長               | 陸軍砲工兵監護   | 陸軍砲台監守 |
| 三等 | 陸軍各兵一等軍曹並び相当官 | 陸軍火工一等軍曹 | 陸軍屯田火工一等軍曹           | 陸軍各兵諸工長   |              |
| 四等 | 陸軍各兵二等軍曹並び相当官 | 陸軍火工二等軍曹 | 陸軍屯田火工二等軍曹           | 陸軍各兵諸工下長 |              |
| 五等 |                            |                  |                                |                  |              |

1894年（明治27年）7月16日勅令第103号により陸軍各兵曹長であって監視区長である者は監視区長在職中はその身分を准士官とした 。
1894年（明治27年）7月16日勅令104号により陸軍武官官等表の准士官の欄内、陸軍歩兵少尉・陸軍屯田歩兵少尉の区画の下に陸軍歩兵特務曹長、陸軍屯田歩兵特務曹長を、陸軍騎兵少尉・陸軍屯田騎兵少尉の区画の下に陸軍騎兵特務曹長・陸軍屯田騎兵特務曹長を、陸軍砲兵上等監護の前に陸軍砲兵特務曹長・陸軍屯田砲兵特務曹長を、陸軍工兵上等監護の前に陸軍工兵特務曹長・陸軍屯田工兵特務曹長を、陸軍輜重兵少尉の区画の下に陸軍輜重兵特務曹長を加えた。
1894年（明治27年）7月25日から1895年（明治28年）4月17日にかけて日清戦争があった。
1895年（明治28年）7月15日勅令第111号により憲兵上等兵は判任官の待遇とした。
1896年（明治29年）5月9日勅令第190号により陸軍武官官等表の中を改正し、各兵科佐官・各兵科尉官及び准士官の欄内、陸軍屯田歩兵・陸軍屯田騎兵・陸軍屯田砲兵・陸軍屯田工兵の佐尉官及び特務曹長を削る。
1897年（明治30年）3月19日勅令第35号により陸軍武官官等表の中の監督部及び衛生部上長官以上の区画を改正し、陸軍監督総監・陸軍軍医総監を中将相当官とし、陸軍監督監・陸軍軍医監を少将相当官とし、陸軍一等監督・陸軍一等軍医正を大佐相当官とし、陸軍二等監督・陸軍二等軍医正を中佐相当官とし、陸軍三等監督・陸軍三等軍医正・陸軍薬剤監を少佐相当官とした。このとき、高等官官等俸給令の中の文武高等官官等表の陸軍省の区画の中の陸軍中将を陸軍中将並び相当官に改めた。
|              |              |              |                |                |
| 陸軍監督総監 | 陸軍監督総監 | 陸軍軍医総監 | 陸軍軍医総監   | 陸軍軍医総監   |
| 陸軍監督監   | 陸軍監督監   | 陸軍軍医監   | 陸軍軍医監     | 陸軍軍医監     |
| 監督部上長官 | 陸軍一等監督 | 衛生部上長官 | 陸軍一等軍医正 | 陸軍一等軍医正 |
| 監督部上長官 | 陸軍二等監督 | 衛生部上長官 | 陸軍二等軍医正 | 陸軍二等軍医正 |
| 監督部上長官 | 陸軍三等監督 | 衛生部上長官 | 陸軍三等軍医正 | 陸軍薬剤監     |

1899年（明治32年）10月に陸軍看護卒を新設することを決めて、その服制は看護手と同じただし袖章なしとした。
1899年（明治32年）12月1日施行した勅令第411号により陸軍武官官等表の中の軍楽部士官・准士官及び各兵科・各部下士の各欄を改正した。一等軍曹・二等軍曹を軍曹・伍長と改める。各兵諸工長・工下長は、一等・二等・三等工長とする。各兵科の縫靴工長は軍吏部に纏める。火工下士（火工曹長・火工一等軍曹・火工二等軍曹）を廃止して、砲兵下士の分課とする。砲工兵監護は廃止し、適任の砲工兵曹長や砲兵諸工長を用いる。上等監護は上等工長に改める。砲兵鋳工長・下長、屯田騎兵蹄鉄工長・下長、屯田砲兵鞍（銃）（木）（鍛）（蹄鉄）工長・下長は廃止。砲台看守は廃止し、砲工兵下士の分課とする。調剤手は廃止し、看護長の分課とする。軍吏部下士、軍楽部士官・准士官・下士の名称を改める。
明治32年勅令第412号により文武判任官等級表を改正し、一等の欄の専売局監視の次に陸軍各兵特務曹長並び相当官を加え、陸軍砲工上等監護を陸軍砲工兵上等工長に改め、陸軍二等軍楽長・陸軍各兵曹長（下副官・教官補）を削り、二等の欄の陸軍火工曹長を陸軍各兵一等諸工長に改め、陸軍屯田火工曹長・陸軍砲工兵監護・陸軍砲台監守を削り、三等の欄の陸軍各兵一等軍曹並び相当官を陸軍各兵軍曹並び相当官に改め、陸軍火工一等軍曹を陸軍各兵二等諸工長に改め、陸軍屯田火工一等軍曹・陸軍各兵諸工長を削り、四等の欄の陸軍各兵二等軍曹並び相当官を陸軍各兵伍長並び相当官に、陸軍各兵諸工下長を陸軍各兵三等諸工長に改め、陸軍屯田火工二等軍曹・陸軍各兵諸工下長を削る。
|            |              |                  |                  |                  |                  |                      |                  |                  |                    |                    |                    |                    |                      |                  |                  |                    |                        |                |              |            |                |                |              |            |              |                |                | 軍楽部士官   | 陸軍楽長     |
| 准士官     |              | 陸軍歩兵特務曹長 | 陸軍歩兵特務曹長 | 陸軍騎兵特務曹長 | 陸軍騎兵特務曹長 | 陸軍騎兵特務曹長     | 陸軍砲兵特務曹長 | 陸軍砲兵特務曹長 | 陸軍砲兵特務曹長   | 陸軍砲兵特務曹長   | 陸軍砲兵上等工長   | 陸軍砲兵上等工長   | 陸軍砲兵上等工長     | 陸軍工兵特務曹長 | 陸軍工兵上等工長 | 陸軍輜重兵特務曹長 | 陸軍輜重兵特務曹長     |                |              |            |                |                |              |            |              |                |                | 軍楽部准士官 | 陸軍楽長補   |
| 各兵科下士 | 陸軍憲兵曹長 | 陸軍歩兵曹長     | 陸軍屯田歩兵曹長 | 陸軍騎兵曹長     | 陸軍屯田騎兵曹長 | 陸軍騎兵一等蹄鉄工長 | 陸軍砲兵曹長     | 陸軍屯田砲兵曹長 | 陸軍砲兵一等鞍工長 | 陸軍砲兵一等銃工長 | 陸軍砲兵一等木工長 | 陸軍砲兵一等鍛工長 | 陸軍砲兵一等蹄鉄工長 | 陸軍工兵曹長     | 陸軍屯田工兵曹長 | 陸軍輜重兵曹長     | 陸軍輜重兵一等蹄鉄工長 |                |              | 衛生部下士 | 陸軍一等看護長 |                |              | 軍吏部下士 | 陸軍一等計手 | 陸軍一等縫工長 | 陸軍一等靴工長 | 軍楽部下士   | 陸軍一等楽手 |
| 各兵科下士 | 陸軍憲兵軍曹 | 陸軍歩兵軍曹     | 陸軍屯田歩兵軍曹 | 陸軍騎兵軍曹     | 陸軍屯田騎兵軍曹 | 陸軍騎兵二等蹄鉄工長 | 陸軍砲兵軍曹     | 陸軍屯田砲兵軍曹 | 陸軍砲兵二等鞍工長 | 陸軍砲兵二等銃工長 | 陸軍砲兵二等木工長 | 陸軍砲兵二等鍛工長 | 陸軍砲兵二等蹄鉄工長 | 陸軍工兵軍曹     | 陸軍屯田工兵軍曹 | 陸軍輜重兵軍曹     | 陸軍輜重兵二等蹄鉄工長 | 陸軍二等看護長 | 陸軍二等計手 | 衛生部下士 | 陸軍二等縫工長 | 陸軍二等靴工長 | 陸軍二等楽手 | 軍吏部下士 |              |                |                | 軍楽部下士   |              |
| 各兵科下士 | 陸軍憲兵伍長 | 陸軍歩兵伍長     | 陸軍屯田歩兵伍長 | 陸軍騎兵伍長     | 陸軍屯田騎兵伍長 | 陸軍騎兵三等蹄鉄工長 | 陸軍砲兵伍長     | 陸軍屯田砲兵伍長 | 陸軍砲兵三等鞍工長 | 陸軍砲兵三等銃工長 | 陸軍砲兵三等木工長 | 陸軍砲兵三等鍛工長 | 陸軍砲兵三等蹄鉄工長 | 陸軍工兵伍長     | 陸軍屯田工兵伍長 | 陸軍輜重兵伍長     | 陸軍輜重兵三等蹄鉄工長 | 陸軍三等看護長 |              | 衛生部下士 | 陸軍三等縫工長 | 陸軍三等靴工長 | 陸軍三等楽手 | 軍吏部下士 |              |                |                | 軍楽部下士   |              |

1900年（明治33年）1月4日陸軍省陸達第2号により陸軍兵卒等級表を定めた。
| 兵科各部 | 憲兵科 | 歩兵科 | 騎兵科 | 砲兵科 | 砲兵科 | 砲兵科 | 工兵科 | 輜重兵科 | 輜重兵科 | 衛生部 | 軍吏部   | 軍吏部   | 軍楽部 |
| -------- | ------ | ------ | ------ | ------ | ------ | ------ | ------ | -------- | -------- | ------ | -------- | -------- | ------ |
| 一級     | 上等兵 | 上等兵 | 上等兵 | 上等兵 | 上等兵 | 上等兵 | 上等兵 | 上等兵   | 上等兵   | 看護手 |          |          | 楽手補 |
| 二級     |        | 一等卒 | 一等卒 | 一等卒 | 一等卒 | 一等卒 | 一等卒 | 一等卒   | 一等卒   |        | 一等縫工 | 一等靴工 |        |
| 三級     |        | 二等卒 | 二等卒 | 二等卒 | 輸卒   | 助卒   | 二等卒 | 二等卒   | 輸卒     | 看護卒 | 二等縫工 | 二等靴工 |        |

1900年（明治33年）9月8日陸軍省陸達第95号により陸軍兵卒昇級取扱を定め、明治18年陸軍省達乙第130号の陸軍諸兵卒並び雑卒・諸工の進級取り扱いを廃止した。
1900年（明治33年）6月20日から1901年（明治34年）9月7日にかけて義和団の乱があった。

### 明治35年の陸軍
1902年（明治35年）2月1日に明治35勅令第11号を施行して陸軍武官官等表を改正し、附則により従来の陸軍監督補は辞令書を用いずに陸軍一等副監督に任ぜられたものとした。
| 将官                  | 陸軍大将     | 陸軍大将         | 陸軍大将         | 陸軍大将         | 陸軍大将         | 陸軍大将         | 陸軍大将         | 陸軍大将             | 陸軍大将             | 陸軍大将             | 陸軍大将         | 陸軍大将         | 陸軍大将           | 陸軍大将           | 陸軍大将           | 陸軍大将           | 陸軍大将             | 陸軍大将             | 陸軍大将             | 陸軍大将         | 陸軍大将         | 陸軍大将         | 陸軍大将         | 陸軍大将           | 陸軍大将               | 陸軍大将               | 陸軍大将               |                  |                |                |                |                  |                |                |              |              |              |              |
| 将官                  | 陸軍中将     | 陸軍中将         | 陸軍中将         | 陸軍中将         | 陸軍中将         | 陸軍中将         | 陸軍中将         | 陸軍中将             | 陸軍中将             | 陸軍中将             | 陸軍中将         | 陸軍中将         | 陸軍中将           | 陸軍中将           | 陸軍中将           | 陸軍中将           | 陸軍中将             | 陸軍中将             | 陸軍中将             | 陸軍中将         | 陸軍中将         | 陸軍中将         | 陸軍中将         | 陸軍中将           | 陸軍中将               | 陸軍中将               | 陸軍中将               | 経理部将官相当官 | 陸軍監督総監   | 陸軍監督総監   | 陸軍監督総監   | 衛生部将官相当官 | 陸軍軍医総監   | 陸軍軍医総監   |              |              |              |              |
| 将官                  | 陸軍少将     | 陸軍少将         | 陸軍少将         | 陸軍少将         | 陸軍少将         | 陸軍少将         | 陸軍少将         | 陸軍少将             | 陸軍少将             | 陸軍少将             | 陸軍少将         | 陸軍少将         | 陸軍少将           | 陸軍少将           | 陸軍少将           | 陸軍少将           | 陸軍少将             | 陸軍少将             | 陸軍少将             | 陸軍少将         | 陸軍少将         | 陸軍少将         | 陸軍少将         | 陸軍少将           | 陸軍少将               | 陸軍少将               | 陸軍少将               | 経理部将官相当官 | 陸軍監督監     | 陸軍監督監     | 陸軍監督監     | 衛生部将官相当官 | 陸軍軍医監     | 陸軍軍医監     |              |              |              |              |
| 各兵科佐官 （上長官） | 陸軍憲兵大佐 | 陸軍歩兵大佐     | 陸軍歩兵大佐     | 陸軍歩兵大佐     | 陸軍歩兵大佐     | 陸軍騎兵大佐     | 陸軍騎兵大佐     | 陸軍騎兵大佐         | 陸軍騎兵大佐         | 陸軍騎兵大佐         | 陸軍砲兵大佐     | 陸軍砲兵大佐     | 陸軍砲兵大佐       | 陸軍砲兵大佐       | 陸軍砲兵大佐       | 陸軍砲兵大佐       | 陸軍砲兵大佐         | 陸軍砲兵大佐         | 陸軍砲兵大佐         | 陸軍工兵大佐     | 陸軍工兵大佐     | 陸軍工兵大佐     | 陸軍工兵大佐     | 陸軍輜重兵大佐     | 陸軍輜重兵大佐         | 陸軍輜重兵大佐         | 陸軍輜重兵大佐         | 経理部上長官     | 陸軍一等監督   | 陸軍一等監督   | 陸軍一等監督   | 衛生部上長官     | 陸軍一等軍医正 | 陸軍一等軍医正 |              |              |              |              |
| 各兵科佐官 （上長官） | 陸軍憲兵中佐 | 陸軍歩兵中佐     | 陸軍歩兵中佐     | 陸軍歩兵中佐     | 陸軍歩兵中佐     | 陸軍騎兵中佐     | 陸軍騎兵中佐     | 陸軍騎兵中佐         | 陸軍騎兵中佐         | 陸軍騎兵中佐         | 陸軍砲兵中佐     | 陸軍砲兵中佐     | 陸軍砲兵中佐       | 陸軍砲兵中佐       | 陸軍砲兵中佐       | 陸軍砲兵中佐       | 陸軍砲兵中佐         | 陸軍砲兵中佐         | 陸軍砲兵中佐         | 陸軍工兵中佐     | 陸軍工兵中佐     | 陸軍工兵中佐     | 陸軍工兵中佐     | 陸軍輜重兵中佐     | 陸軍輜重兵中佐         | 陸軍輜重兵中佐         | 陸軍輜重兵中佐         | 経理部上長官     | 陸軍二等監督   | 陸軍二等監督   | 陸軍二等監督   | 衛生部上長官     | 陸軍二等軍医正 | 陸軍二等軍医正 |              |              |              |              |
| 各兵科佐官 （上長官） | 陸軍憲兵少佐 | 陸軍歩兵少佐     | 陸軍歩兵少佐     | 陸軍歩兵少佐     | 陸軍歩兵少佐     | 陸軍騎兵少佐     | 陸軍騎兵少佐     | 陸軍騎兵少佐         | 陸軍騎兵少佐         | 陸軍騎兵少佐         | 陸軍砲兵少佐     | 陸軍砲兵少佐     | 陸軍砲兵少佐       | 陸軍砲兵少佐       | 陸軍砲兵少佐       | 陸軍砲兵少佐       | 陸軍砲兵少佐         | 陸軍砲兵少佐         | 陸軍砲兵少佐         | 陸軍工兵少佐     | 陸軍工兵少佐     | 陸軍工兵少佐     | 陸軍工兵少佐     | 陸軍輜重兵少佐     | 陸軍輜重兵少佐         | 陸軍輜重兵少佐         | 陸軍輜重兵少佐         | 経理部上長官     | 陸軍三等監督   | 陸軍三等監督   | 陸軍三等監督   | 衛生部上長官     | 陸軍三等軍医正 | 陸軍薬剤監     | 獣医部上長官 | 陸軍獣医監   |              |              |
| 各兵科尉官 （士官）   | 陸軍憲兵大尉 | 陸軍歩兵大尉     | 陸軍歩兵大尉     | 陸軍歩兵大尉     | 陸軍歩兵大尉     | 陸軍騎兵大尉     | 陸軍騎兵大尉     | 陸軍騎兵大尉         | 陸軍騎兵大尉         | 陸軍騎兵大尉         | 陸軍砲兵大尉     | 陸軍砲兵大尉     | 陸軍砲兵大尉       | 陸軍砲兵大尉       | 陸軍砲兵大尉       | 陸軍砲兵大尉       | 陸軍砲兵大尉         | 陸軍砲兵大尉         | 陸軍砲兵大尉         | 陸軍工兵大尉     | 陸軍工兵大尉     | 陸軍工兵大尉     | 陸軍工兵大尉     | 陸軍輜重兵大尉     | 陸軍輜重兵大尉         | 陸軍輜重兵大尉         | 陸軍輜重兵大尉         | 経理部士官       | 陸軍一等副監督 | 陸軍一等副監督 | 陸軍一等軍吏   | 衛生部士官       | 陸軍一等軍医   | 陸軍一等薬剤官 | 獣医部士官   | 陸軍一等獣医 |              |              |
| 各兵科尉官 （士官）   | 陸軍憲兵中尉 | 陸軍歩兵中尉     | 陸軍歩兵中尉     | 陸軍歩兵中尉     | 陸軍歩兵中尉     | 陸軍騎兵中尉     | 陸軍騎兵中尉     | 陸軍騎兵中尉         | 陸軍騎兵中尉         | 陸軍騎兵中尉         | 陸軍砲兵中尉     | 陸軍砲兵中尉     | 陸軍砲兵中尉       | 陸軍砲兵中尉       | 陸軍砲兵中尉       | 陸軍砲兵中尉       | 陸軍砲兵中尉         | 陸軍砲兵中尉         | 陸軍砲兵中尉         | 陸軍工兵中尉     | 陸軍工兵中尉     | 陸軍工兵中尉     | 陸軍工兵中尉     | 陸軍輜重兵中尉     | 陸軍輜重兵中尉         | 陸軍輜重兵中尉         | 陸軍輜重兵中尉         | 経理部士官       | 陸軍二等副監督 | 陸軍二等副監督 | 陸軍二等軍吏   | 衛生部士官       | 陸軍二等軍医   | 陸軍二等薬剤官 | 獣医部士官   | 陸軍二等獣医 |              |              |
| 各兵科尉官 （士官）   | 陸軍憲兵少尉 | 陸軍歩兵少尉     | 陸軍歩兵少尉     | 陸軍歩兵少尉     | 陸軍歩兵少尉     | 陸軍騎兵少尉     | 陸軍騎兵少尉     | 陸軍騎兵少尉         | 陸軍騎兵少尉         | 陸軍騎兵少尉         | 陸軍砲兵少尉     | 陸軍砲兵少尉     | 陸軍砲兵少尉       | 陸軍砲兵少尉       | 陸軍砲兵少尉       | 陸軍砲兵少尉       | 陸軍砲兵少尉         | 陸軍砲兵少尉         | 陸軍砲兵少尉         | 陸軍工兵少尉     | 陸軍工兵少尉     | 陸軍工兵少尉     | 陸軍工兵少尉     | 陸軍輜重兵少尉     | 陸軍輜重兵少尉         | 陸軍輜重兵少尉         | 陸軍輜重兵少尉         | 経理部士官       | 陸軍三等副監督 | 陸軍三等副監督 | 陸軍三等軍吏   | 衛生部士官       | 陸軍三等軍医   | 陸軍三等薬剤官 | 獣医部士官   | 陸軍三等獣医 | 軍楽部士官   | 陸軍楽長     |
| 各兵科准士官          |              | 陸軍歩兵特務曹長 | 陸軍歩兵特務曹長 | 陸軍歩兵特務曹長 | 陸軍歩兵特務曹長 | 陸軍騎兵特務曹長 | 陸軍騎兵特務曹長 | 陸軍騎兵特務曹長     | 陸軍騎兵特務曹長     | 陸軍騎兵特務曹長     | 陸軍砲兵特務曹長 | 陸軍砲兵特務曹長 | 陸軍砲兵特務曹長   | 陸軍砲兵特務曹長   | 陸軍砲兵特務曹長   | 陸軍砲兵上等工長   | 陸軍砲兵上等工長     | 陸軍砲兵上等工長     | 陸軍砲兵上等工長     | 陸軍工兵特務曹長 | 陸軍工兵特務曹長 | 陸軍工兵上等工長 | 陸軍工兵上等工長 | 陸軍輜重兵特務曹長 | 陸軍輜重兵特務曹長     | 陸軍輜重兵特務曹長     | 陸軍輜重兵特務曹長     | 経理部准士官     | 陸軍上等計手   | 陸軍上等計手   | 陸軍上等計手   |                  |                |                |              |              | 軍楽部准士官 | 陸軍楽長補   |
| 各兵科下士            | 陸軍憲兵曹長 | 陸軍歩兵曹長     | 陸軍歩兵曹長     | 陸軍屯田歩兵曹長 | 陸軍屯田歩兵曹長 | 陸軍騎兵曹長     | 陸軍騎兵曹長     | 陸軍屯田騎兵曹長     | 陸軍騎兵一等蹄鉄工長 | 陸軍騎兵一等蹄鉄工長 | 陸軍砲兵曹長     | 陸軍砲兵曹長     | 陸軍屯田砲兵曹長   | 陸軍砲兵一等鞍工長 | 陸軍砲兵一等銃工長 | 陸軍砲兵一等木工長 | 陸軍砲兵一等鍛工長   | 陸軍砲兵一等蹄鉄工長 | 陸軍砲兵一等蹄鉄工長 | 陸軍工兵曹長     | 陸軍工兵曹長     | 陸軍屯田工兵曹長 | 陸軍屯田工兵曹長 | 陸軍輜重兵曹長     | 陸軍輜重兵曹長         | 陸軍輜重兵一等蹄鉄工長 | 陸軍輜重兵一等蹄鉄工長 | 経理部下士       | 陸軍一等計手   | 陸軍一等縫工長 | 陸軍一等靴工長 | 衛生部下士       | 陸軍一等看護長 | 陸軍一等看護長 |              |              | 軍楽部下士   | 陸軍一等楽手 |
| 各兵科下士            | 陸軍憲兵軍曹 | 陸軍歩兵軍曹     | 陸軍歩兵軍曹     | 陸軍屯田歩兵軍曹 | 陸軍屯田歩兵軍曹 | 陸軍騎兵軍曹     | 陸軍騎兵軍曹     | 陸軍屯田騎兵軍曹     | 陸軍騎兵二等蹄鉄工長 | 陸軍騎兵二等蹄鉄工長 | 陸軍砲兵軍曹     | 陸軍砲兵軍曹     | 陸軍屯田砲兵軍曹   | 陸軍砲兵二等鞍工長 | 陸軍砲兵二等銃工長 | 陸軍砲兵二等木工長 | 陸軍砲兵二等鍛工長   | 陸軍砲兵二等蹄鉄工長 | 陸軍砲兵二等蹄鉄工長 | 陸軍工兵軍曹     | 陸軍工兵軍曹     | 陸軍屯田工兵軍曹 | 陸軍屯田工兵軍曹 | 陸軍輜重兵軍曹     | 陸軍輜重兵軍曹         | 陸軍輜重兵二等蹄鉄工長 | 陸軍輜重兵二等蹄鉄工長 | 経理部下士       | 陸軍二等計手   | 陸軍二等縫工長 | 陸軍二等靴工長 | 衛生部下士       | 陸軍二等看護長 | 陸軍二等看護長 | 陸軍二等楽手 |              | 軍楽部下士   |              |
| 各兵科下士            | 陸軍憲兵伍長 | 陸軍歩兵伍長     | 陸軍屯田歩兵伍長 | 陸軍歩兵縫工長   | 陸軍歩兵靴工長   | 陸軍騎兵伍長     | 陸軍屯田騎兵伍長 | 陸軍騎兵三等蹄鉄工長 | 陸軍騎兵縫工長       | 陸軍騎兵靴工長       | 陸軍砲兵伍長     | 陸軍屯田砲兵伍長 | 陸軍砲兵三等鞍工長 | 陸軍砲兵三等銃工長 | 陸軍砲兵三等木工長 | 陸軍砲兵三等鍛工長 | 陸軍砲兵三等蹄鉄工長 | 陸軍砲兵縫工長       | 陸軍砲兵靴工長       | 陸軍工兵伍長     | 陸軍屯田工兵伍長 | 陸軍工兵縫工長   | 陸軍工兵靴工長   | 陸軍輜重兵伍長     | 陸軍輜重兵三等蹄鉄工長 | 陸軍輜重兵縫工長       | 陸軍輜重兵靴工長       | 経理部下士       | 陸軍三等計手   | 陸軍三等縫工長 | 陸軍三等靴工長 | 衛生部下士       | 陸軍三等看護長 | 陸軍三等看護長 | 陸軍三等楽手 |              | 軍楽部下士   |              |

1902年（明治35年）7月11日勅令第184号により陸軍武官官等表を改正し、薬剤官と獣医官を大佐相当官に進めるため陸軍薬剤監及び陸軍獣医監を廃止して陸軍一・二・三等薬剤正及び陸軍一・二・三等獣医正を置き、附則により薬剤監は三等薬剤正に、獣医監は三等獣医正に任ぜられたものとした。
| 衛生部上長官 | 陸軍一等軍医正 | 陸軍一等薬剤正 | 獣医部上長官 | 陸軍一等獣医正 |
| 衛生部上長官 | 陸軍二等軍医正 | 陸軍二等薬剤正 | 獣医部上長官 | 陸軍二等獣医正 |
| 衛生部上長官 | 陸軍三等軍医正 | 陸軍三等薬剤正 | 獣医部上長官 | 陸軍三等獣医正 |

1902年（明治35年）10月13日勅令第222号により陸軍武官官等表を改正し、各兵科准士官の欄の陸軍歩兵特務曹長の区画の前に陸軍憲兵特務曹長を加えた。
1903年（明治36年）12月1日に明治36年勅令182号を施行して陸軍武官官等表を改正して経理部将校相当官の官名を改め、附則により陸軍監督総監は陸軍主計総監に、陸軍監督監は陸軍主計監に、陸軍一等監督は陸軍一等主計正に、陸軍二等監督は陸軍一等主計正に、陸軍三等監督は陸軍三等主計正に、陸軍一等副監督・陸軍一等軍吏は陸軍一等主計に、陸軍二等副監督・陸軍二等軍吏は陸軍二等主計に、陸軍三等副監督・陸軍三等軍吏は陸軍三等主計に各辞令書を用いずに任ぜられたものとした。
| 経理部将官相当官 | 陸軍主計総監   |
| 経理部将官相当官 | 陸軍主計監     |
| 経理部上長官     | 陸軍一等主計正 |
| 経理部上長官     | 陸軍二等主計正 |
| 経理部上長官     | 陸軍三等主計正 |
| 経理部士官       | 陸軍一等主計   |
| 経理部士官       | 陸軍二等主計   |
| 経理部士官       | 陸軍三等主計   |

1904年（明治37年）9月5日勅令第199号により陸軍武官官等表を改正し、経理部准士官及び陸軍上等計手を削除し、附則により発布の際における陸軍上等計手はなおその官を保有させてその制服及び身分取り扱いは全て従前の規定によるとした。
1904年（明治37年）12月13日勅令第236号により陸軍武官官等表を改正し、各兵科下士の欄の中から陸軍各兵科縫・靴工長、陸軍屯田歩兵・騎兵・砲兵・工兵曹長以下を削る。
1904年（明治37年）2月から1905年（明治38年）9月にかけて日露戦争があった。
1907年（明治40年）10月11日軍令陸第5号により陸軍兵卒等級表を改正し、備考欄により経理部・衛生部兵卒に関する改正は明治41年12月1日より施行とし、明治41年12月1日において予備役・後備役の一等縫工・二等縫工・一等靴工・二等靴工であるものは別に命令なくして相当等級の縫工卒・靴工卒であるものとし、明治41年12月1日において看護手であるものは別に命令なくして上等看護卒であるものとし、砲兵助卒・砲兵輸卒は後備役が終わるまでその名称を有するとした 。また、看護卒は別に命令なくして二等看護卒であるものとした。
| 兵科各部 | 憲兵科 | 歩兵科 | 騎兵科 | 砲兵科 | 工兵科 | 輜重兵科 | 輜重兵科 | 経理部     | 経理部     | 衛生部     | 軍楽部 |
| -------- | ------ | ------ | ------ | ------ | ------ | -------- | -------- | ---------- | ---------- | ---------- | ------ |
| 一級     | 上等兵 | 上等兵 | 上等兵 | 上等兵 | 上等兵 | 上等兵   | 上等兵   | 上等縫工卒 | 上等靴工卒 | 上等看護卒 | 楽手補 |
| 二級     |        | 一等卒 | 一等卒 | 一等卒 | 一等卒 | 一等卒   | 一等卒   | 一等縫工卒 | 一等靴工卒 | 一等看護卒 |        |
| 三級     |        | 二等卒 | 二等卒 | 二等卒 | 二等卒 | 二等卒   | 輸卒     | 二等縫工卒 | 二等靴工卒 | 二等看護卒 |        |

1909年（明治42年）1月27日勅令第2号により陸軍武官官等表を改正し、再び経理部准士官に陸軍上等計手を設け、新たに衛生部准士官として陸軍上等看護長を設け、軍楽部士官を進めて中尉相当官を陸軍一等楽長とし、少尉相当を陸軍二等楽長として、附則により別に辞令書を交付しない陸軍楽長は陸軍二等楽長とした。
| 経理部士官   | 陸軍一等主計 | 衛生部士官   | 陸軍一等軍医   | 陸軍一等薬剤官 | 獣医部士官 | 陸軍一等獣医 |              |              |
| 経理部士官   | 陸軍二等主計 | 衛生部士官   | 陸軍二等軍医   | 陸軍二等薬剤官 | 獣医部士官 | 陸軍二等獣医 | 軍楽部士官   | 陸軍一等楽長 |
| 経理部士官   | 陸軍三等主計 | 衛生部士官   | 陸軍三等軍医   | 陸軍三等薬剤官 | 獣医部士官 | 陸軍三等獣医 | 軍楽部士官   | 陸軍二等楽長 |
| 経理部准士官 | 陸軍上等計手 | 衛生部准士官 | 陸軍上等看護長 | 陸軍上等看護長 |            |              | 軍楽部准士官 | 陸軍楽長補   |

1910年（明治43年）6月17日に文武判任官等級令（明治43年勅令第267号）を定めて文武判任官等級表を廃止して、判任官の等級を4等に分けて一等から四等までとした。
|      | 陸軍准士官及び下士         | 陸軍准士官及び下士 |
| ---- | -------------------------- | ------------------ |
| 一等 | 陸軍各兵特務曹長及び相当官 | 陸軍砲工兵上等工長 |
| 二等 | 陸軍各兵曹長及び相当官     | 陸軍各兵一等諸工長 |
| 三等 | 陸軍各兵軍曹及び相当官     | 陸軍各兵二等諸工長 |
| 四等 | 陸軍各兵伍長及び相当官     | 陸軍各兵三等諸工長 |

1912年（明治45年）2月24日勅令第8号により陸軍武官官等表を改正し、陸軍騎・砲・輜重兵一等蹄鉄工長、同二等蹄鉄工長、同三等蹄鉄工長を廃止して獣医部下士に陸軍一・二・三等蹄鉄工長を置き、附則により陸軍騎・砲・輜重兵一等蹄鉄工長、同二等蹄鉄工長、同三等蹄鉄工長は別に辞令書を用いずに、陸軍一等蹄鉄工長・陸軍二等蹄鉄工長・陸軍三等蹄鉄工長に任ぜられたものとした。
| 各兵科下士 | 陸軍憲兵曹長 | 陸軍歩兵曹長 | 陸軍騎兵曹長 | 陸軍砲兵曹長 | 陸軍砲兵一等鞍工長 | 陸軍砲兵一等銃工長 | 陸軍砲兵一等木工長 | 陸軍砲兵一等鍛工長 | 陸軍工兵曹長 | 陸軍輜重兵曹長 | 経理部下士 | 陸軍一等計手 | 陸軍一等縫工長 | 陸軍一等靴工長 | 衛生部下士 | 陸軍一等看護長 | 獣医部下士 | 陸軍一等蹄鉄工長 | 軍楽部下士 | 陸軍一等楽手 |
| 各兵科下士 | 陸軍憲兵軍曹 | 陸軍歩兵軍曹 | 陸軍騎兵軍曹 | 陸軍砲兵軍曹 | 陸軍砲兵二等鞍工長 | 陸軍砲兵二等銃工長 | 陸軍砲兵二等木工長 | 陸軍砲兵二等鍛工長 | 陸軍工兵軍曹 | 陸軍輜重兵軍曹 | 経理部下士 | 陸軍二等計手 | 陸軍二等縫工長 | 陸軍二等靴工長 | 衛生部下士 | 陸軍二等看護長 | 獣医部下士 | 陸軍二等蹄鉄工長 | 軍楽部下士 | 陸軍二等楽手 |
| 各兵科下士 | 陸軍憲兵伍長 | 陸軍歩兵伍長 | 陸軍騎兵伍長 | 陸軍砲兵伍長 | 陸軍砲兵三等鞍工長 | 陸軍砲兵三等銃工長 | 陸軍砲兵三等木工長 | 陸軍砲兵三等鍛工長 | 陸軍工兵伍長 | 陸軍輜重兵伍長 | 経理部下士 | 陸軍三等計手 | 陸軍三等縫工長 | 陸軍三等靴工長 | 衛生部下士 | 陸軍三等看護長 | 獣医部下士 | 陸軍三等蹄鉄工長 | 軍楽部下士 | 陸軍三等楽手 |

1914年（大正3年）6月29日勅令第139号により陸軍武官官等表を改正し、獣医部准士官を設け陸軍上等蹄鉄工長を置いた。
| 獣医部准士官 | 陸軍上等蹄鉄工長 |

1914年（大正3年）7月28日から第一次世界大戦が始まる。
1915年（大正4年）9月1日に大正4年勅令第155号を施行して陸軍武官官等表を改正し、衛生部下士に陸軍一・二・三等磨工を置いた。
このとき大正4年軍令陸第8号により陸軍兵卒等級表の中を改正し、衛生部の行の看護卒の次に上等磨工卒・一等磨工卒・二等磨工卒を加えた。
| 衛生部下士 | 陸軍一等看護長 | 陸軍一等磨工長 |
| 衛生部下士 | 陸軍二等看護長 | 陸軍二等磨工長 |
| 衛生部下士 | 陸軍三等看護長 | 陸軍三等磨工長 |

| 兵科各部 | 衛生部     | 衛生部     |
| -------- | ---------- | ---------- |
| 一級     | 上等看護卒 | 上等磨工卒 |
| 二級     | 一等看護卒 | 一等磨工卒 |
| 三級     | 二等看護卒 | 二等磨工卒 |

1917年（大正6年）8月1日勅令第95号により陸軍武官官等表を改正し、各兵科尉官（士官）の欄の憲兵科を除く陸軍各兵少尉の区画に陸軍各兵准尉を加えた。
このとき、高等官官等俸給令の別表第一表（文武高等官官等表）の陸軍省の部を改めた。
| 各兵科尉官 （士官） | 陸軍歩兵少尉 | 陸軍歩兵准尉 | 陸軍騎兵少尉 | 陸軍騎兵准尉 | 陸軍砲兵少尉 | 陸軍砲兵准尉 | 陸軍工兵少尉 | 陸軍工兵准尉 | 陸軍輜重兵少尉 | 陸軍輜重兵准尉 |

| 官等＼官庁 | 官等＼官庁 | 陸軍省   | 陸軍省   | 陸軍省         |
| ---------- | ---------- | -------- | -------- | -------------- |
| 勅任       | 親任       | 陸軍大将 | 陸軍大将 | 陸軍大将       |
| 勅任       | 一等       | 陸軍中将 | 陸軍中将 | 陸軍中将相当官 |
| 勅任       | 二等       | 陸軍少将 | 陸軍少将 | 陸軍少将相当官 |
| 奏任       | 三等       | 陸軍大佐 | 陸軍大佐 | 陸軍大佐相当官 |
| 奏任       | 四等       | 陸軍中佐 | 陸軍中佐 | 陸軍中佐相当官 |
| 奏任       | 五等       | 陸軍少佐 | 陸軍少佐 | 陸軍少佐相当官 |
| 奏任       | 六等       | 陸軍大尉 | 陸軍大尉 | 陸軍大尉相当官 |
| 奏任       | 七等       | 陸軍中尉 | 陸軍中尉 | 陸軍中尉相当官 |
| 奏任       | 八等       | 陸軍少尉 | 陸軍准尉 | 陸軍少尉相当官 |
| 奏任       | 九等       |          |          |                |

1918年（大正7年）3月26日勅令第27号により陸軍武官官等表を改正し、衛生部将官相当官の欄の陸軍軍医監の区画に陸軍薬剤監を加え、獣医部上長官の上に獣医部将官相当官を設けて陸軍獣医監を加え、ともに少将相当官とした。
| 衛生部将官相当官 | 陸軍軍医監 | 陸軍薬剤監 | 獣医部将官相当官 | 陸軍獣医監 |

1918年（大正7年）8月12日にシベリア出兵する。
1918年（大正7年）11月11日に第一次世界大戦が終わる。
1920年（大正9年）4月10日軍令陸第3号により陸軍兵卒等級表の中を改正し、衛生部の行の二等磨工卒の次に補助看護卒を加えた。
| 兵科各部 | 衛生部     | 衛生部     | 衛生部     |
| -------- | ---------- | ---------- | ---------- |
| 三級     | 二等看護卒 | 二等磨工卒 | 補助看護卒 |

1920年（大正9年）8月10日に大正9年勅令第241号を施行して陸軍武官官等表を改正し、各兵科尉官（士官）の欄の陸軍歩騎砲工輜重兵准尉を削除し、各兵科下士の欄の陸軍砲兵曹長の列の次に陸軍砲兵一・二・三等火工長を加え、陸軍砲兵一・二・三等木工長を削り、陸軍工兵曹長の列の次に陸軍工兵一・二・三等木工長・陸軍工兵一・二・三等機工長・陸軍工兵一・二・三等電工長を加え、経理部准士官の欄の陸軍上等計手の次に陸軍上等縫・靴工長を加え、衛生部准士官の欄の陸軍上等看護長の次に陸軍上等磨工長を加え、附則により陸軍砲兵一等木工長・陸軍砲兵二等木工長または陸軍砲兵三等木工長である者は各陸軍工兵一等木工長・陸軍工兵二等木工長または陸軍工兵三等木工長に特にこれを任用することができ、別に辞令書を用いないときは各同俸給を以てこれに任ぜられたものとした。
このとき、高等官官等俸給令の別表第一表（文武高等官官等表）の陸軍省の部の陸軍准尉を削る 。
| 各兵科尉官 （士官） | 陸軍歩兵少尉 | 陸軍騎兵少尉 | 陸軍砲兵少尉 | 陸軍工兵少尉 | 陸軍輜重兵少尉 |

| 各兵科下士 | 陸軍砲兵曹長 | 陸軍砲兵一等火工長 | 陸軍砲兵一等鞍工長 | 陸軍砲兵一等銃工長 | 陸軍砲兵一等鍛工長 | 陸軍工兵曹長 | 陸軍工兵一等木工長 | 陸軍工兵一等機工長 | 陸軍工兵一等電工長 |
| 各兵科下士 | 陸軍砲兵軍曹 | 陸軍砲兵二等火工長 | 陸軍砲兵二等鞍工長 | 陸軍砲兵二等銃工長 | 陸軍砲兵二等鍛工長 | 陸軍工兵軍曹 | 陸軍工兵二等木工長 | 陸軍工兵二等機工長 | 陸軍工兵二等電工長 |
| 各兵科下士 | 陸軍砲兵伍長 | 陸軍砲兵三等火工長 | 陸軍砲兵三等鞍工長 | 陸軍砲兵三等銃工長 | 陸軍砲兵三等鍛工長 | 陸軍工兵伍長 | 陸軍工兵三等木工長 | 陸軍工兵三等木工長 | 陸軍工兵三等機工長 |

| 経理部准士官 | 陸軍上等計手 | 陸軍上等縫工長 | 陸軍上等靴工長 | 衛生部准士官 | 陸軍上等看護長 | 陸軍上等磨工長 |

1921年（大正10年）4月1日に大正10年勅令第55号を施行して陸軍武官官等表を改正し、軍楽部士官を大尉相当官に進めて陸軍一・二・三等楽長を置き、附則により陸軍一等楽長または陸軍二等楽長である者は別に辞令書を交付しないときは各陸軍二等楽長または陸軍三等楽長に任ぜれたものとした。
| 軍楽部士官 | 陸軍一等楽長 |
| 軍楽部士官 | 陸軍二等楽長 |
| 軍楽部士官 | 陸軍三等楽長 |

1922年（大正11年）4月1日に大正11年勅令第56号を施行して陸軍武官官等表を改正し、衛生部士官の欄の陸軍一等薬剤官の列の次に陸軍一・二・三等看護官を置いた。
| 衛生部士官 | 陸軍一等軍医 | 陸軍一等薬剤官 | 陸軍一等看護官 |
| 衛生部士官 | 陸軍二等軍医 | 陸軍二等薬剤官 | 陸軍二等看護官 |
| 衛生部士官 | 陸軍三等軍医 | 陸軍三等薬剤官 | 陸軍三等看護官 |

1922年（大正11年）10月にシベリアから撤兵した。
1922年（大正11年）12月1日に大正11年軍令陸第11号を施行して陸軍兵卒等級表の中を改正し、経理部の行を削り附則により縫・靴工卒である者はその後備役を終わるまで現に有する等級の縫・靴工卒であるものとした。
1925年（大正14年）1月13日勅令第2号により陸軍武官官等表を改正し、獣医部将官相当官を中将相当官に進めて陸軍獣医監の上に陸軍獣医総監を置いた。
|                  |              |
| 獣医部将官相当官 | 陸軍獣医総監 |
| 獣医部将官相当官 | 陸軍獣医監   |

1925年（大正14年）5月1日に大正14年勅令第160号を施行して陸軍武官官等表を改正し、航空兵を独立した兵科として、陸軍工兵大佐の項の次に陸軍航空兵大佐から陸軍航空兵伍長までを加えた。
また、大正14年軍令陸第6号により陸軍兵卒等級表を改正し、工兵科の行の次に航空兵科を設け、上等兵・一等卒・二等卒を置いた。
| 各兵科佐官 （上長官） | 陸軍航空兵大佐     |
| 各兵科佐官 （上長官） | 陸軍航空兵中佐     |
| 各兵科佐官 （上長官） | 陸軍航空兵少佐     |
| 各兵科尉官 （士官）   | 陸軍航空兵大尉     |
| 各兵科尉官 （士官）   | 陸軍航空兵中尉     |
| 各兵科尉官 （士官）   | 陸軍航空兵少尉     |
| 各兵科准士官          | 陸軍航空兵特務曹長 |
| 各兵科下士            | 陸軍航空兵曹長     |
| 各兵科下士            | 陸軍航空兵軍曹     |
| 各兵科下士            | 陸軍航空兵伍長     |

| 兵科各部 | 憲兵科 | 歩兵科 | 騎兵科 | 砲兵科 | 工兵科 | 航空兵科 | 輜重兵科 | 輜重兵科 | 衛生部     | 衛生部     | 衛生部     | 軍楽部 |
| -------- | ------ | ------ | ------ | ------ | ------ | -------- | -------- | -------- | ---------- | ---------- | ---------- | ------ |
| 一級     | 上等兵 | 上等兵 | 上等兵 | 上等兵 | 上等兵 | 上等兵   | 上等兵   | 上等兵   | 上等看護卒 | 上等看護卒 | 上等磨工卒 | 楽手補 |
| 二級     |        | 一等卒 | 一等卒 | 一等卒 | 一等卒 | 一等卒   | 一等卒   | 一等卒   | 一等看護卒 | 一等看護卒 | 一等磨工卒 |        |
| 三級     |        | 二等卒 | 二等卒 | 二等卒 | 二等卒 | 二等卒   | 二等卒   | 輸卒     | 二等看護卒 | 二等磨工卒 | 補助看護卒 |        |

1929年（昭和4年）7月30日勅令第251号により陸軍武官官等表を改正し、薬剤官を中将相当官に進めて衛生部将官相当官の欄の陸軍軍医総監の次に陸軍薬剤総監を加えた。
| 衛生部将官相当官 | 陸軍軍医総監 | 陸軍薬剤総監 |
| 衛生部将官相当官 | 陸軍軍医監   | 陸軍薬剤監   |

1931年（昭和6年）9月18日に満洲事変が起こる。
1931年（昭和6年）11月10日に昭和6年勅令第270号を施行して陸軍武官官等表を改正し、下士を下士官と改めた。
また、昭和6年勅令第271号を施行して陸軍兵等級表を定め、附則の表の上欄に掲げる者は各その相当の下欄に掲げる者とし、現に後備役上等縫工卒・一等縫工卒・二等縫工卒または後備役上等靴工卒・一等靴工卒・二等靴工卒である者は各その後備役を終えるまで現に有する等級の後備役縫工兵または後備役靴工兵であるものとした、昭和6年勅令第272号を施行して陸軍兵の名称を改正し、勅令の上欄に掲げる者は各その相当の下欄に掲げる者とした。
| 兵科各部 | 憲兵科 | 歩兵科 | 騎兵科 | 砲兵科 | 工兵科 | 航空兵科 | 輜重兵科 | 輜重兵科 | 衛生部     | 衛生部     | 衛生部     | 軍楽部 |
| -------- | ------ | ------ | ------ | ------ | ------ | -------- | -------- | -------- | ---------- | ---------- | ---------- | ------ |
| 一級     | 上等兵 | 上等兵 | 上等兵 | 上等兵 | 上等兵 | 上等兵   | 上等兵   | 上等兵   | 上等看護兵 | 上等看護兵 | 上等磨工兵 | 楽手補 |
| 二級     |        | 一等兵 | 一等兵 | 一等兵 | 一等兵 | 一等兵   | 一等兵   | 一等兵   | 一等看護兵 | 一等看護兵 | 一等磨工兵 |        |
| 三級     |        | 二等兵 | 二等兵 | 二等兵 | 二等兵 | 二等兵   | 二等兵   | 特務兵   | 二等看護兵 | 二等磨工兵 | 補助看護兵 |        |

| 兵卒 | 一等卒 | 二等卒 | 輜重輸卒   | 上等看護卒 | 上等磨工卒 | 一等看護卒 | 一等磨工卒 | 二等看護卒 | 二等磨工卒 | 補助看護卒 |
| 兵   | 一等兵 | 二等兵 | 輜重特務兵 | 上等看護兵 | 上等磨工兵 | 一等看護兵 | 一等磨工兵 | 二等看護兵 | 二等磨工兵 | 補助看護兵 |

| 輜重輸卒   | 看護卒 | 補助看護卒 | 磨工卒 | 工卒   | 蹄鉄工卒 | 縫工卒 | 靴工卒 | 教化卒 |
| 輜重特務兵 | 看護兵 | 補助看護兵 | 磨工兵 | 工務兵 | 蹄鉄工兵 | 縫工兵 | 靴工兵 | 教化兵 |

1932年（昭和7年）1月28日に第一次上海事変が起こる。
1932年（昭和7年）3月1日から日ソ国境紛争が始る。
1936年（昭和11年）7月31日勅令第248号により「陸軍兵等級」を「陸軍兵の兵科部、兵種及び等級」に改め表を改正し、附則により改正勅令施行の際に現に航空兵科の気球兵で在る者は砲兵科の気球兵となったものとした。
| 兵科部 | 憲兵科 | 歩兵科 | 歩兵科 | 騎兵科 | 砲兵科 | 砲兵科 | 砲兵科 | 砲兵科     | 砲兵科 | 砲兵科   | 砲兵科 | 工兵科 | 工兵科 | 工兵科 | 航空兵科 | 輜重兵科 | 輜重兵科     | 衛生部     | 衛生部     | 衛生部     | 軍楽部 |
| ------ | ------ | ------ | ------ | ------ | ------ | ------ | ------ | ---------- | ------ | -------- | ------ | ------ | ------ | ------ | -------- | -------- | ------------ | ---------- | ---------- | ---------- | ------ |
| 兵種   |        | 歩兵   | 戦車兵 | 騎兵   | 野砲兵 | 山砲兵 | 騎砲兵 | 野戦重砲兵 | 重砲兵 | 高射砲兵 | 気球兵 | 工兵   | 鉄道兵 | 電信兵 | 飛行兵   | 輜重兵   | 輜重兵特務兵 | 看護兵     | 磨工兵     | 補助看護兵 |        |
| 一級   | 上等兵 | 上等兵 | 上等兵 | 上等兵 | 上等兵 | 上等兵 | 上等兵 | 上等兵     | 上等兵 | 上等兵   | 上等兵 | 上等兵 | 上等兵 | 上等兵 | 上等兵   | 上等兵   |              | 上等看護兵 | 上等磨工兵 |            | 楽手補 |
| 二級   |        | 一等兵 | 一等兵 | 一等兵 | 一等兵 | 一等兵 | 一等兵 | 一等兵     | 一等兵 | 一等兵   | 一等兵 | 一等兵 | 一等兵 | 一等兵 | 一等兵   | 一等兵   |              | 一等看護兵 | 一等磨工兵 |            |        |
| 三級   |        | 二等兵 | 二等兵 | 二等兵 | 二等兵 | 二等兵 | 二等兵 | 二等兵     | 二等兵 | 二等兵   | 二等兵 | 二等兵 | 二等兵 | 二等兵 | 二等兵   | 二等兵   | 特務兵       | 二等看護兵 | 二等磨工兵 | 補助看護兵 |        |

### 昭和12年の陸軍
1937年（昭和12年）2月15日に昭和12年勅令第12号を施行して陸軍武官官等表を改正し、将校相当官の名称を各部将校と改め、その官名並びに砲工兵諸工長及び各部准士官、下士官の官名を各兵科のものに一致させるように改正し、かつ准士官はこれを一律に准尉として、附則により現に附則第2項の表の上欄に掲げる官に在る者は辞令を用いず各その相当の下欄に掲げる官に任ぜられたものとし、従前の法令の中で附則第2項の表の上欄に掲げる官に関する規定は各その相当の下欄に掲げる官にこれを適用するとし、また従前の法令の中で附則第3項の表の上欄に掲げる者に関する規定は各その相当の下欄に掲げる者にこれを適用するとした。
昭和12年勅令第13号を施行して陸軍兵科部、兵種及び等級表の衛生部の項及び軍楽部の項を改正し、附則により現に附則第2項の表の上欄に掲げる者は各その相当の下欄に掲げる者とし、従前の法令の中で附則第2項の表の上欄に掲げる者に関する規定は各その相当の下欄に掲げる者にこれを適用するとし、従前の法令の中で附則第3項の表の上欄に掲げる者に関する規定は各その相当の下欄に掲げる者にこれを適用するとした。
このとき高等官官等俸給令と文武判任官等級令も改正している。
| 将官         | 陸軍大将     | 陸軍大将     | 陸軍大将     | 陸軍大将     | 陸軍大将     | 陸軍大将     | 陸軍大将         | 陸軍大将         | 陸軍大将     | 陸軍大将     | 陸軍大将         | 陸軍大将         | 陸軍大将       | 陸軍大将       |              |              |              |              |              |              |              |              |              |                |                |              |              |
| 将官         | 陸軍中将     | 陸軍中将     | 陸軍中将     | 陸軍中将     | 陸軍中将     | 陸軍中将     | 陸軍中将         | 陸軍中将         | 陸軍中将     | 陸軍中将     | 陸軍中将         | 陸軍中将         | 陸軍中将       | 陸軍中将       | 経理部将官   | 陸軍主計中将 | 陸軍主計中将 | 陸軍主計中将 | 衛生部将官   | 陸軍軍医中将 | 陸軍軍医中将 | 陸軍薬剤中将 | 獣医部将官   | 陸軍獣医中将   | 陸軍獣医中将   |              |              |
| 将官         | 陸軍少将     | 陸軍少将     | 陸軍少将     | 陸軍少将     | 陸軍少将     | 陸軍少将     | 陸軍少将         | 陸軍少将         | 陸軍少将     | 陸軍少将     | 陸軍少将         | 陸軍少将         | 陸軍少将       | 陸軍少将       | 経理部将官   | 陸軍主計少将 | 陸軍主計少将 | 陸軍主計少将 | 衛生部将官   | 陸軍軍医少将 | 陸軍軍医少将 | 陸軍薬剤少将 | 獣医部将官   | 陸軍獣医少将   | 陸軍獣医少将   |              |              |
| 各兵科佐官   | 陸軍憲兵大佐 | 陸軍歩兵大佐 | 陸軍騎兵大佐 | 陸軍砲兵大佐 | 陸軍砲兵大佐 | 陸軍砲兵大佐 | 陸軍砲兵大佐     | 陸軍砲兵大佐     | 陸軍工兵大佐 | 陸軍工兵大佐 | 陸軍工兵大佐     | 陸軍工兵大佐     | 陸軍航空兵大佐 | 陸軍輜重兵大佐 | 経理部佐官   | 陸軍主計大佐 | 陸軍主計大佐 | 陸軍主計大佐 | 衛生部佐官   | 陸軍軍医大佐 | 陸軍軍医大佐 | 陸軍薬剤大佐 | 獣医部佐官   | 陸軍獣医大佐   | 陸軍獣医大佐   |              |              |
| 各兵科佐官   | 陸軍憲兵中佐 | 陸軍歩兵中佐 | 陸軍騎兵中佐 | 陸軍砲兵中佐 | 陸軍砲兵中佐 | 陸軍砲兵中佐 | 陸軍砲兵中佐     | 陸軍砲兵中佐     | 陸軍工兵中佐 | 陸軍工兵中佐 | 陸軍工兵中佐     | 陸軍工兵中佐     | 陸軍航空兵中佐 | 陸軍輜重兵中佐 | 経理部佐官   | 陸軍主計中佐 | 陸軍主計中佐 | 陸軍主計中佐 | 衛生部佐官   | 陸軍軍医中佐 | 陸軍軍医中佐 | 陸軍薬剤中佐 | 獣医部佐官   | 陸軍獣医中佐   | 陸軍獣医中佐   |              |              |
| 各兵科佐官   | 陸軍憲兵少佐 | 陸軍歩兵少佐 | 陸軍騎兵少佐 | 陸軍砲兵少佐 | 陸軍砲兵少佐 | 陸軍砲兵少佐 | 陸軍砲兵少佐     | 陸軍砲兵少佐     | 陸軍工兵少佐 | 陸軍工兵少佐 | 陸軍工兵少佐     | 陸軍工兵少佐     | 陸軍航空兵少佐 | 陸軍輜重兵少佐 | 経理部佐官   | 陸軍主計少佐 | 陸軍主計少佐 | 陸軍主計少佐 | 衛生部佐官   | 陸軍軍医少佐 | 陸軍軍医少佐 | 陸軍薬剤少佐 | 獣医部佐官   | 陸軍獣医少佐   | 陸軍獣医少佐   |              |              |
| 各兵科尉官   | 陸軍憲兵大尉 | 陸軍歩兵大尉 | 陸軍騎兵大尉 | 陸軍砲兵大尉 | 陸軍砲兵大尉 | 陸軍砲兵大尉 | 陸軍砲兵大尉     | 陸軍砲兵大尉     | 陸軍工兵大尉 | 陸軍工兵大尉 | 陸軍工兵大尉     | 陸軍工兵大尉     | 陸軍航空兵大尉 | 陸軍輜重兵大尉 | 経理部尉官   | 陸軍主計大尉 | 陸軍主計大尉 | 陸軍主計大尉 | 衛生部尉官   | 陸軍軍医大尉 | 陸軍薬剤大尉 | 陸軍衛生大尉 | 獣医部尉官   | 陸軍獣医大尉   | 陸軍獣医務大尉 | 軍楽部尉官   | 陸軍軍楽大尉 |
| 各兵科尉官   | 陸軍憲兵中尉 | 陸軍歩兵中尉 | 陸軍騎兵中尉 | 陸軍砲兵中尉 | 陸軍砲兵中尉 | 陸軍砲兵中尉 | 陸軍砲兵中尉     | 陸軍砲兵中尉     | 陸軍工兵中尉 | 陸軍工兵中尉 | 陸軍工兵中尉     | 陸軍工兵中尉     | 陸軍航空兵中尉 | 陸軍輜重兵中尉 | 経理部尉官   | 陸軍主計中尉 | 陸軍主計中尉 | 陸軍主計中尉 | 衛生部尉官   | 陸軍軍医中尉 | 陸軍薬剤中尉 | 陸軍衛生中尉 | 獣医部尉官   | 陸軍獣医中尉   | 陸軍獣医務中尉 | 軍楽部尉官   | 陸軍軍楽中尉 |
| 各兵科尉官   | 陸軍憲兵少尉 | 陸軍歩兵少尉 | 陸軍騎兵少尉 | 陸軍砲兵少尉 | 陸軍砲兵少尉 | 陸軍砲兵少尉 | 陸軍砲兵少尉     | 陸軍砲兵少尉     | 陸軍工兵少尉 | 陸軍工兵少尉 | 陸軍工兵少尉     | 陸軍工兵少尉     | 陸軍航空兵少尉 | 陸軍輜重兵少尉 | 経理部尉官   | 陸軍主計少尉 | 陸軍主計少尉 | 陸軍主計少尉 | 衛生部尉官   | 陸軍軍医少尉 | 陸軍薬剤少尉 | 陸軍衛生少尉 | 獣医部尉官   | 陸軍獣医少尉   | 陸軍獣医務少尉 | 軍楽部尉官   | 陸軍軍楽少尉 |
| 各兵科准士官 | 陸軍憲兵准尉 | 陸軍歩兵准尉 | 陸軍騎兵准尉 | 陸軍砲兵准尉 | 陸軍砲兵准尉 | 陸軍砲兵准尉 | 陸軍砲兵技術准尉 | 陸軍砲兵技術准尉 | 陸軍工兵准尉 | 陸軍工兵准尉 | 陸軍工兵技術准尉 | 陸軍工兵技術准尉 | 陸軍航空兵准尉 | 陸軍輜重兵准尉 | 経理部准士官 | 陸軍主計准尉 | 陸軍縫工准尉 | 陸軍装工准尉 | 衛生部准士官 | 陸軍衛生准尉 | 陸軍衛生准尉 | 陸軍療工准尉 | 獣医部准士官 | 陸軍獣医務准尉 | 陸軍獣医務准尉 | 軍楽部准士官 | 陸軍軍楽准尉 |
| 各兵科下士官 | 陸軍憲兵曹長 | 陸軍歩兵曹長 | 陸軍騎兵曹長 | 陸軍砲兵曹長 | 陸軍火工曹長 | 陸軍鞍工曹長 | 陸軍銃工曹長     | 陸軍鍛工曹長     | 陸軍工兵曹長 | 陸軍木工曹長 | 陸軍機工曹長     | 陸軍電工曹長     | 陸軍航空兵曹長 | 陸軍輜重兵曹長 | 経理部下士官 | 陸軍主計曹長 | 陸軍縫工曹長 | 陸軍装工曹長 | 衛生部下士官 | 陸軍衛生曹長 | 陸軍衛生曹長 | 陸軍療工曹長 | 獣医部下士官 | 陸軍獣医務曹長 | 陸軍獣医務曹長 | 軍楽部下士官 | 陸軍軍楽曹長 |
| 各兵科下士官 | 陸軍憲兵軍曹 | 陸軍歩兵軍曹 | 陸軍騎兵軍曹 | 陸軍砲兵軍曹 | 陸軍火工軍曹 | 陸軍鞍工軍曹 | 陸軍銃工軍曹     | 陸軍鍛工軍曹     | 陸軍工兵軍曹 | 陸軍木工軍曹 | 陸軍機工軍曹     | 陸軍電工軍曹     | 陸軍航空兵軍曹 | 陸軍輜重兵軍曹 | 経理部下士官 | 陸軍主計軍曹 | 陸軍縫工軍曹 | 陸軍装工軍曹 | 衛生部下士官 | 陸軍衛生軍曹 | 陸軍衛生軍曹 | 陸軍療工軍曹 | 獣医部下士官 | 陸軍獣医務軍曹 | 陸軍獣医務軍曹 | 軍楽部下士官 | 陸軍軍楽軍曹 |
| 各兵科下士官 | 陸軍憲兵伍長 | 陸軍歩兵伍長 | 陸軍騎兵伍長 | 陸軍砲兵伍長 | 陸軍火工伍長 | 陸軍鞍工伍長 | 陸軍銃工伍長     | 陸軍鍛工伍長     | 陸軍工兵伍長 | 陸軍木工伍長 | 陸軍機工伍長     | 陸軍電工伍長     | 陸軍航空兵伍長 | 陸軍輜重兵伍長 | 経理部下士官 | 陸軍主計伍長 | 陸軍縫工伍長 | 陸軍装工伍長 | 衛生部下士官 | 陸軍衛生伍長 | 陸軍衛生伍長 | 陸軍療工伍長 | 獣医部下士官 | 陸軍獣医務伍長 | 陸軍獣医務伍長 | 軍楽部下士官 | 陸軍軍楽伍長 |

| 上欄                                           | 下欄                                       |
| ---------------------------------------------- | ------------------------------------------ |
| 陸軍憲（歩、騎、砲、工、航空、輜重）兵特務曹長 | 陸軍憲（歩、騎、砲、工、航空、輜重）兵准尉 |
| 陸軍砲（工）兵上等工長                         | 陸軍砲（工）兵技術准尉                     |
| 陸軍砲兵一（二、三）等火（鞍、銃、鍛）工長     | 陸軍火（鞍、銃、鍛）工曹長（軍曹、伍長）   |
| 陸軍工兵一（二、三）等木（機、電）工長         | 陸軍木（機、電）工曹長（軍曹、伍長）       |
| 陸軍主計総監（監）                             | 陸軍主計中（少）将                         |
| 陸軍一（二、三）等主計正                       | 陸軍主計大（中、少）佐                     |
| 陸軍一（二、三）等主計                         | 陸軍主計大（中、少）尉                     |
| 陸軍上（一、二、三）等計手                     | 陸軍主計准尉（曹長、軍曹、伍長）           |
| 陸軍上（一、二、三）等縫（靴）工長             | 陸軍縫（装）工准尉（曹長、軍曹、伍長）     |
| 陸軍軍医総監（監）                             | 陸軍軍医中（少）将                         |
| 陸軍薬剤総監（監）                             | 陸軍薬剤中（少）将                         |
| 陸軍一（二、三）等軍医正                       | 陸軍軍医大（中、少）佐                     |
| 陸軍一（二、三）等薬剤正                       | 陸軍薬剤大（中、少）佐                     |
| 陸軍一（二、三）等軍医                         | 陸軍軍医大（中、少）尉                     |
| 陸軍一（二、三）等薬剤官                       | 陸軍薬剤大（中、少）尉                     |
| 陸軍一（二、三）等看護官                       | 陸軍衛生大（中、少）尉                     |
| 陸軍上（一、二、三）等看護長                   | 陸軍衛生准尉（曹長、軍曹、伍長）           |
| 陸軍上（一、二、三）等磨工長                   | 陸軍療工准尉（曹長、軍曹、伍長）           |
| 陸軍獣医総監（監）                             | 陸軍獣医中（少）将                         |
| 陸軍一（二、三）等獣医正                       | 陸軍獣医大（中、少）佐                     |
| 陸軍一（二、三）等獣医                         | 陸軍獣医大（中、少）尉                     |
| 陸軍上（一、二、三）等蹄鉄工長                 | 陸軍獣医務准尉（曹長、軍曹、伍長）         |
| 陸軍一（二、三）等楽長                         | 陸軍軍楽大（中、少）尉                     |
| 陸軍楽長補                                     | 陸軍軍楽准尉                               |
| 陸軍一（二、三）等楽手                         | 陸軍軍楽曹長（軍曹、伍長）                 |

| 上長官 | 士官 | 砲（工）兵工長               | 将官相当官 | 中（少）将相当官 | 佐官相当官 | 大（中、少）佐相当官 | 尉官相当官 | 大（中、少）尉相当官 | 将校相当官 | 主計正   | 主計     | 計手               | 縫（靴）工長             | 軍医正   | 薬剤正   | 軍医     | 薬剤官   | 看護官   | 看護長             | 磨工長             | 獣医正   | 獣医     | 蹄鉄工長             | 楽長     | 楽手       |
| 佐官   | 尉官 | 砲（工）兵技術准士官、下士官 | 各部将官   | 各部中（少）将   | 各部佐官   | 各部大（中、少）佐   | 各部尉官   | 各部大（中、少）尉   | 各部将校   | 主計佐官 | 主計尉官 | 主計准士官、下士官 | 縫（装）工准士官、下士官 | 軍医佐官 | 薬剤佐官 | 軍医尉官 | 薬剤尉官 | 衛生尉官 | 衛生准士官、下士官 | 療工准士官、下士官 | 獣医佐官 | 獣医尉官 | 獣医務准士官、下士官 | 軍楽尉官 | 軍楽下士官 |

| 兵科部 | 衛生部     | 衛生部     | 軍楽部     |
| ------ | ---------- | ---------- | ---------- |
| 兵種   | 衛生兵     | 補助衛生兵 |            |
| 一級   | 衛生上等兵 |            | 軍楽上等兵 |
| 二級   | 衛生一等兵 |            |            |
| 三級   | 衛生二等兵 | 補助衛生兵 |            |

| 上（一、二）等看護兵 | 上（一、二）等磨工兵 | 補助看護兵 | 楽手補     |
| 衛生上（一、二）等兵 | 衛生上（一、二）等兵 | 補助衛生兵 | 軍楽上等兵 |

| 看護兵 | 磨工兵 |
| 衛生兵 | 衛生兵 |

| 官等＼官庁 | 官等＼官庁 | 陸軍省         | 陸軍省       |
| ---------- | ---------- | -------------- | ------------ |
| 勅任       | 親任       | 陸軍大将       | 陸軍大将     |
| 勅任       | 一等       | 陸軍中将       | 陸軍各部中将 |
| 勅任       | 二等       | 陸軍少将       | 陸軍各部少将 |
| 奏任       | 三等       | 陸軍各兵科大佐 | 陸軍各部大佐 |
| 奏任       | 四等       | 陸軍各兵科中佐 | 陸軍各部中佐 |
| 奏任       | 五等       | 陸軍各兵科少佐 | 陸軍各部少佐 |
| 奏任       | 六等       | 陸軍各兵科大尉 | 陸軍各部大尉 |
| 奏任       | 七等       | 陸軍各兵科中尉 | 陸軍各部中尉 |
| 奏任       | 八等       | 陸軍各兵科少尉 | 陸軍各部少尉 |
| 奏任       | 九等       |                |              |

|      | 陸軍准士官及び下士官 | 陸軍准士官及び下士官 |
| ---- | -------------------- | -------------------- |
| 一等 | 陸軍各兵科准尉       | 陸軍各部准尉         |
| 二等 | 陸軍各兵科曹長       | 陸軍各部曹長         |
| 三等 | 陸軍各兵科軍曹       | 陸軍各部軍曹         |
| 四等 | 陸軍各兵科伍長       | 陸軍各部伍長         |

1937年（昭和12年）7月から支那事変、8月から第二次上海事変があり日中戦争が始る。
1937年（昭和12年）10月29日勅令第627号により陸軍兵科部、兵種及び等級表の輜重兵科の項及び衛生部の項を改正し、附則により現に輜重兵特務兵または補助衛生兵である者は各輜重兵特務二等兵または補助衛生二等兵となったものとした。
| 兵科部 | 輜重兵科 | 輜重兵科         | 衛生部     | 衛生部         |
| ------ | -------- | ---------------- | ---------- | -------------- |
| 兵種   | 輜重兵   | 輜重兵特務兵     | 衛生兵     | 補助衛生兵     |
| 一級   | 上等兵   |                  | 衛生上等兵 |                |
| 二級   | 一等兵   | 輜重兵特務一等兵 | 衛生一等兵 | 補助衛生一等兵 |
| 三級   | 二等兵   | 輜重兵特務二等兵 | 衛生二等兵 | 補助衛生二等兵 |

1938年（昭和13年）4月10日に昭和13年勅令第140号を施行し、陸軍兵科部、兵種及び等級表の歩兵科の兵種を改正して工機兵を加えた。
| 兵科部 | 歩兵科 | 歩兵科 | 歩兵科 |
| ------ | ------ | ------ | ------ |
| 兵種   | 歩兵   | 戦車兵 | 工機兵 |

1939年（昭和14年）3月24日勅令第74号により陸軍兵科部、兵種及び等級表の輜重兵科の項及び衛生部の項を改正し、附則により現に輜重兵特務兵である者は輜重兵、補助衛生兵である者は衛生兵、輜重兵特務一等兵もしくは輜重兵特務二等兵又は補助衛生一等兵もしくは補助衛生二等兵である者は、各輜重兵一等兵もしくは輜重兵二等兵又は衛生兵一等兵もしくは衛生兵二等兵となったものとした。
| 兵科部 | 輜重兵科 | 衛生部     |
| ------ | -------- | ---------- |
| 兵種   | 輜重兵   | 衛生兵     |
| 一級   | 上等兵   | 衛生上等兵 |
| 二級   | 一等兵   | 衛生一等兵 |
| 三級   | 二等兵   | 衛生二等兵 |

1940年（昭和15年）3月30日勅令第213号により陸軍武官官等表を改正し、衛生部に歯科医将校を加えた。
|            |              |              |                |                |
| 衛生部将官 | 陸軍軍医中将 | 陸軍軍医中将 | 陸軍薬剤中将   | 陸軍薬剤中将   |
| 衛生部将官 | 陸軍軍医少将 | 陸軍軍医少将 | 陸軍薬剤少将   | 陸軍歯科医少将 |
| 衛生部佐官 | 陸軍軍医大佐 | 陸軍軍医大佐 | 陸軍薬剤大佐   | 陸軍歯科医大佐 |
| 衛生部佐官 | 陸軍軍医中佐 | 陸軍軍医中佐 | 陸軍薬剤中佐   | 陸軍歯科医中佐 |
| 衛生部佐官 | 陸軍軍医少佐 | 陸軍軍医少佐 | 陸軍薬剤少佐   | 陸軍歯科医少佐 |
| 衛生部尉官 | 陸軍軍医大尉 | 陸軍薬剤大尉 | 陸軍歯科医大尉 | 陸軍衛生大尉   |
| 衛生部尉官 | 陸軍軍医中尉 | 陸軍薬剤中尉 | 陸軍歯科医中尉 | 陸軍衛生中尉   |
| 衛生部尉官 | 陸軍軍医少尉 | 陸軍薬剤少尉 | 陸軍歯科医少尉 | 陸軍衛生少尉   |

1940年（昭和15年）4月23日勅令第392号により陸軍兵科部、兵種及び等級表の憲兵科の兵種及び軍楽部の兵種を改正し、それぞれ空欄に憲兵科は憲兵、軍楽部は軍楽兵を加えた。
| 兵科部 | 憲兵科 | 軍楽部 |
| ------ | ------ | ------ |
| 兵種   | 憲兵   | 軍楽兵 |

### 昭和15年の陸軍
1940年（昭和15年）9月15日に昭和15年勅令第580号を施行して陸軍武官官等表を改正し、兵科の区分を廃止して新たに技術部を設け、附則により現に附則第2項の表の上欄に掲げる官に在る者は辞令を用いず各その相当の下欄に掲げる官に任ぜられたものとし、従前の法令の中で附則第2項の表の上欄に掲げる官に関する規定は各その相当の下欄に掲げる官にこれを適用するとし、また従前の法令の中で附則第3項の表の上欄に掲げる者に関する規定は各その相当の下欄に掲げる者にこれを適用するとした。
昭和15年勅令第581号を施行して陸軍兵等級表を改正し、陸軍兵の兵科及び兵種の区分を廃止し4等級に区分して兵長を加え、附則により現に附則第2項の表の上欄に掲げる者は各その相当の下欄に掲げる者とし、従前の法令の中で附則第2項の表の上欄に掲げる者に関する規定は各その相当の下欄に掲げる者にこれを適用するとし、従前の法令の中で附則第3項の表の上欄に掲げる者に関する規定は各その相当の下欄に掲げる者にこれを適用するとし、従前の憲兵上等兵は判任官の待遇とする規定は憲兵兵長にこれを適用することにした。
このとき高等官官等俸給令と文武判任官等級令も改正している。
| 区分   | 兵科     | 兵科         | 技術部       | 技術部       | 経理部       | 経理部       | 経理部       | 衛生部       | 衛生部       | 衛生部         | 衛生部       | 衛生部       | 獣医部       | 獣医部         | 軍楽部       |
| ------ | -------- | ------------ | ------------ | ------------ | ------------ | ------------ | ------------ | ------------ | ------------ | -------------- | ------------ | ------------ | ------------ | -------------- | ------------ |
| 将官   | 陸軍大将 | 陸軍大将     |              |              |              |              |              |              |              |                |              |              |              |                |              |
| 将官   | 陸軍中将 | 陸軍中将     | 陸軍兵技中将 | 陸軍航技中将 | 陸軍主計中将 | 陸軍主計中将 | 陸軍主計中将 | 陸軍軍医中将 | 陸軍薬剤中将 |                |              |              | 陸軍獣医中将 |                |              |
| 将官   | 陸軍少将 | 陸軍少将     | 陸軍兵技少将 | 陸軍航技少将 | 陸軍主計少将 | 陸軍主計少将 | 陸軍主計少将 | 陸軍軍医少将 | 陸軍薬剤少将 | 陸軍歯科医少将 |              |              | 陸軍獣医少将 |                |              |
| 佐官   | 陸軍大佐 | 陸軍憲兵大佐 | 陸軍兵技大佐 | 陸軍航技大佐 | 陸軍主計大佐 | 陸軍主計大佐 | 陸軍主計大佐 | 陸軍軍医大佐 | 陸軍薬剤大佐 | 陸軍歯科医大佐 |              |              | 陸軍獣医大佐 |                |              |
| 佐官   | 陸軍中佐 | 陸軍憲兵中佐 | 陸軍兵技中佐 | 陸軍航技中佐 | 陸軍主計中佐 | 陸軍主計中佐 | 陸軍主計中佐 | 陸軍軍医中佐 | 陸軍薬剤中佐 | 陸軍歯科医中佐 |              |              | 陸軍獣医中佐 |                |              |
| 佐官   | 陸軍少佐 | 陸軍憲兵少佐 | 陸軍兵技少佐 | 陸軍航技少佐 | 陸軍主計少佐 | 陸軍主計少佐 | 陸軍主計少佐 | 陸軍軍医少佐 | 陸軍薬剤少佐 | 陸軍歯科医少佐 |              |              | 陸軍獣医少佐 |                |              |
| 尉官   | 陸軍大尉 | 陸軍憲兵大尉 | 陸軍兵技大尉 | 陸軍航技大尉 | 陸軍主計大尉 | 陸軍主計大尉 | 陸軍主計大尉 | 陸軍軍医大尉 | 陸軍薬剤大尉 | 陸軍歯科医大尉 | 陸軍衛生大尉 | 陸軍衛生大尉 | 陸軍獣医大尉 | 陸軍獣医務大尉 | 陸軍軍楽大尉 |
| 尉官   | 陸軍中尉 | 陸軍憲兵中尉 | 陸軍兵技中尉 | 陸軍航技中尉 | 陸軍主計中尉 | 陸軍主計中尉 | 陸軍主計中尉 | 陸軍軍医中尉 | 陸軍薬剤中尉 | 陸軍歯科医中尉 | 陸軍衛生中尉 | 陸軍衛生中尉 | 陸軍獣医中尉 | 陸軍獣医務中尉 | 陸軍軍楽中尉 |
| 尉官   | 陸軍少尉 | 陸軍憲兵少尉 | 陸軍兵技少尉 | 陸軍航技少尉 | 陸軍主計少尉 | 陸軍主計少尉 | 陸軍主計少尉 | 陸軍軍医少尉 | 陸軍薬剤少尉 | 陸軍歯科医少尉 | 陸軍衛生少尉 | 陸軍衛生少尉 | 陸軍獣医少尉 | 陸軍獣医務少尉 | 陸軍軍楽少尉 |
| 准士官 | 陸軍准尉 | 陸軍憲兵准尉 | 陸軍兵技准尉 | 陸軍航技准尉 | 陸軍主計准尉 | 陸軍縫工准尉 | 陸軍装工准尉 |              |              |                | 陸軍衛生准尉 | 陸軍療工准尉 |              | 陸軍獣医務准尉 | 陸軍軍楽准尉 |
| 下士官 | 陸軍曹長 | 陸軍憲兵曹長 | 陸軍兵技曹長 | 陸軍航技曹長 | 陸軍主計曹長 | 陸軍縫工曹長 | 陸軍装工曹長 |              |              |                | 陸軍衛生曹長 | 陸軍療工曹長 |              | 陸軍獣医務曹長 | 陸軍軍楽曹長 |
| 下士官 | 陸軍軍曹 | 陸軍憲兵軍曹 | 陸軍兵技軍曹 | 陸軍航技軍曹 | 陸軍主計軍曹 | 陸軍縫工軍曹 | 陸軍装工軍曹 |              |              |                | 陸軍衛生軍曹 | 陸軍療工軍曹 |              | 陸軍獣医務軍曹 | 陸軍軍楽軍曹 |
| 下士官 | 陸軍伍長 | 陸軍憲兵伍長 | 陸軍兵技伍長 | 陸軍航技伍長 | 陸軍主計伍長 | 陸軍縫工伍長 | 陸軍装工伍長 |              |              |                | 陸軍衛生伍長 | 陸軍療工伍長 |              | 陸軍獣医務伍長 | 陸軍軍楽伍長 |

| 上欄                               | 下欄                         |
| ---------------------------------- | ---------------------------- |
| 陸軍歩兵大（中、少）佐             | 陸軍大（中、少）佐           |
| 陸軍騎兵大（中、少）佐             | 陸軍大（中、少）佐           |
| 陸軍砲兵大（中、少）佐             | 陸軍大（中、少）佐           |
| 陸軍工兵大（中、少）佐             | 陸軍大（中、少）佐           |
| 陸軍航空兵大（中、少）佐           | 陸軍大（中、少）佐           |
| 陸軍輜重兵大（中、少）佐           | 陸軍大（中、少）佐           |
| 陸軍歩兵大（中、少）尉             | 陸軍大（中、少）尉           |
| 陸軍騎兵大（中、少）尉             | 陸軍大（中、少）尉           |
| 陸軍砲兵大（中、少）尉             | 陸軍大（中、少）尉           |
| 陸軍工兵大（中、少）尉             | 陸軍大（中、少）尉           |
| 陸軍航空兵大（中、少）尉           | 陸軍大（中、少）尉           |
| 陸軍輜重兵大（中、少）尉           | 陸軍大（中、少）尉           |
| 陸軍歩兵准尉（曹長、軍曹、伍長）   | 陸軍准尉（曹長、軍曹、伍長） |
| 陸軍騎兵准尉（曹長、軍曹、伍長）   | 陸軍准尉（曹長、軍曹、伍長） |
| 陸軍砲兵准尉（曹長、軍曹、伍長）   | 陸軍准尉（曹長、軍曹、伍長） |
| 陸軍工兵准尉（曹長、軍曹、伍長）   | 陸軍准尉（曹長、軍曹、伍長） |
| 陸軍航空兵准尉（曹長、軍曹、伍長） | 陸軍准尉（曹長、軍曹、伍長） |
| 陸軍輜重兵准尉（曹長、軍曹、伍長） | 陸軍准尉（曹長、軍曹、伍長） |
| 陸軍砲兵技術准尉                   | 陸軍兵技准尉                 |
| 陸軍工兵技術准尉                   | 陸軍兵技准尉                 |
| 陸軍火工曹長（軍曹、伍長）         | 陸軍兵技曹長（軍曹、伍長）   |
| 陸軍鞍工曹長（軍曹、伍長）         | 陸軍兵技曹長（軍曹、伍長）   |
| 陸軍銃工曹長（軍曹、伍長）         | 陸軍兵技曹長（軍曹、伍長）   |
| 陸軍鍛工曹長（軍曹、伍長）         | 陸軍兵技曹長（軍曹、伍長）   |
| 陸軍木工曹長（軍曹、伍長）         | 陸軍兵技曹長（軍曹、伍長）   |
| 陸軍機工曹長（軍曹、伍長）         | 陸軍兵技曹長（軍曹、伍長）   |
| 陸軍電工曹長（軍曹、伍長）         | 陸軍兵技曹長（軍曹、伍長）   |

| 上欄                       | 下欄               |
| -------------------------- | ------------------ |
| 憲兵科佐、尉官             | 憲兵佐、尉官       |
| 歩兵科佐、尉官             | 兵科佐、尉官       |
| 騎兵科佐、尉官             | 兵科佐、尉官       |
| 砲兵科佐、尉官             | 兵科佐、尉官       |
| 工兵科佐、尉官             | 兵科佐、尉官       |
| 航空兵科佐、尉官           | 兵科佐、尉官       |
| 輜重兵科佐、尉官           | 兵科佐、尉官       |
| 各兵科佐、尉官             | 兵科佐、尉官       |
| 憲兵科将校                 | 憲兵将校           |
| 歩兵科将校                 | 兵科将校           |
| 騎兵科将校                 | 兵科将校           |
| 砲兵科将校                 | 兵科将校           |
| 工兵科将校                 | 兵科将校           |
| 航空兵科将校               | 兵科将校           |
| 輜重兵科将校               | 兵科将校           |
| 各兵科将校                 | 兵科将校           |
| 憲兵科准士官、下士官       | 憲兵准士官、下士官 |
| 歩兵科准士官、下士官       | 兵科准士官、下士官 |
| 騎兵科准士官、下士官       | 兵科准士官、下士官 |
| 砲兵科准士官、下士官       | 兵科准士官、下士官 |
| 工兵科准士官、下士官       | 兵科准士官、下士官 |
| 航空兵科准士官、下士官     | 兵科准士官、下士官 |
| 輜重兵科准士官、下士官     | 兵科准士官、下士官 |
| 各兵科准士官、下士官       | 兵科准士官、下士官 |
| 砲、工兵技術准士官、下士官 | 兵技准士官、下士官 |

| 兵科部 | 兵科       | 兵科         | 技術部         | 技術部         | 衛生部         | 軍楽部         |
| ------ | ---------- | ------------ | -------------- | -------------- | -------------- | -------------- |
| 一級   | 陸軍兵長   | 陸軍憲兵兵長 | 陸軍兵技兵長   | 陸軍航技兵長   | 陸軍衛生兵長   | 陸軍軍楽兵長   |
| 二級   | 陸軍上等兵 |              | 陸軍兵技上等兵 | 陸軍航技上等兵 | 陸軍衛生上等兵 | 陸軍軍楽上等兵 |
| 三級   | 陸軍一等兵 |              | 陸軍兵技一等兵 | 陸軍航技一等兵 | 陸軍衛生一等兵 |                |
| 四級   | 陸軍二等兵 |              | 陸軍兵技二等兵 | 陸軍航技二等兵 | 陸軍衛生二等兵 |                |

| 陸軍憲兵上等兵 | 陸軍歩兵上（一、二）等兵（工機兵たる者を除く） | 陸軍騎兵上（一、二）等兵 | 陸軍砲兵上（一、二）等兵 | 陸軍工兵上（一、二）等兵 | 陸軍航空兵上（一、二）等兵 | 陸軍輜重兵上（一、二）等兵 | 工機兵たる陸軍歩兵上（一、二）等兵 |
| 陸軍憲兵兵長   | 陸軍上（一、二）等兵                           | 陸軍上（一、二）等兵     | 陸軍上（一、二）等兵     | 陸軍上（一、二）等兵     | 陸軍上（一、二）等兵       | 陸軍上（一、二）等兵       | 陸軍兵技上（一、二）等兵           |

| 憲兵科兵 | 歩兵科兵（工機兵たる者を除く） | 騎兵科兵 | 砲兵科兵 | 工兵科兵 | 航空兵科兵 | 輜重兵科兵 | 各兵科兵 | 工機兵   | 歩兵科上（一、二）等兵（工機兵たる者を除く） | 騎兵科上（一、二）等兵 | 砲兵科上（一、二）等兵 | 工兵科上（一、二）等兵 | 航空兵科上（一、二）等兵 | 輜重兵科上（一、二）等兵 | 各兵科上（一、二）等兵 | 工機兵たる歩兵科上（一、二）等兵 |
| 憲兵兵   | 兵科兵                         | 兵科兵   | 兵科兵   | 兵科兵   | 兵科兵     | 兵科兵     | 兵科兵   | 技術部兵 | 兵科上（一、二）等兵                         | 兵科上（一、二）等兵   | 兵科上（一、二）等兵   | 兵科上（一、二）等兵   | 兵科上（一、二）等兵     | 兵科上（一、二）等兵     | 兵科上（一、二）等兵   | 技術部上（一、二）等兵           |

| 官等＼官庁 | 官等＼官庁 | 陸軍省   | 陸軍省       | 陸軍省       |
| ---------- | ---------- | -------- | ------------ | ------------ |
| 勅任       | 親任       | 陸軍大将 | 陸軍大将     | 陸軍大将     |
| 勅任       | 一等       | 陸軍中将 | 陸軍中将     | 陸軍各部中将 |
| 勅任       | 二等       | 陸軍少将 | 陸軍少将     | 陸軍各部少将 |
| 奏任       | 三等       | 陸軍大佐 | 陸軍憲兵大佐 | 陸軍各部大佐 |
| 奏任       | 四等       | 陸軍中佐 | 陸軍憲兵中佐 | 陸軍各部中佐 |
| 奏任       | 五等       | 陸軍少佐 | 陸軍憲兵少佐 | 陸軍各部少佐 |
| 奏任       | 六等       | 陸軍大尉 | 陸軍憲兵大尉 | 陸軍各部大尉 |
| 奏任       | 七等       | 陸軍中尉 | 陸軍憲兵中尉 | 陸軍各部中尉 |
| 奏任       | 八等       | 陸軍少尉 | 陸軍憲兵少尉 | 陸軍各部少尉 |
| 奏任       | 九等       |          |              |              |

|      | 陸軍准士官及び下士官 | 陸軍准士官及び下士官 | 陸軍准士官及び下士官 |
| ---- | -------------------- | -------------------- | -------------------- |
| 一等 | 陸軍准尉             | 陸軍憲兵准尉         | 陸軍各部准尉         |
| 二等 | 陸軍曹長             | 陸軍憲兵曹長         | 陸軍各部曹長         |
| 三等 | 陸軍軍曹             | 陸軍憲兵軍曹         | 陸軍各部軍曹         |
| 四等 | 陸軍伍長             | 陸軍憲兵伍長         | 陸軍各部伍長         |

1941年（昭和16年）12月のマレー作戦から対英米戦争（太平洋戦争・大東亜戦争）が始る。
1942年（昭和17年）4月1日に昭和17年勅令第297号を施行して陸軍武官官等表を改正し、陸軍法務官並びに建築関係技師及び技手を武官とし、衛生将校・獣医務将校及び軍楽将校の最高官等を少佐に進め、附則により改正勅令施行の際現に縫、装工准尉、同曹長、同軍曹又は同伍長の官に在る者は別に辞令を用いずに各経技准尉、同曹長、同軍曹又は同伍長に任ぜられたものとし、従前の法令の中の縫、装工准尉、同曹長、同軍曹もしくは同伍長、または縫、装工准士官もしくは下士官に関する規定は、経技准尉、同曹長、同軍曹もしくは同伍長、または経技准士官もしくは下士官にこれを適用するとした。
このときに陸海軍両省の法務局長並びに陸海軍の法務官、司法事務官及び事務官制度の廃止に伴い高等官官等俸給令を改正している。
| 区分         | 経理部       | 経理部       | 経理部       | 衛生部       | 衛生部         | 衛生部         | 衛生部       | 衛生部       | 獣医部       | 獣医部         | 法務部       | 軍楽部       |
| ------------ | ------------ | ------------ | ------------ | ------------ | -------------- | -------------- | ------------ | ------------ | ------------ | -------------- | ------------ | ------------ |
| 将官         |              |              |              |              |                |                |              |              |              |                |              |              |
| 陸軍主計中将 | 陸軍主計中将 | 陸軍建技中将 | 陸軍軍医中将 | 陸軍薬剤中将 |                |                |              | 陸軍獣医中将 |              | 陸軍法務中将   |              |              |
| 陸軍主計少将 | 陸軍主計少将 | 陸軍建技少将 | 陸軍軍医少将 | 陸軍薬剤少将 | 陸軍歯科医少将 |                |              | 陸軍獣医少将 |              | 陸軍法務少将   |              |              |
| 佐官         | 陸軍主計大佐 | 陸軍主計大佐 | 陸軍建技大佐 | 陸軍軍医大佐 | 陸軍薬剤大佐   | 陸軍歯科医大佐 |              |              | 陸軍獣医大佐 |                | 陸軍法務大佐 |              |
| 佐官         | 陸軍主計中佐 | 陸軍主計中佐 | 陸軍建技中佐 | 陸軍軍医中佐 | 陸軍薬剤中佐   | 陸軍歯科医中佐 |              |              | 陸軍獣医中佐 |                | 陸軍法務中佐 |              |
| 佐官         | 陸軍主計少佐 | 陸軍主計少佐 | 陸軍建技少佐 | 陸軍軍医少佐 | 陸軍薬剤少佐   | 陸軍歯科医少佐 | 陸軍衛生少佐 | 陸軍衛生少佐 | 陸軍獣医少佐 | 陸軍獣医務少佐 | 陸軍法務少佐 | 陸軍軍楽少佐 |
| 尉官         | 陸軍主計大尉 | 陸軍主計大尉 | 陸軍建技大尉 | 陸軍軍医大尉 | 陸軍薬剤大尉   | 陸軍歯科医大尉 | 陸軍衛生大尉 | 陸軍衛生大尉 | 陸軍獣医大尉 | 陸軍獣医務大尉 | 陸軍法務大尉 | 陸軍軍楽大尉 |
| 尉官         | 陸軍主計中尉 | 陸軍主計中尉 | 陸軍建技中尉 | 陸軍軍医中尉 | 陸軍薬剤中尉   | 陸軍歯科医中尉 | 陸軍衛生中尉 | 陸軍衛生中尉 | 陸軍獣医中尉 | 陸軍獣医務中尉 | 陸軍法務中尉 | 陸軍軍楽中尉 |
| 尉官         | 陸軍主計少尉 | 陸軍主計少尉 | 陸軍建技少尉 | 陸軍軍医少尉 | 陸軍薬剤少尉   | 陸軍歯科医少尉 | 陸軍衛生少尉 | 陸軍衛生少尉 | 陸軍獣医少尉 | 陸軍獣医務少尉 | 陸軍法務少尉 | 陸軍軍楽少尉 |
| 准士官       | 陸軍主計准尉 | 陸軍経技准尉 | 陸軍建技准尉 |              |                |                | 陸軍衛生准尉 | 陸軍療工准尉 |              | 陸軍獣医務准尉 |              | 陸軍軍楽准尉 |
| 下士官       | 陸軍主計曹長 | 陸軍経技曹長 | 陸軍建技曹長 |              |                |                | 陸軍衛生曹長 | 陸軍療工曹長 |              | 陸軍獣医務曹長 |              | 陸軍軍楽曹長 |
| 下士官       | 陸軍主計軍曹 | 陸軍経技軍曹 | 陸軍建技軍曹 |              |                |                | 陸軍衛生軍曹 | 陸軍療工軍曹 |              | 陸軍獣医務軍曹 |              | 陸軍軍楽軍曹 |
| 下士官       | 陸軍主計伍長 | 陸軍経技伍長 | 陸軍建技伍長 |              |                |                | 陸軍衛生伍長 | 陸軍療工伍長 |              | 陸軍獣医務伍長 |              | 陸軍軍楽伍長 |

1942年（昭和17年）11月17日勅令第798号により陸軍兵等級表を改正し、憲兵兵長の下に憲兵上等兵を新設した 。
| 兵科部 | 兵科       | 兵科           |
| ------ | ---------- | -------------- |
| 二級   | 陸軍上等兵 | 陸軍憲兵上等兵 |

1944年（昭和19年）8月10日に昭和19年勅令第448号を施行し陸軍武官官等表及び陸軍兵等級表などの改正により、兵技及び航技の区分を撤廃し、附則により改正勅令施行の際現に附則第2項の表の上欄に掲げる官に在る者は別に辞令を用いず各その相当の下欄に掲げる官に任ぜられたものとし、従前の法令の中で附則第2項の表の上欄に掲げる官に関する規定は各その相当の下欄に掲げる官にこれを適用し、改正勅令施行の際現に附則第3項の表の上欄に掲げる者に該当する者は各その相当の下欄に掲げる者になったものとし、従前の法令の中で附則第3項の表の上欄に掲げる者に関する規定は各その相当の下欄に掲げる者にこれを適用するとし、従前の法令の中で附則第4項の表の上欄に掲げる者に関する規定は各その相当の下欄に掲げる者にこれを適用するとした。
| 区分         | 技術部       |
| ------------ | ------------ |
| 将官         |              |
| 陸軍技術中将 |              |
| 陸軍技術少将 |              |
| 佐官         | 陸軍技術大佐 |
| 佐官         | 陸軍技術中佐 |
| 佐官         | 陸軍技術少佐 |
| 尉官         | 陸軍技術大尉 |
| 尉官         | 陸軍技術中尉 |
| 尉官         | 陸軍技術少尉 |
| 准士官       | 陸軍技術准尉 |
| 下士官       | 陸軍技術曹長 |
| 下士官       | 陸軍技術軍曹 |
| 下士官       | 陸軍技術伍長 |

| 兵科部 | 技術部         |
| ------ | -------------- |
| 一級   | 陸軍技術兵長   |
| 二級   | 陸軍技術上等兵 |
| 三級   | 陸軍技術一等兵 |
| 四級   | 陸軍技術二等兵 |

| 陸軍兵技中（少）将 | 陸軍航技中（少）将 | 陸軍兵技大（中、少）佐 | 陸軍航技大（中、少）佐 | 陸軍兵技大（中、少）尉 | 陸軍航技大（中、少）尉 | 陸軍兵技准尉（曹長、軍曹、伍長） | 陸軍航技准尉（曹長、軍曹、伍長） |
| 陸軍技術中（少）将 | 陸軍技術中（少）将 | 陸軍技術大（中、少）佐 | 陸軍技術大（中、少）佐 | 陸軍技術大（中、少）尉 | 陸軍技術大（中、少）尉 | 陸軍技術准尉（曹長、軍曹、伍長） | 陸軍技術准尉（曹長、軍曹、伍長） |

| 陸軍兵技兵長 | 陸軍航技兵長 | 陸軍兵技上（一、二）等兵 | 陸軍航空技上（一、二）等兵 | 兵技下士官候補者   | 航技下士官候補者   |
| 陸軍技術兵長 | 陸軍技術兵長 | 陸軍技術上（一、二）等兵 | 陸軍技術上（一、二）等兵   | 技術部下士官候補者 | 技術部下士官候補者 |

| 陸軍兵技佐、尉官   | 陸軍航技佐、尉官   | 陸軍兵技将校   | 陸軍航技将校   | 陸軍兵技准士官、下士官   | 陸軍航技准士官、下士官   | 陸軍兵技兵   | 陸軍航技兵   |
| 陸軍技術部佐、尉官 | 陸軍技術部佐、尉官 | 陸軍技術部将校 | 陸軍技術部将校 | 陸軍技術部准士官、下士官 | 陸軍技術部准士官、下士官 | 陸軍技術部兵 | 陸軍技術部兵 |

1945年（昭和20年）6月1日に昭和20年勅令第295号を施行し陸軍武官官等表などの改正により、陸軍の法事務将校並びに法務部の准士官、下士官及び兵の制度を創始し、陸軍兵等級表の衛生部の項の次に法務部を加えた。
| 区分         | 法務部       | 法務部         | 法務部       |
| ------------ | ------------ | -------------- | ------------ |
| 将官         |              |                |              |
| 陸軍法務中将 |              |                |              |
| 陸軍法務少将 |              |                |              |
| 佐官         | 陸軍法務大佐 |                |              |
| 佐官         | 陸軍法務中佐 |                |              |
| 佐官         | 陸軍法務少佐 | 陸軍法事務少佐 |              |
| 尉官         | 陸軍法務大尉 | 陸軍法事務大尉 |              |
| 尉官         | 陸軍法務中尉 | 陸軍法事務中尉 |              |
| 尉官         | 陸軍法務少尉 | 陸軍法事務少尉 |              |
| 准士官       |              |                | 陸軍法務准尉 |
| 下士官       |              |                | 陸軍法務曹長 |
| 下士官       |              | 陸軍法務軍曹   |              |
| 下士官       |              | 陸軍法務伍長   |              |

| 兵科部 | 法務部         |
| ------ | -------------- |
| 一級   | 陸軍法務兵長   |
| 二級   | 陸軍法務上等兵 |
| 三級   |                |
| 四級   |                |

### 昭和21年陸軍武官及び陸軍兵廃止
1946年（昭和21年）6月15日勅令第319号により陸軍武官官等表等を廃止する勅令を定め、これにより陸軍武官の官等及び陸軍兵の等級を廃止し、ただし附則により廃止勅令施行の際現に陸軍に属し復員していない者に関しては、旧令は廃止勅令施行後もその者の復員するまでなおその効力を有するとした。
1947年（昭和22年）政令第52号によりポツダム宣言の受諾に伴い発する命令に関する件に基き陸軍刑法を廃止する等を実施し、これにより陸軍武官の官等及び陸軍兵の等級は消滅し、附則により廃止政令施行の際現に陸海軍に属し復員していない者は、その者の復員するまで、従前の業務に相当する未復員者としての業務に秩序を保って従事するものとした。
| 区分   | 兵科     | 兵科         | 技術部       | 経理部       | 経理部       | 経理部       | 衛生部       | 衛生部       | 衛生部         | 衛生部       | 衛生部       | 獣医部       | 獣医部         | 法務部       | 法務部         | 法務部       | 軍楽部       |
| ------ | -------- | ------------ | ------------ | ------------ | ------------ | ------------ | ------------ | ------------ | -------------- | ------------ | ------------ | ------------ | -------------- | ------------ | -------------- | ------------ | ------------ |
| 将官   | 陸軍大将 | 陸軍大将     |              |              |              |              |              |              |                |              |              |              |                |              |                |              |              |
| 将官   | 陸軍中将 | 陸軍中将     | 陸軍技術中将 | 陸軍主計中将 | 陸軍主計中将 | 陸軍建技中将 | 陸軍軍医中将 | 陸軍薬剤中将 |                |              |              | 陸軍獣医中将 |                | 陸軍法務中将 |                |              |              |
| 将官   | 陸軍少将 | 陸軍少将     | 陸軍技術少将 | 陸軍主計少将 | 陸軍主計少将 | 陸軍建技少将 | 陸軍軍医少将 | 陸軍薬剤少将 | 陸軍歯科医少将 |              |              | 陸軍獣医少将 |                | 陸軍法務少将 |                |              |              |
| 佐官   | 陸軍大佐 | 陸軍憲兵大佐 | 陸軍技術大佐 | 陸軍主計大佐 | 陸軍主計大佐 | 陸軍建技大佐 | 陸軍軍医大佐 | 陸軍薬剤大佐 | 陸軍歯科医大佐 |              |              | 陸軍獣医大佐 |                | 陸軍法務大佐 |                |              |              |
| 佐官   | 陸軍中佐 | 陸軍憲兵中佐 | 陸軍技術中佐 | 陸軍主計中佐 | 陸軍主計中佐 | 陸軍建技中佐 | 陸軍軍医中佐 | 陸軍薬剤中佐 | 陸軍歯科医中佐 |              |              | 陸軍獣医中佐 |                | 陸軍法務中佐 |                |              |              |
| 佐官   | 陸軍少佐 | 陸軍憲兵少佐 | 陸軍技術少佐 | 陸軍主計少佐 | 陸軍主計少佐 | 陸軍建技少佐 | 陸軍軍医少佐 | 陸軍薬剤少佐 | 陸軍歯科医少佐 | 陸軍衛生少佐 | 陸軍衛生少佐 | 陸軍獣医少佐 | 陸軍獣医務少佐 | 陸軍法務少佐 | 陸軍法事務少佐 |              | 陸軍軍楽少佐 |
| 尉官   | 陸軍大尉 | 陸軍憲兵大尉 | 陸軍技術大尉 | 陸軍主計大尉 | 陸軍主計大尉 | 陸軍建技大尉 | 陸軍軍医大尉 | 陸軍薬剤大尉 | 陸軍歯科医大尉 | 陸軍衛生大尉 | 陸軍衛生大尉 | 陸軍獣医大尉 | 陸軍獣医務大尉 | 陸軍法務大尉 | 陸軍法事務大尉 |              | 陸軍軍楽大尉 |
| 尉官   | 陸軍中尉 | 陸軍憲兵中尉 | 陸軍技術中尉 | 陸軍主計中尉 | 陸軍主計中尉 | 陸軍建技中尉 | 陸軍軍医中尉 | 陸軍薬剤中尉 | 陸軍歯科医中尉 | 陸軍衛生中尉 | 陸軍衛生中尉 | 陸軍獣医中尉 | 陸軍獣医務中尉 | 陸軍法務中尉 | 陸軍法事務中尉 |              | 陸軍軍楽中尉 |
| 尉官   | 陸軍少尉 | 陸軍憲兵少尉 | 陸軍技術少尉 | 陸軍主計少尉 | 陸軍主計少尉 | 陸軍建技少尉 | 陸軍軍医少尉 | 陸軍薬剤少尉 | 陸軍歯科医少尉 | 陸軍衛生少尉 | 陸軍衛生少尉 | 陸軍獣医少尉 | 陸軍獣医務少尉 | 陸軍法務少尉 | 陸軍法事務少尉 |              | 陸軍軍楽少尉 |
| 准士官 | 陸軍准尉 | 陸軍憲兵准尉 | 陸軍技術准尉 | 陸軍主計准尉 | 陸軍経技准尉 | 陸軍建技准尉 |              |              |                | 陸軍衛生准尉 | 陸軍療工准尉 |              | 陸軍獣医務准尉 |              |                | 陸軍法務准尉 | 陸軍軍楽准尉 |
| 下士官 | 陸軍曹長 | 陸軍憲兵曹長 | 陸軍技術曹長 | 陸軍主計曹長 | 陸軍経技曹長 | 陸軍建技曹長 |              |              |                | 陸軍衛生曹長 | 陸軍療工曹長 |              | 陸軍獣医務曹長 |              |                | 陸軍法務曹長 | 陸軍軍楽曹長 |
| 下士官 | 陸軍軍曹 | 陸軍憲兵軍曹 | 陸軍技術軍曹 | 陸軍主計軍曹 | 陸軍経技軍曹 | 陸軍建技軍曹 |              |              |                | 陸軍衛生軍曹 | 陸軍療工軍曹 |              | 陸軍獣医務軍曹 |              |                | 陸軍法務軍曹 | 陸軍軍楽軍曹 |
| 下士官 | 陸軍伍長 | 陸軍憲兵伍長 | 陸軍技術伍長 | 陸軍主計伍長 | 陸軍経技伍長 | 陸軍建技伍長 |              |              |                | 陸軍衛生伍長 | 陸軍療工伍長 |              | 陸軍獣医務伍長 |              |                | 陸軍法務伍長 | 陸軍軍楽伍長 |

| 兵科部 | 兵科       | 兵科           | 技術部         | 衛生部         | 法務部         | 軍楽部         |
| ------ | ---------- | -------------- | -------------- | -------------- | -------------- | -------------- |
| 一級   | 陸軍兵長   | 陸軍憲兵兵長   | 陸軍技術兵長   | 陸軍衛生兵長   | 陸軍法務兵長   | 陸軍軍楽兵長   |
| 二級   | 陸軍上等兵 | 陸軍憲兵上等兵 | 陸軍技術上等兵 | 陸軍衛生上等兵 | 陸軍法務上等兵 | 陸軍軍楽上等兵 |
| 三級   | 陸軍一等兵 |                | 陸軍技術一等兵 | 陸軍衛生一等兵 |                |                |
| 四級   | 陸軍二等兵 |                | 陸軍技術二等兵 | 陸軍衛生二等兵 |                |                |